# 幸福の科学

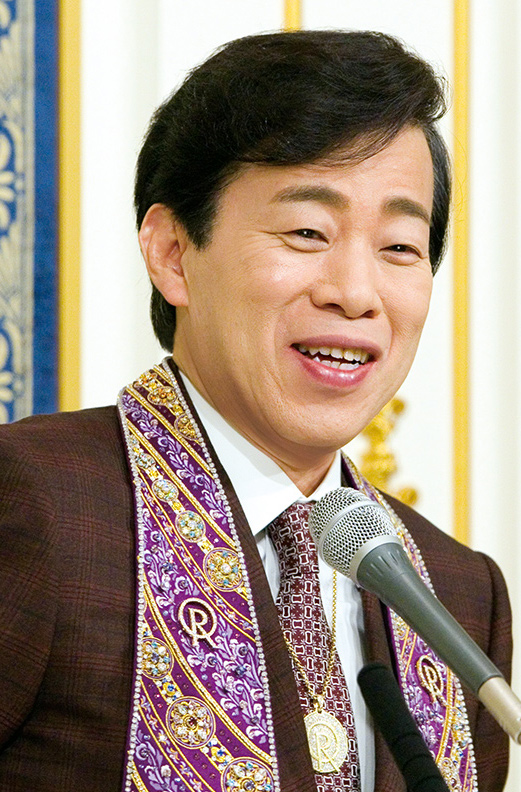
創始者 兼 総裁：大川隆法（2015年2月15日）

幸福の科学（こうふくのかがく、英語: Happy Science）は、日本に本部を置く宗教団体（宗教法人）。信仰の対象は地球至高神エル・カンターレ（El Cantare）。
1986年に大川隆法が創設。大川が多数の法話で説いた「仏法真理」を教義とし、この仏法真理の「探究・学習・伝道」を通じて、「この世とあの世を貫く幸福」と地上ユートピアの建設を目指している。修行の実践においては、「現代の四正道」として「愛・知・反省・発展」を提唱している。本尊は地球至高神「エル・カンターレ」の中核（本体意識）である大川隆法であり、大川は仏陀の生まれ変わりとされている。大川が、歴史上・神話上の人物、宇宙人の霊や存命人物の守護霊を呼び出して、本心を語るとする「霊言」を多く公開する。1991年ごろから新聞・テレビ等で大規模な広告キャンペーンを行い、講談社の記事に対して組織的な抗議行動や集団訴訟を行う「講談社フライデー事件」などでも注目を集めた。信者数は国内約1100万人と公称するが、実際の信者数は数万 - 数十万人という推定も存在する。
2009年に政治団体「幸福実現党」を結成。国政選挙ではこれまで当選者はいないが、「小さな政府」「憲法9条改正」「南京事件や慰安婦問題の否定」「行き過ぎたLGBTQの権利拡大抑止」などの政策を掲げ、地方選挙で議席を獲得している。いくつかのYouTubeの政治ニュースアカウントを運営し、「北朝鮮の核武装や中国の軍備拡張に備えて、日本国民の生命・安全・財産を守ること」を主張するなど、さまざまな政治活動を積極的に展開している。
幸福の科学グループには、出版社「幸福の科学出版」、政治団体「幸福実現党」、学校法人「幸福の科学学園」、芸能プロダクション「ニュースター・プロダクション」「ARI Production」などがある。

## 歴史

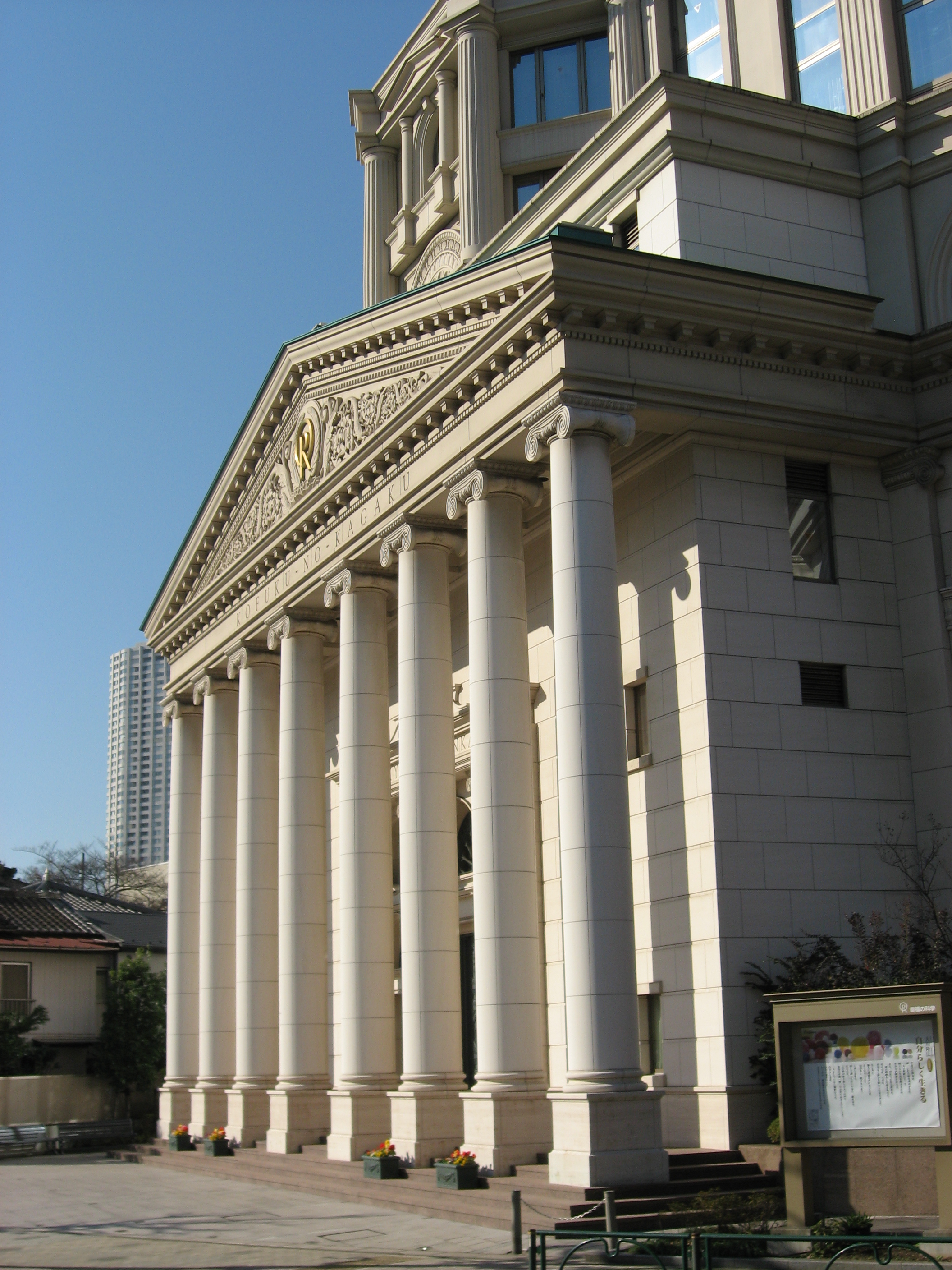
東京正心館
所在地：東京都港区
総裁・大川隆法の法話はここで行われることが多く、その際日本各地世界各地に衛星中継,Web中継送信されることがある。

1956年、徳島県で生まれた大川隆法は、1981年3月23日、東京大学法学部の卒業間際に、「イイシラセ」という内容の霊界からの通信を受信し、霊能力に目覚める。卒業後、大手商社のトーメン（現：豊田通商）に勤める傍ら、1985年より父の善川三朗（中川忠義）とともに出版活動を始め、29歳で初の著書『日蓮聖人の霊言』（父、兄・富山誠との共著）を出版する。その後、『空海の霊言』『キリストの霊言』など偉人を降霊させて執筆したとされる「霊言」シリーズを次々と刊行する。
大川隆法は、1986年7月15日に退社後、10月6日に30歳で教団を設立する。当初は宗教団体ではなく、大川を霊能力をもつ「先生」として、霊媒として語られる霊人たちの言葉（霊言）から霊界の仕組みや人生について学ぶ「学習団体」のようなものだった。1986年に幸福の科学の根本経典である『正心法語』や、翌年1987年には宗教理論の基本書であり大ベストセラーとなった『太陽の法』『黄金の法』『永遠の法』が出版された。また、1986年に出版された『高橋信次霊言集』や1987年の『谷口雅春霊言集』により、GLAや生長の家の信者の一部が幸福の科学へと流入した。1988年5月には大阪府内に関西支部が開所し、日本各地に支部展開が始まった。
1991年3月7日に宗教法人として認証された。この1991年は、7月に東京ドームで行った大川の生誕祭や、講談社の記事に対して組織的な抗議行動や集団訴訟を行う「講談社フライデー事件」などで注目を集めた。また、認証直後は、大手広告代理店を使い、多額の広告費を使って、新聞、テレビ等あらゆるマスコミでイベントや著作物の宣伝を行い、「時代はいま、幸福の科学」というコピーを広く広めて会員を急増させた。1989年から大川は自らを「仏陀の再誕」と称し、1991年に地球系霊団の至高神「エル・カンターレ」であると宣言した。教祖の存在が高次元化していくのは多くの教団に見られるが、大川の場合は若くしてこれ以上は不可能な高い存在となった。
大川は、歴史上の偉人・宗教家などが彼の口を通じて語るとする「霊言」本でも知られ、1990年代以降のスピリチュアルブームを追い風に信者を増やしてきた。1991年末には、「チャネリング」が流行語大賞にノミネートされ、特別部門特別賞を受賞した。
1990年7月に、経典『太陽の法』の英訳版 "The Laws of the Sun" が発刊され、これ以降に海外在住の会員が増加し、1994年1月1日に海外初の法人として「幸福の科学USA (Kofuku-no-kagaku,U.S.A.)」（現在：Happy Science USA）が設立され、ニューヨーク支部の開所となる。続いてロサンゼルス支部、ハワイ支部などが開所される。同年さらにブラジルには、サンパウロ支部、イギリスのロンドンには、ヨーロッパ支部など世界各地で現地法人が設立される。
1996年には会員制度の変更や運営方針の転換が行われた。同年から、他の宗教への対決姿勢を強め、GLAの教義の批判も行い、よりオリジナルな教義を提起しようとした。また、幸福の科学に批判的な出版社や研究者、ジャーナリストに対する批判も行った。1995年3月、オウム真理教による地下鉄サリン事件以降、会場側が宗教団体を警戒して貸し出さなくなったため、1995年を最後に東京ドームでの大規模集会は開かれなくなった。
2009年に、宗教政党「幸福実現党」の設立と、学校法人の設立が行われた。霊言本は、1991年を最後に一般向け書籍の新作発表が止まっていたが、2009年の幸福実現党の結成直前に復活し、積極的に出版された。2017年8月、東京ドームでの大規模集会が再開され、同年に出家した女優の千眼美子（清水富美加）も登場した。2019年 - 新型コロナウイルス感染症（COVID-19）の流行時、新型コロナウイルスは中国の生物兵器であり、「（ウイルス感染には）憑依と同じ原理が働く」とし、憑依の取っ掛かりとなるのが「恐怖心」などのマイナス感情であるとして、明るく積極的な心や信仰心が免疫力につながると説いた。「幸福実現党」は、北朝鮮の核武装や中国の軍備拡張に備えて、日本国民の生命・安全・財産を守ることを目的として、「国防強化」「抑止力のための核保有」「反共主義」「南京事件や慰安婦問題の否定」「行き過ぎたLGBTQ（性的少数者）の権利拡大抑止」などの政治的見解を推進している。2022年、幸福実現党はロシアのウクライナ侵攻の立場に同調し、ウクライナのゼレンスキー大統領を批判した。政党の得票数は、2009年の総選挙では比例区の合計得票数は約46万票だったが、2022年は約15万票程度であり、得票率も衆参両選挙ともに、1%を割り込んでいる。地方選挙では議席があり、2023年4月現在、49人の市町村議会議員がいる。
2023年2月28日、総裁の大川隆法が東京の自宅で倒れ、3月2日、66歳で死去した。死去が報じられてから1年が経過しても、教団は公式に死を公表していない。

## 名称
1985年、最初の「霊言集」である『日蓮の霊言』の中で用いられる「幸福科学」という言葉が、1年後の1986年に団体の名称の基となった。シンボルマークの「R・O」は大川隆法のイニシャルであり、レオナルド・ダ・ヴィンチの霊に指導されて図案化した。
「幸福の科学」の英語名は 2008年2月までは The Institute for Research in Human Happiness であり、頭字語の IRH である略称を使用していた。ローマ字表記の Kofuku-no-Kagaku や Kōfuku-no-Kagaku 等も用いられる。2008年2月から、世界通称として英語による正式名称を Happy Science とした。これは、世界伝道において、解りやすい名称にしたとされている。

## 教義
幸福の科学は、大川隆法が多数の法話で説いた「仏法真理」を教義とし、この仏法真理の「探究・学習・伝道」を通じての「この世とあの世を貫く幸福」と地上ユートピアの建設を目指しているとする。修行の実践については、現代の四正道として「愛・知・反省・発展」を提唱している。人間は神の子・仏の子であることを自覚した上で他者へ愛を与え、真理を探究し智慧（知）を獲得し、自分の心を見つめ直し（反省）、社会全体を向上させる発展の心構えを持つことを現世の「魂修行」とする。その反省・発展の応用理論として『常勝思考』を説いた。また、世界観として次元構造の多元宇宙論を展開し、この世を三次元世界とし、四次元以降の世界をあの世とする「霊界」を肯定する世界観を説き、この世とあの世を転生輪廻するのが人間本来の存在であるとする「霊的人生観」（宗教的真実を基礎におく人生観）を教義としている。三次元世界（この世）は根源神へと近づき進歩・進化していくための「魂の修行の場所」として存在し、人間は転生輪廻を繰り返すことで永遠に向上していく存在であるとしている。
幸福の科学では、単純な一神教信仰ではなく、またフラットな形の多神教でもない。「多様な価値観を包摂しながらも、融合させ調和させてゆく」という立場をとっている。「霊天上界には、神格、つまり高級神霊としての格を持った大霊が大勢いる」とし、「神は一体だけ、あと他は全部間違いだ」という考えは明らかに事実に反するとしている。またその「格」の高低の違いについても「どれだけ多様な人々を救い・導きうるか」によって格付けが成されるとしている。そして至高神エル・カンターレの教えによって世界の宗教間の対立問題は解決し、お互いの融和をもたらすことになるとしている。

### 死生観
幸福の科学では、転生輪廻、天使、悪魔、天国と地獄、宇宙人の存在を肯定し論証しており、「死んでなくなるのは肉体だけであり、身体が灰になっても人間の本質である意識は残る」と説いている。
また、幸福の科学は、「あの世こそが真実の世界である」という思想的バックボーンを持ちながらも、この世を「魂を磨くための学校」として捉え、この世は仮の世ではあるが、霊的な存在がこの世の肉体に宿り、物質世界という不自由な世の中で生活することによって、逆に霊的な自己を磨いている、と説く。この世では人の「心」は目に見えないが、あの世では人は「心そのもの」として存在し、自分や他人が思っていることが全てガラス張りのように分かる世界であるため、悪しきことを心に思っていては天国で生きていくことができない。「この世においても自分の幸福と他人の幸福とが一致するような、利他的な生き方をすることで、死後も幸福が続いていく」とするのが、幸福の科学の説く「この世とあの世を貫く幸福」である。
現代の地球上の科学での「科学的に実証できないものは信じられない」として霊界を否定する思想は「唯物信仰」であり誤りであるとしている。つまり「実証できない」霊界のことを「無いと信じている」のであって、論理として「実証できない」のなら「有るか無いかは、判らない」とするべきでところを、「無いとむやみに信じ込んでいる」のであり、この「霊界を否定」の思想には、ここに重大な論理破綻が存在すると指摘している。また、霊天上界には、この世の人々を幸福に導こうとしている各宗教系統の多数の天使団が存在しているとし、あの世を信じたほうが幸福になれる道であるとしており、逆に、あの世を否定する思想には、この世の人間に憑依して不幸な方向に操ろうとする悪霊・悪魔のはたらきに気が付かなくなるというリスクがあるとしている。
なお、大川隆法はオウムのポア思想の誤りを次のように指摘している。大川によれば、「この世のものはすべて仮のものであり、すべては流れ去っていく」という諸行無常の考えを、「この世は無駄なのだ。肉体生活をしている自分などは意味がないのだ」と解釈するのが、仏教系のなかでドロップアウトしたニヒリズム（虚無主義）の流れである。そこから出てきたのが、「人間が生きていることは不幸である。だから、殺してあげることが最大の供養になる」と考えるオウムのポア思想であり、殺人を"宗教的な慈悲"にすり変える理論だとしている。
天国と地獄
死後は「肉体を離れて魂としてあの世に還る」とされ、心肺停止から死後7日間ぐらいまでは自宅周辺にとどまっているが、49日ほど経つと「導きの霊」が現れ、あの世に旅立つよう促される、としている。魂とはその人の「心そのもの」であり、あの世は「心をそのまま取り出した」世界であるとし、「死んであの世に持ってゆけるのは心しかない」されており、当人の心境や生前の行いによって、死後赴く世界が決まるとされる。
1997年から雑誌「ザ・リバティ」誌上で、脳死問題や臓器移植問題が宗教的真実を全く知らないで議論されているとして、宗教的観点から解説している。霊的真実では「脳死」とされる段階では、まだ死んでいないとして、この段階で臓器移植を行うと、本人は生体解剖されているのと同様の痛みと心理的混乱を引き起こし、死後の世界への魂に重大な傷を負わせてしまうとしている。また臓器移植を受けた患者は、死亡した臓器提供者の魂の憑依を受ける確率が高くなり、肉体の乗っ取り・人格の豹変などの危険があるとしている。

### 多次元宇宙論
「この世」を3次元世界とし「あの世（霊界）」は4次元以上の多次元世界としている。「あの世」は人間が生きている世界と同じ場所に存在しており、テレビの各チャンネルが異なる映像を映すように、魂の波長や周波数が異なるために、異なる世界をつくっているとされる。こうした宇宙が次元構造を成しているとするのが「多次元宇宙論」である。宇宙航行としてSFで有名な「ワープ航法」は霊界を通ることで可能でありとし、21世紀以降の地球の科学文明は「霊界を科学してゆく」ことで、地球文明が他の宇宙文明との交流が始まり、地球人類が、壮大な宇宙文明に発展してゆく大切な転換点であるとしている。

### 常勝思考
『常勝思考』（ Invincible Thinking ）とは、幸福の科学グループ 創始者 兼総裁、大川隆法の思想・人生訓、で、幸福の科学の基本教義である四正道「愛・知・反省・発展」の内、「反省」から「発展」への架橋をなす理論である。教義・宗教理論というだけでなく、人生論・ビジネス論・自己啓発論としての傾向の思想で、人生に出くわすあらゆるものから教訓を学び取り、人格向上の糧・次の勝利への布石とすることによって、真に人生に勝利していくという考え方。順境の時期にも、逆境の時期にも、縁起の理法で将来の良き種をまき、反省と光明転回の考えを両輪とする。人生に真に勝利するためのパワーを内蔵した思考方法で、この理論は、性別・年齢・国籍を超えて全ての人びとにあてはまる理論であり、「読破した者は、堂々たる勝利の大道が目の前に拓ける（ひらける）」と説く。
「常勝」と言うと「勝ち続けること」だと捉えられていることが多いが、この思想は、「成功体験からの教訓だけでなく、敗北や失敗からも「教訓」を生み出す。学び尽くす。」ことが主軸であり、その教訓を糧に努力することで人生に勝利していこうとするものである。そして、その勝利によって「教訓を生み出した過去の敗北や失敗の体験は、勝利を生み出した大切な経験」となり、「人生の宝への礎（いしずえ）」として捉えることになるのである。つまり、敗北を敗北のままとせずに、生み出した教訓からの勝利によって、成功した人生への一里塚となしてゆくのである。過去は変えることはできないが、過去の出来事に対する評価が「勝利を生み出した大切な経験」として受け止めることが出来れば、「人生で起きる出来事は“成功の連続”に見えてくる。まるでオセロで黒が白に裏返ってゆくように」。

### 社会的弱者や女性、LGBTQ（性的少数者）に対する教え
- 大川の教えには「自助努力」があり、「貧しい者は、その人が貧しさを愛するからだ」「病気の人は、その人が病気を愛するからだ」と説いている[27]。女性については、「神様はやはり補助者としての役割を女性に期待しておられたようです。そして男性には、神様が創られた世界の歴史のなかで主人公となる使命をお与えになったようです。女性に相応しい生きかたは、結婚をし、子供を育てていくことです」と説いている[27][PR 50]。
- 大川は、霊言で「LGBTQ（性的少数者）は地獄に堕ちて釜茹でにされる」と述べている[12][28]。2019年、映画『ボヘミアン・ラプソディ』公開時に行われた、フレディー・マーキュリーの霊言では、「私がエイズに苦しんだのは、ゲイであることを神が罰したからか？」と問いかけ、大川は「ゲイは悪である。男は男の使命を、女は女の使命を全うしなければならない」と答えたという[29][PR 51]。2022年3月30日発売の機関誌『ザ・リバティ』5月号は、特集記事「草津の赤鬼が案内する　地獄の制裁」の中で、「LGBTQへは釜茹でにする」「正常な男女関係では行われないような変態性がまかり通る」「人間として狂っている部分がある」「社会に与える悪影響を与える責任は大きい」と指摘した[12][30][31][32]。これらの内容は、大川の霊言本として『色情地獄論―草津の赤鬼の霊言―』『色情地獄論②―草津の赤鬼　戦慄の警告―』として刊行されており、一般書店やアマゾンでも購入できる[12][PR 52][PR 53]。2022年12月号の『ザ・リバティ』では、「死んだら驚いた！LGBTQの真相」と題する特集記事を組み、LGBTQを「憑依現象」とし、「ゲイ・ビレッジが丸ごと地獄の代わりに？」という大川のゲイビレッジ見学記や、「オールジェンダートイレは性犯罪の温床になる」といった記事を掲載した[31][PR 54][PR 55]。2023年5月号の『ザ・リバティ』にも、「堕地獄率が高すぎるLGBTQ」と題する記事を掲載し、大川の書籍『地獄に堕ちないための言葉』から「LGBTQは死後、2メートルぐらいの雌雄同体のミミズになって、糞尿池のようなところを泳いでいる」という言葉を引用している[33][PR 56]。

### 従軍慰安婦や、南京大虐殺について
従軍慰安婦や、南京大虐殺については、日本の国益を著しく傷つけ、日本人の誇りを失わせるとして、当時の軍人や当事者、政治家、マスコミなどの霊言を行い、その虚構が明らかとなったとしている。大川が創立者 兼 総裁である政治団体「幸福実現党」も、慰安婦問題、河野談話への抗議活動を行っている。

## 本尊、信仰の対象
1. エル・カンターレ像、世界伝道型御本尊（祭壇型・普及型）、受持型御本尊などの御本尊
2. ケリューケイオンの杖、降魔の剣、宝鈴などの祭具
3. 正心宝、正心鏡、吉祥宝印、経巻、宝珠などの宝具
4. お守り、お札、霊的記念品、グッズ、キーホルダー、クリアファイルなど

本尊とは、信仰・祈祷の対象として安置される仏や画像などの具体的な対象のことであり、信仰生活の中心に位置づけられている。
幸福の科学の信者が、日常的な祈りの対象とする本尊は、地球至高神 エル・カンターレ（El Cantare）の中核（本体意識）である大川隆法であり、大川は仏陀の生まれ変わりとされている。エル・カンターレは、約55億年前にはエル・ミオーレという名で金星を統治する神だったが、約4億年前に金星人の一部を地球に移住させて、人類を創造した。他の惑星の魂を人類の指導者として地球に招いたのが、イエス・キリストやニュートンなどである。エル・カンターレ自身もムー大陸の国王やギリシャ神話のヘルメスなど、様々な分身の姿で人類に関わった。その中で、エル・カンターレの本体意識が地上に肉体を持って現れたのが大川隆法であり、1億5千万ぶりに人間界に現れた本体であるとする。初めて本体が肉体を持って現れたのは3億年前であり、再び本体が人間の形で現れることはないとされている。
1992年12月に、会員でも代理本尊の一つである「家庭御本尊」を安置することが可能となった。家庭用の本尊は、目安となる金額を教団に納めることで受け取ることができ、本尊を授与することを「下賜（かし）」といい、信者が受け取ることを「拝受（はいじゅ）」という。本尊の金額は、独特な図柄と祭壇が特徴の「世界伝道型本尊」は100万円、祭壇がついてないA4サイズの「普及型　世界伝道型本尊」は5万円、大川の銅像で「降魔型（ごうまがた）エル・カンターレ像」という本尊は300万円が目安とされる。1500万円の「降魔型エル・カンターレ像」は一般家庭では拝受できず、教団に納めることで、支部や精舎（礼拝施設）などの施設に設置することができる。「写真型（50万・100万円）」の本尊は、2004年から下賜されなくなっている。
エル・カンターレ信仰の確立
1989年に『仏陀再誕』を出版し、1990年第12回大講演会において、自身は「仏陀の魂の再誕」であると明示した。1991年7月15日、創始者大川の「御生誕祭」が開催された東京ドームにおいて、大川は自身が「エル・カンターレ」であると宣言した。これ以降、幸福の科学の信者が崇拝する創始者の大川隆法を、主エル・カンターレの本体部分が地上に下生した「現成の仏陀（悟りたる者）」であるとする信仰が確立した。
代理本尊と信仰
- エル・カンターレを象徴するものとして「代理本尊」を使用する。 - 法輪を模った「家庭用本尊」や、「エル・カンターレ像」、「布教所エル・カンターレ像」等を祀る。
- 「大エル・カンターレ像」 - 総本山の礼拝堂に置かれていて崇拝されている。

## 霊言

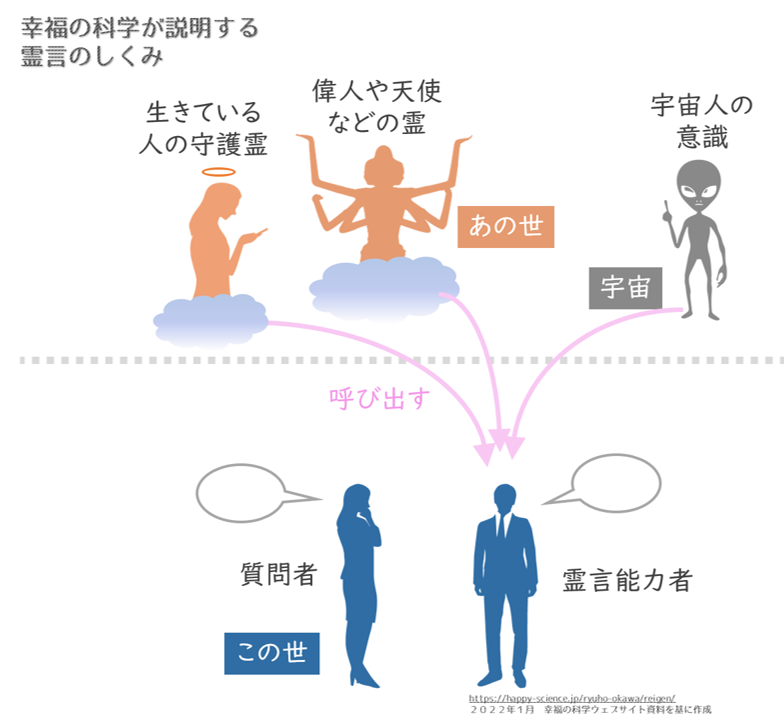
幸福の科学が説明する霊言のしくみ

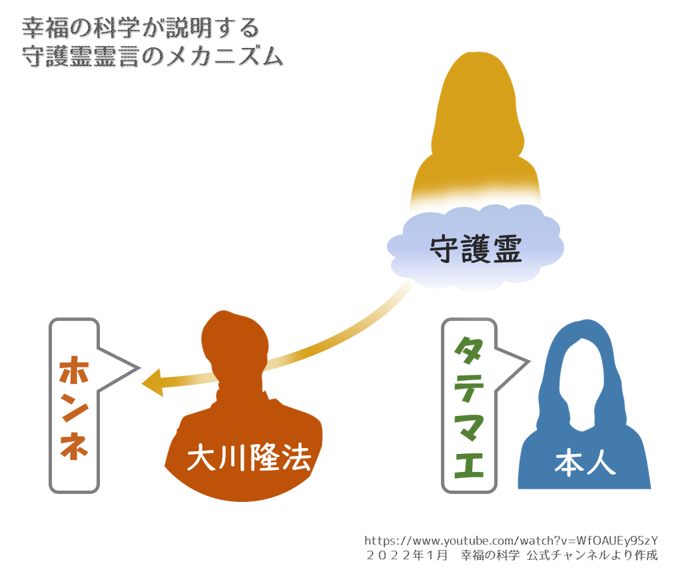
幸福の科学が説明する 守護霊霊言のメカニズム

幸福の科学の最大の特徴は、「霊言（霊の言葉）」であり、大川が過去の偉人の霊や存命中の著名人の守護霊を招霊してその言葉を語り、これらをまとめて幸福の科学出版が書籍を出版し、教義の柱として取り扱っている。総合月刊誌『ザ・リバティ』でも、今の話題に触れた大川の霊言を掲載し、一般の布教宣伝活動に使用している。
一般向け書籍としての霊言本は、1991年を最後に新作発表が止まっていたが、2009年の幸福実現党結成の直前に復活し、霊言本の出版が積極的に行われた。大川が職員の前で霊言を語る場面を映像化し、全国の教団施設で上映して書籍化する「公開霊言」も行われるようになった。また、神や死者の霊だけでなく、生きている著名人の守護霊を呼び出して、「本音」を語らせるようになった。2009年以降に呼び出された霊の職種・属性で一番多いのは政治家25.8%で、 宇宙人9.2%、宗教家7.9%、 芸能人7.7%、 神7.4%と比べて圧倒的であり、教団の政治活動と連動していることが推測された。動画は、ネットでも公開されたが、MAD動画やコラージュ画像の素材に使用され、主にニコニコ動画にあげられた。教団は、著作権侵害で削除申し立てを行い、ネットメディアに抗議するなどして対抗した。
大川が呼び出した霊（守護霊）は、キリスト、モーツァルト、トランプ大統領、金正恩、ガンジー、ホーキング博士、ピカソ、ナタリー・ポートマン、昭和天皇、司馬遼太郎、木村拓哉、綾瀬はるか、吉高由里子、柴咲コウ、白石麻衣など幅が広い。宇宙人の霊を呼び出して宇宙語を発し続けた霊言本「宇宙人との対話」は、「と学会」の「日本トンデモ本大賞」（2011年）に選ばれた。
霊言は、教団に批判的な人物や敵対する人物への非難にも使われ、大川の前妻・大川きょう子や長男の宏洋、離反した元職員、雑誌社やジャーナリスト、大学を不認可とした下村博文文部科学相や審議会メンバーなども対象になった。
霊言本の表紙には顔写真やイラストが大きく掲載され、霊言本が出版された星野源などの著名人が、信者ではないかと誤解されるケースも起きている。膳場貴子の霊言本が出版された際には、「News23」のサイトに「当番組ならびに当番組の膳場貴子キャスターとは一切関係ありません。膳場貴子キャスターの肖像を使用することも許諾しておりませんし、内容的にも全く関知しておりません」という注意書きが掲載された。手塚治虫の霊言本の出版時も、遺族の困惑が報じられた。新海誠も映画『君の名は。』の公開時に本屋の自分の棚に霊言本があるのを見つけ、自身のTwitterアカウントに「近所の本屋さんに棚が。嬉しいけど、なにか混じってる…笑。」とツイートした。池上彰も、自分が書いた本に見えることに困っていた。2019年、香港民主化運動の周庭の「守護霊」が、自衛隊派遣を要請しているとする書籍を出版し、国内外から大きな批判を受けた。

## 施設
全国各地に宮殿のような教団施設がある。

### 総合本部

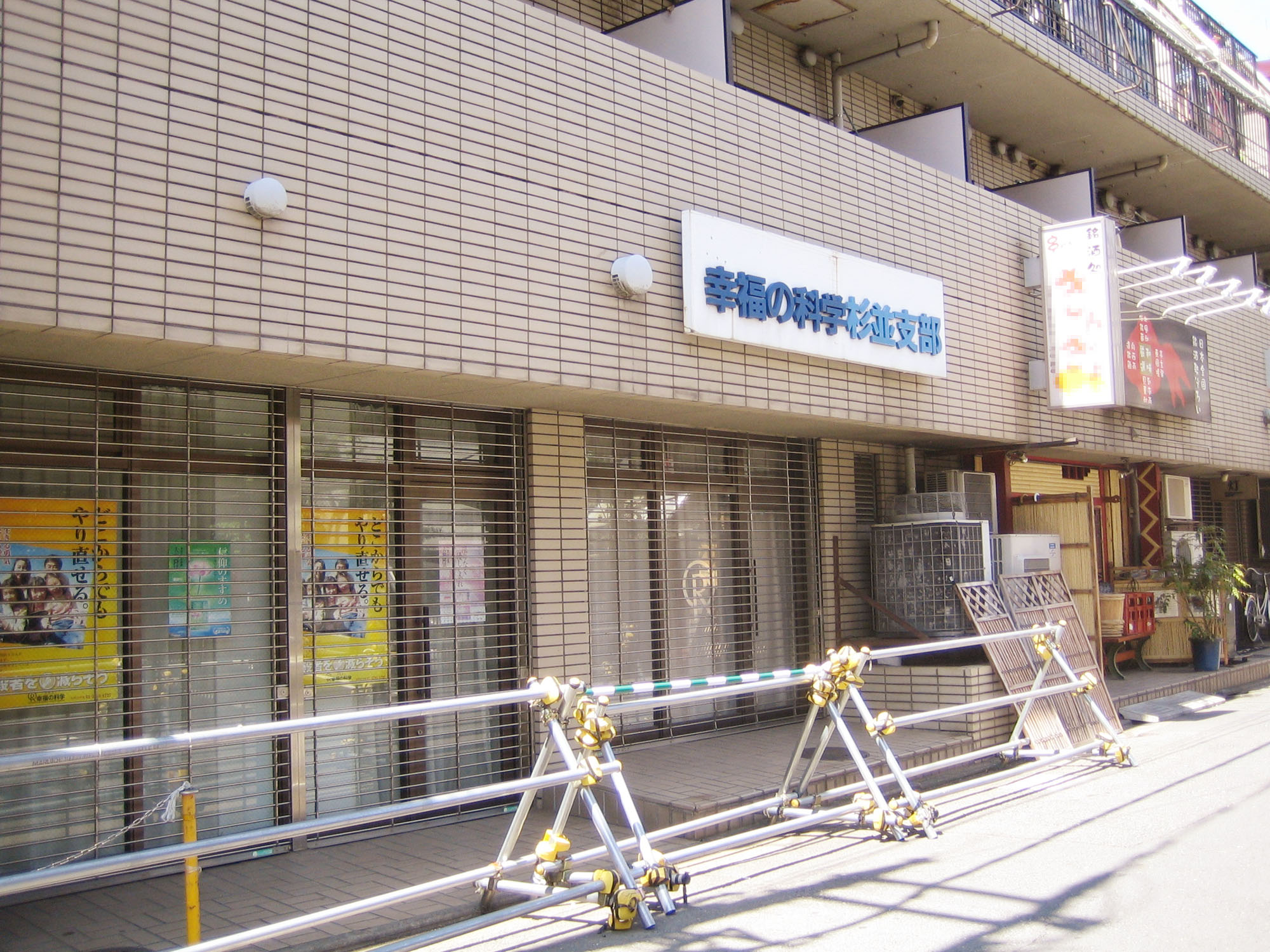
総合本部、写真1
「幸福の科学」発祥の地・東京都杉並区西荻南にある建物。
1988年4月から1989年12月まで総合本部として使われた（2006年撮影当時は杉並支部）

1986年10月6日の教団発足時、事務処理を行う寺社における寺務や社務所に相当する支部や本部を総括する「総合本部」は、東京都杉並区西荻南にある元GLA会員の個人宅の2階に、6畳1間の事務所を設け設立した。1987年6月13日に杉並区松庵へ移転して一時的に「東京本部」とした後、1988年4月16日に西荻窪駅前のビル（写真1）杉並区西萩南へ移転して再び「総合本部」とした。

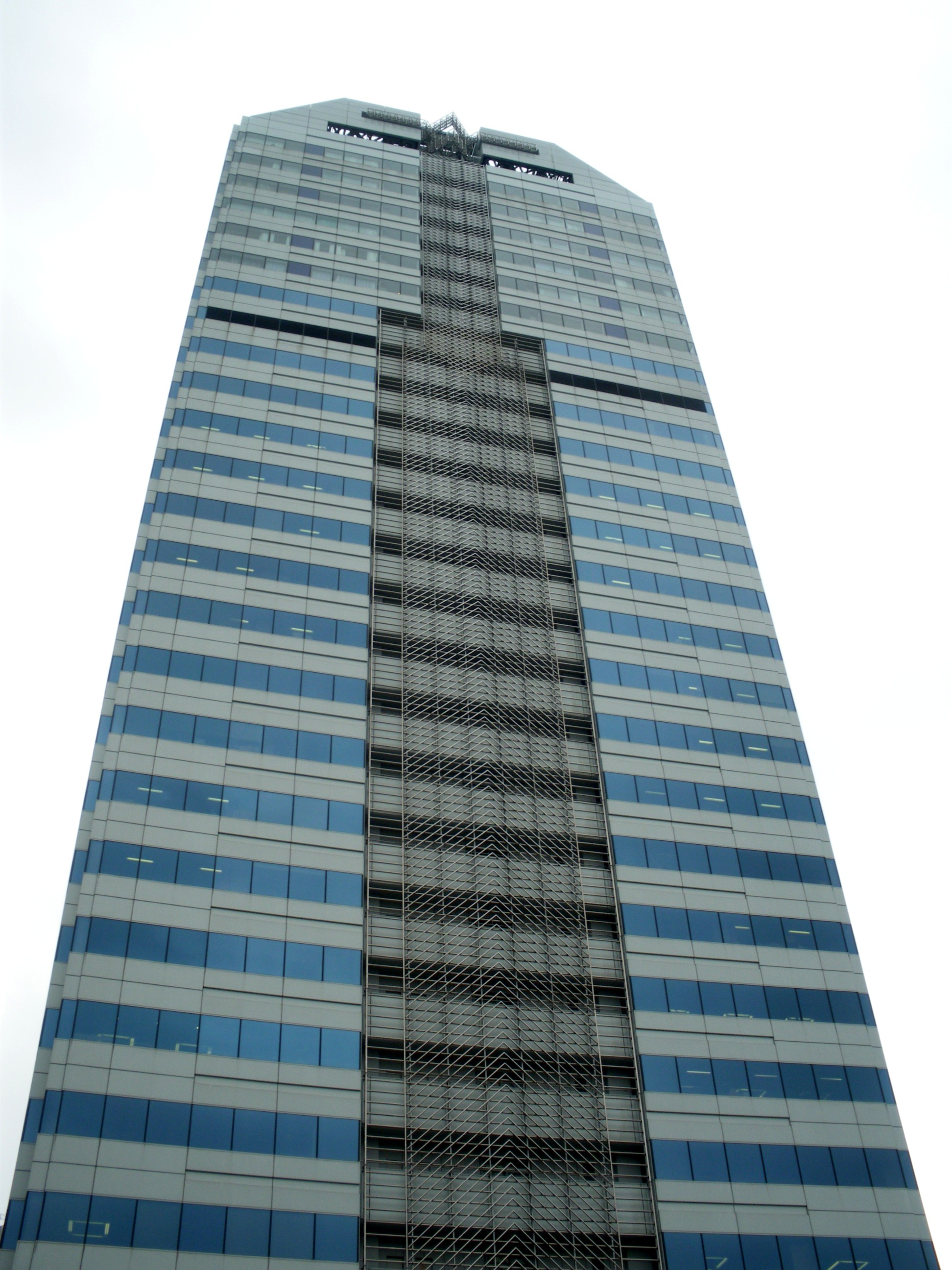
総合本部、写真2
東京都千代田区紀尾井町にある紀尾井町ビル

その後、総合本部は、1989年12月20日に千代田区の紀尾井町ビル（写真2）4階に移転した。紀尾井町ビルの年間家賃は3億円、保証金は5億円であり、1989年当時の教団の年間収入は1億円程度だったため、オーナーの大京に、幕張メッセで1回あたり1億円の収入がある講演会を年5回予定していることを伝え入居の審査が通った。その後、1994年に5階部分にもフロアーを増加していた。
1996年4月1日には自己資産ビルとしての品川区平塚の総合本部ビル（写真3）に移転した。

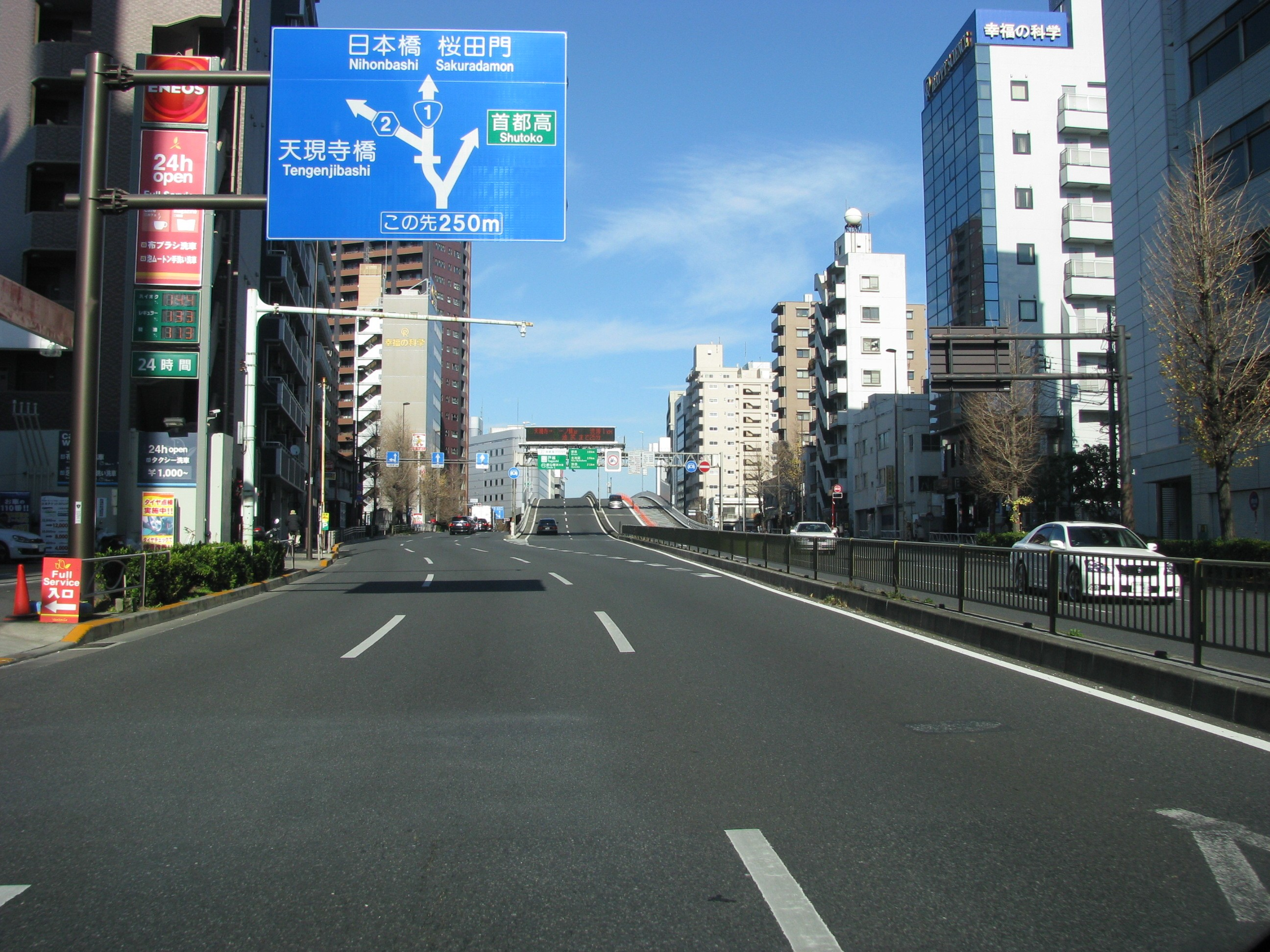
総合本部、写真3
東京都品川区の首都高速道路戸越出入口付近
右側に、幸福の科学、戸越国際精舎があり、左側には旧総合本部（1996年4月 - 1999年10月）現・戸越精舎がある。

また、1996年7月10日には、本格的な礼拝施設としての、総本山・宇都宮正心館（後に「総本山・正心館」に改称）が竣工され、同年8月に開山した。（写真4）1996年7月から約1年、総合本部の一部の機能をこの宇都宮に移転したことがあった。

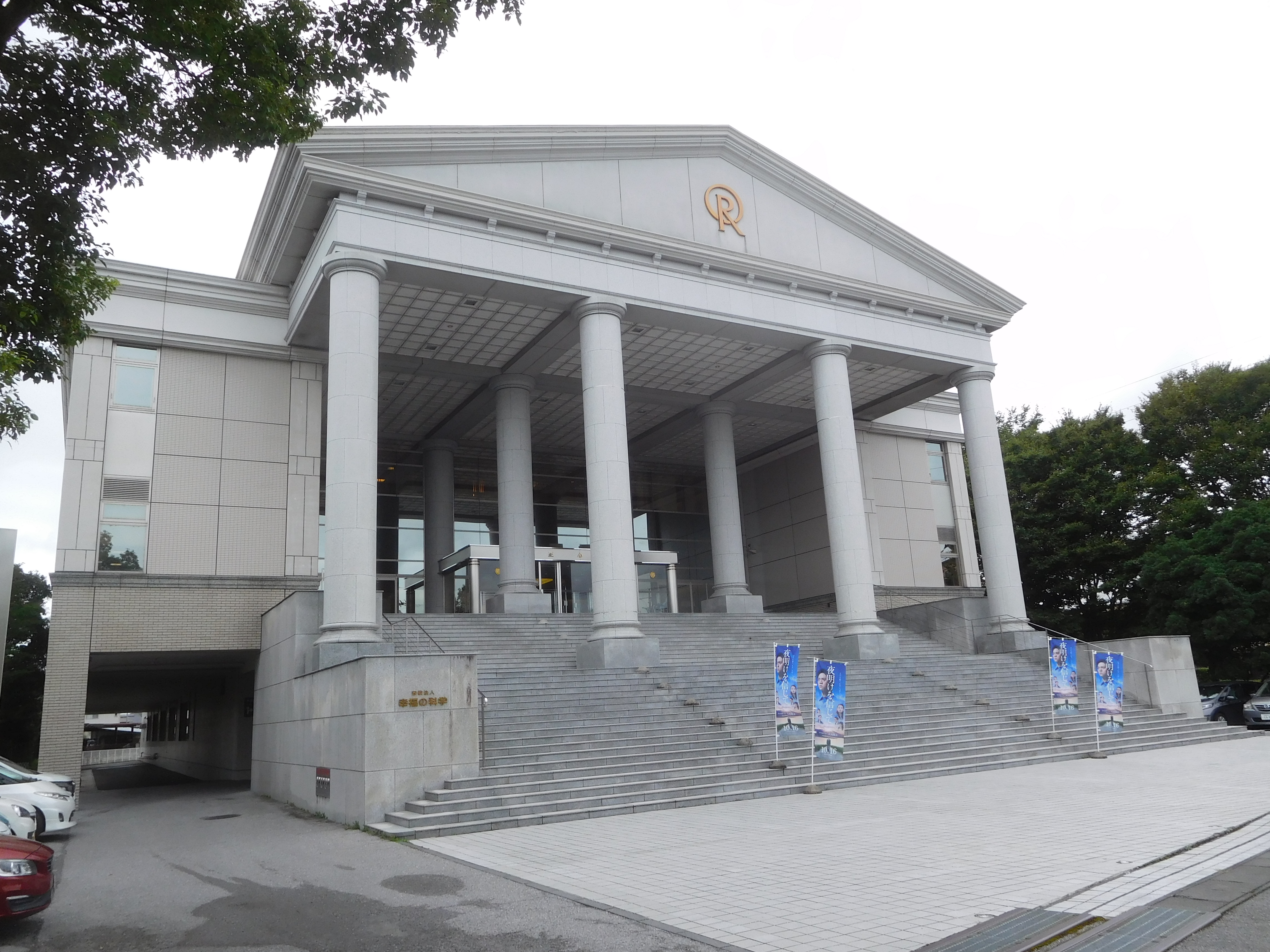
総合本部、写真4
幸福の科学総本山・正心館
栃木県宇都宮市弥生二丁目

1999年10月31日には現状の品川区東五反田の新総合本部ビルに移転している。

### 礼拝施設、布教所
信者が参拝や祈願、心の修行をするための施設が世界各国にあり、これらの施設を「精舎（しょうじゃ）」と呼ぶ。シンボル的な大型の精舎は「正心館」と呼ばれ、栃木県の「総本山・正心館」「総本山・未来館」「総本山・日光精舎」「総本山・那須精舎」の総合山四精舎など、2015年時点で国内に25ヶ所の正心館・精舎がある。各地域にはさらに支部精舎、支部、拠点、布教所などが数多くある。国内の支部および支部精舎の所在地は、公式ホームページ内の「お近くの幸福の科学」等で公表されているが、大悟館、宇都宮仏宝館、北軽井沢精舎、求道館のような、大川隆法本人と職員のみが使用する施設については詳細を公表していないものもある。大川は、2000年に、港区白金の約1,080坪の土地に、地上4階・地下2階の「大悟館（教祖殿）」を建築した。
- 日本国内の支部数・拠点数：460ヵ所[69]
  - 内、支部精舎数：250ヵ所
- 布教所数：約8000ヵ所（2022年1月現在）

研修・礼拝施設は「精舎」と呼ばれている。日本国内にある主な精舎は下記の通り。

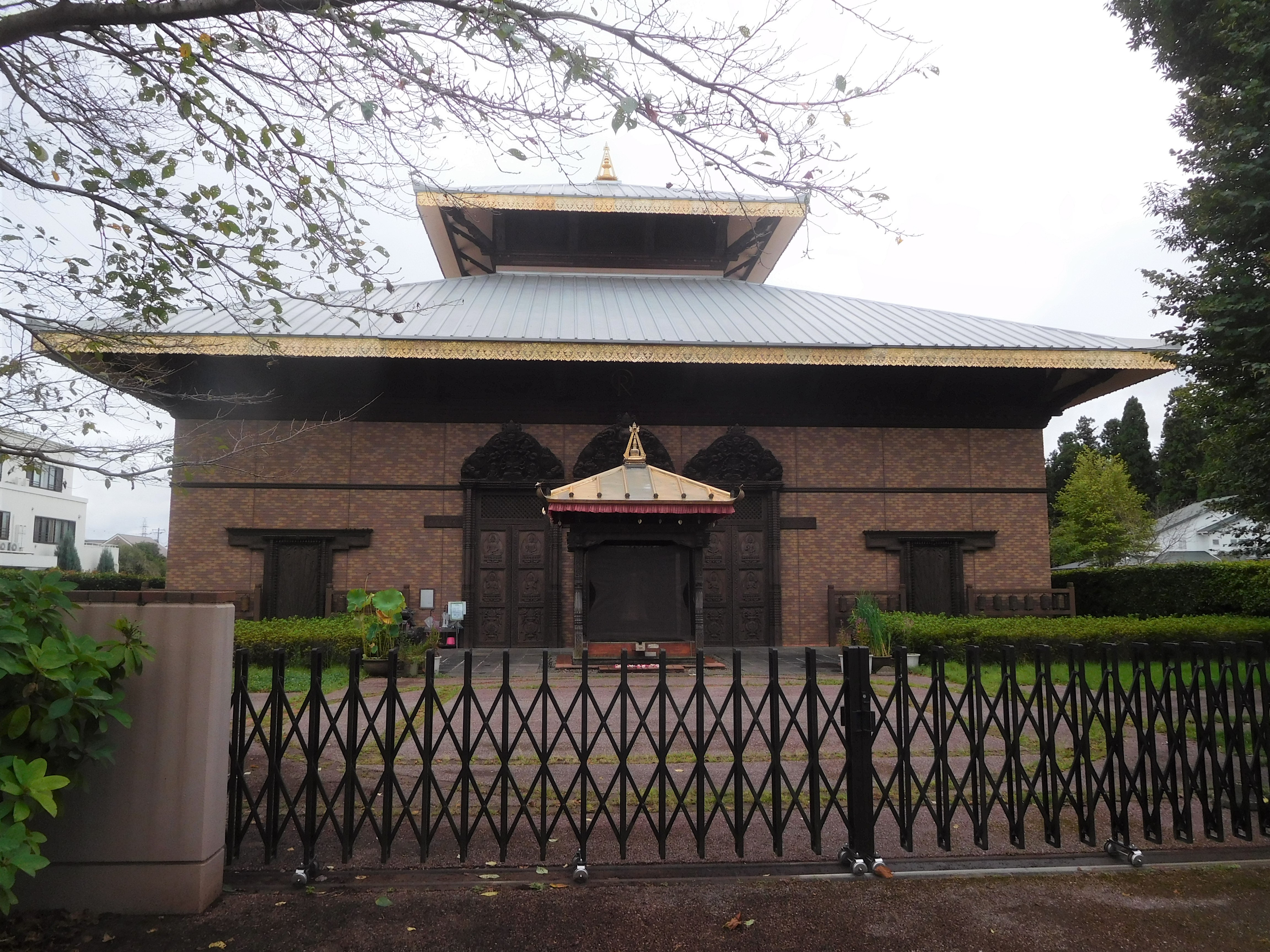
ネパール釈尊館
栃木県宇都宮市弥生二丁目

1. 総本山・正心館（栃木県宇都宮市）1996年8月4日開設。初の精舎[PR 61]。敷地内には、「ネパール釈尊館」があり、2005年日本国際博覧会（愛知万博「愛・地球博」）のネパール館で展示された貴重な文化遺産である（ハラティ・マタ寺院の復元物）を購入し、移設している[PR 61]。館内には釈尊への信仰に基づいた仏教美術が展示されており、一般公開されている。
2. 総本山・未来館（栃木県宇都宮市）1997年11月2日開設
3. 総本山・日光精舎（栃木県日光市）1998年7月18日開設
4. 総本山・那須精舎 （栃木県那須郡那須町）2004年5月30日開設。2006年4月15日、敷地内に、幸福の科学の霊園である「来世幸福園」が開園した[PR 61]。園の中心には「大ストゥーパ」が建立され、その周辺には、3つの納骨堂（「在家菩薩堂」「三帰誓願堂」「涅槃堂」）が建立されている。総本山・那須精舎の敷地内には、幸福の科学学園那須本校も存在する[PR 61]。
5. 東京正心館（東京都港区高輪）2001年12月8日開設
6. 聖地・四国正心館（徳島県鳴門市）2000年7月7日開設。1990年12月16日、敷地内に、四国研修道場（鳴門市、現・四国正心館の境内地内）を竣工。大川の出身地である四国・徳島は「聖地」とされ、生誕地の徳島県吉野川市川島町には、参拝施設「川島特別支部」と「聖地エル・カンターレ生誕館」がある[1][66]。鳴門市の聖地・四国正心館境内には、父で名誉顧問・善川三朗（本名：中川忠義、故人）を偲ぶ「善川三朗記念堂」がある。2011年5月には、聖地・四国正心館の隣接地にも「来世幸福園」が開園した。
7. 聖地・エル・カンターレ生誕館（別格総本山、徳島県吉野川市）2016年11月20日開設。7.77ｍの大エル・カンターレ仏がある[PR 61]。
8. 北海道正心館（北海道札幌市中央区）2003年8月7日開設
9. 東北・田沢湖正心館（秋田県仙北市）2003年4月17日開設
10. 秋田信仰館（秋田県由利本荘市）2007年4月8日開設
11. 盛岡研修所（岩手県盛岡市本宮）
12. 日本再建祈念館（宮城県仙台市）2011年10月30日開設
13. 仙台正心館（宮城県仙台市）2011年10月30日起工、2012年7月開設
14. 雌伏館（千葉県柏市）2005年3月23日開設
15. 千葉正心館（千葉県長生郡長生村）2005年7月27日開設
16. ユートピア活動推進館（東京都港区赤坂）2012年5月13日開設
17. 戸越精舎（東京都品川区平塚）1996年5月8日開設
18. 戸越国際精舎（東京都品川区戸越）2008年10月5日開設
19. 渋谷精舎（東京都渋谷区鶯谷町）2005年12月25日開設
20. 新宿精舎（東京都新宿区高田馬場）2006年11月1日開設
21. 初転法輪記念館（東京都荒川区西日暮里）
22. 横浜正心館（神奈川県横浜市）2012年4月29日開設
23. 箱根精舎（神奈川県足柄下郡箱根町）2002年8月27日開設
24. 新潟正心館（新潟県新潟市中央区）2008年1月1日開設
25. 北陸本部研修所（富山県中新川郡舟橋村）
26. 中部正心館（静岡県浜松市浜名区三ヶ日町）2002年4月17日開設
27. 降魔成道館（旧：名古屋記念館 愛知県名古屋市東区）2003年5月5日開設
28. 名古屋正心館（愛知県名古屋市中村区亀島）2016年6月5日開設
29. 北陸正心館（石川県羽咋市）2004年9月7日開設
30. 琵琶湖正心館（滋賀県大津市和邇今宿）1998年12月20日開設
31. 大阪中央精舎（大阪府大阪市中央区）2007年4月28日開設
32. 大阪正心館（大阪府大阪市北区）2007年12月23日開設
33. 神戸正心館（兵庫県神戸市）2023年開設予定
34. 中国正心館（岡山県玉野市）2004年4月17日開設
35. 聖地・四国本部精舎（徳島県徳島市）2004年10月17日開設
36. アジア国際精舎 福岡正心館（福岡県福岡市）2010年11月23日開設
37. 湯布院正心館（大分県由布市）1999年7月20日開設
38. 九州本部研修所（熊本県葦北郡北町）2005年8月7日開設
39. 沖縄正心館（沖縄県国頭郡）2005年4月17日

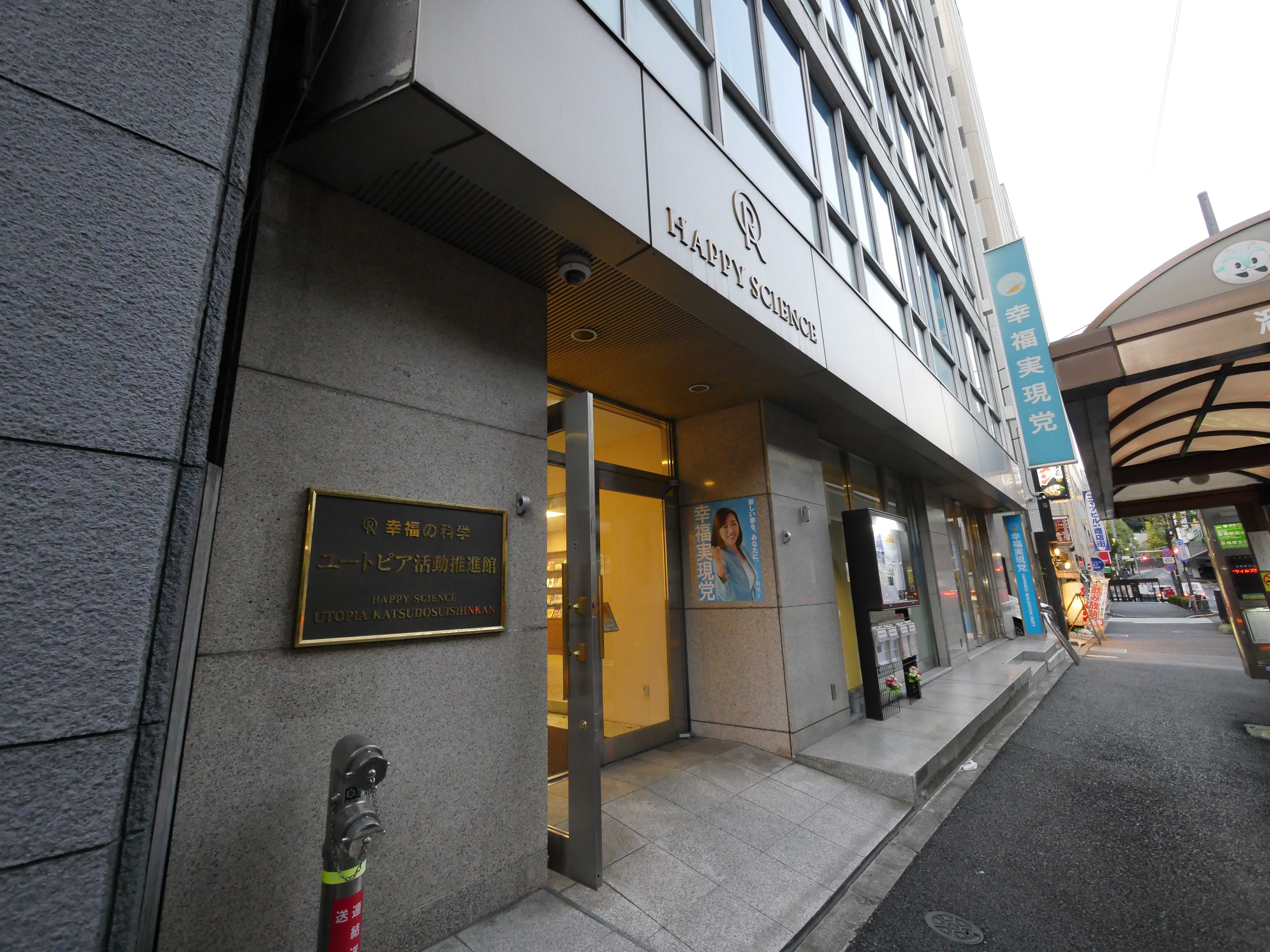
ユートピア活動推進館 （東京都港区赤坂） 幸福実現党本部や幸福の科学出版などがある
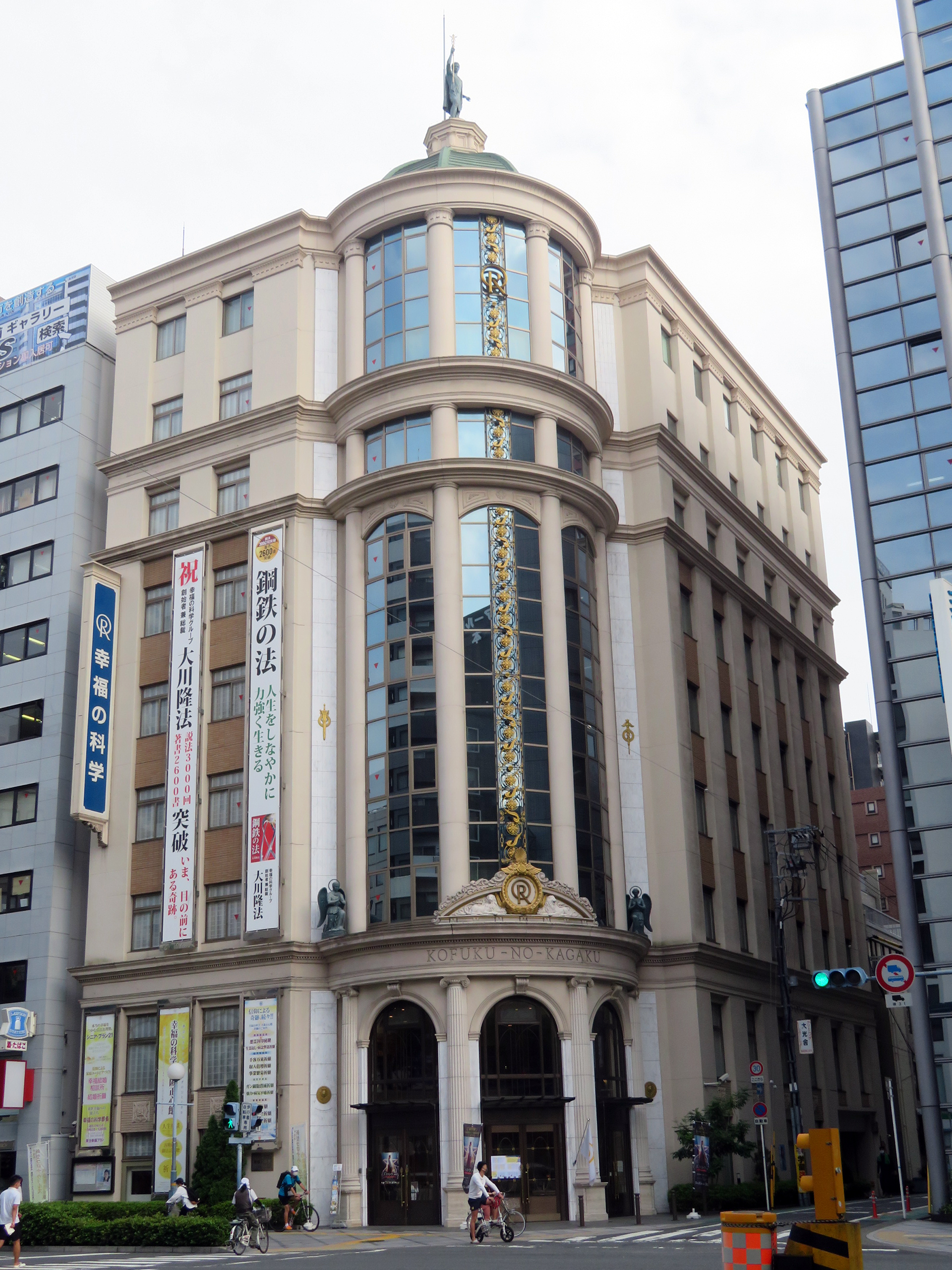
大阪正心館 所在地：大阪府大阪市北区 繁栄の神であるヘルメス像を建物頂上に配置している。
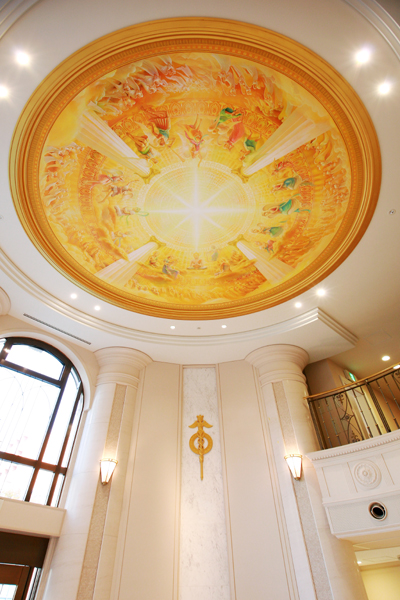
大阪正心館の1階エントランスの天井画
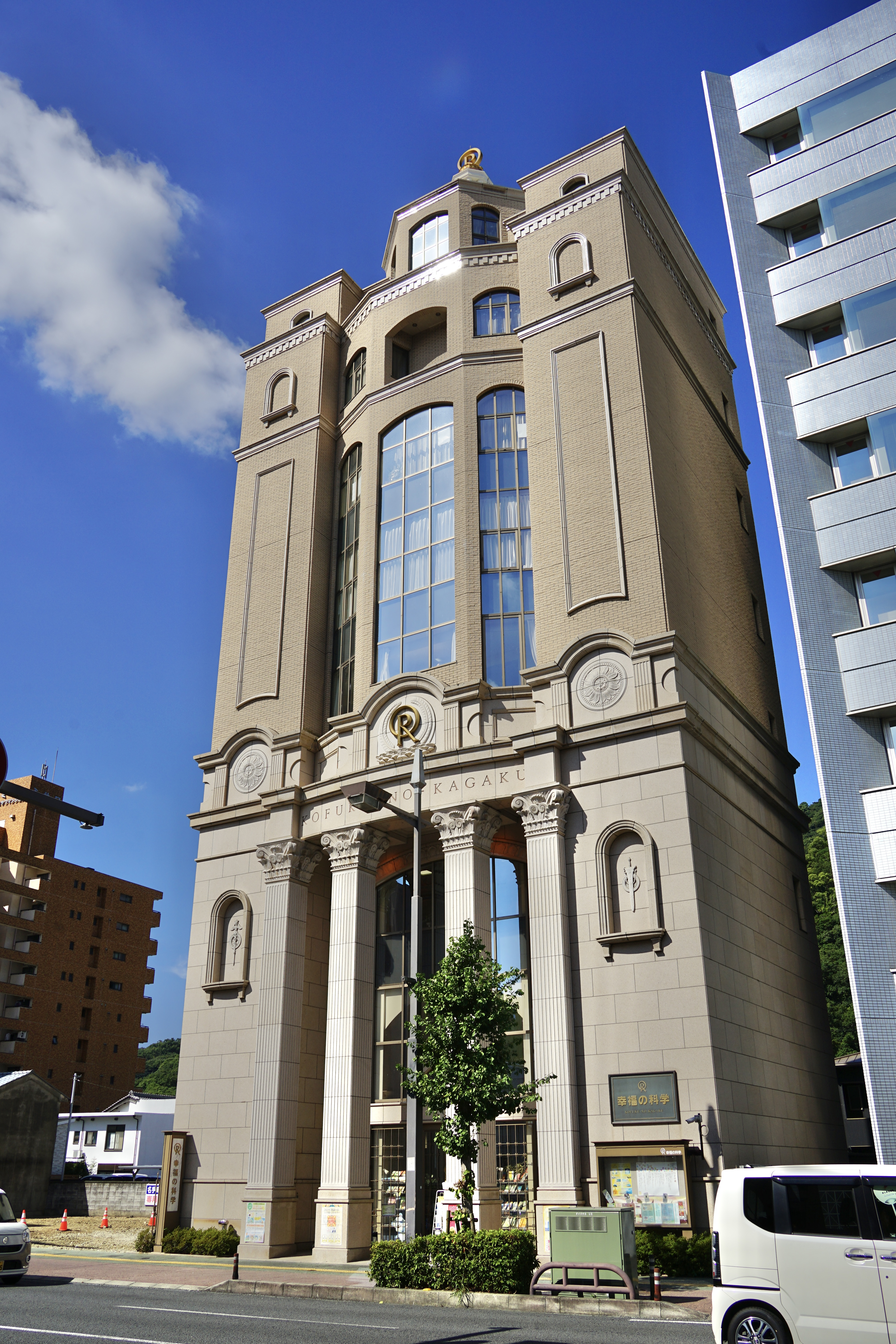
聖地・四国本部精舎 徳島県徳島市東大工町
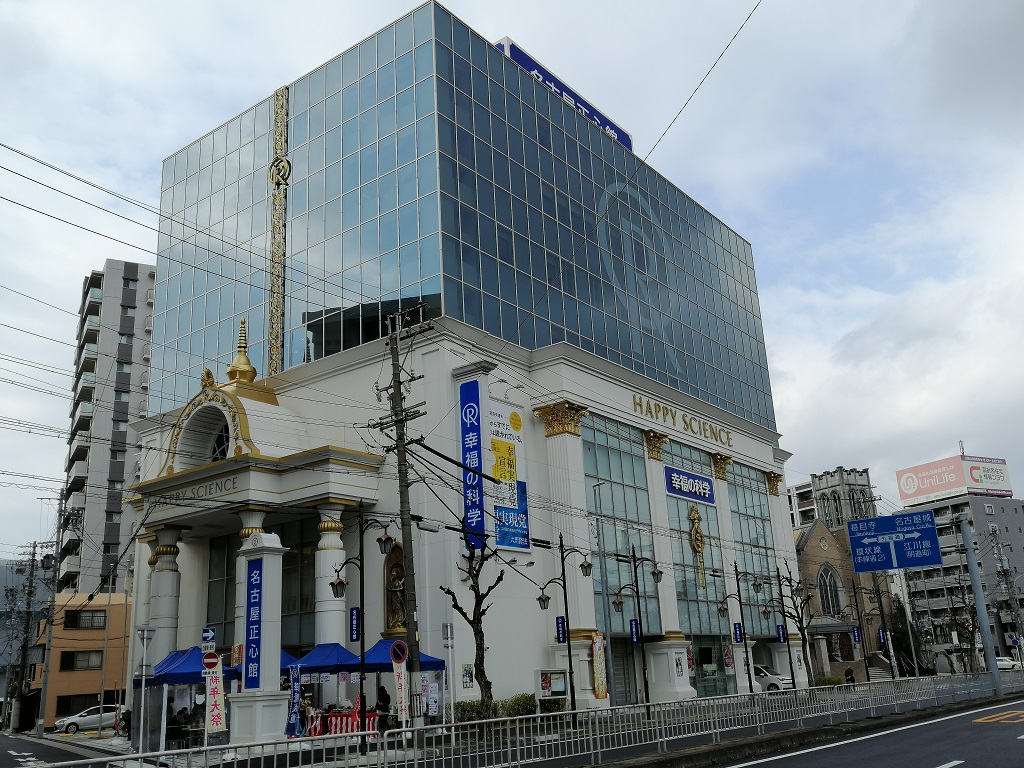
名古屋正心館 愛知県名古屋市中村区亀島
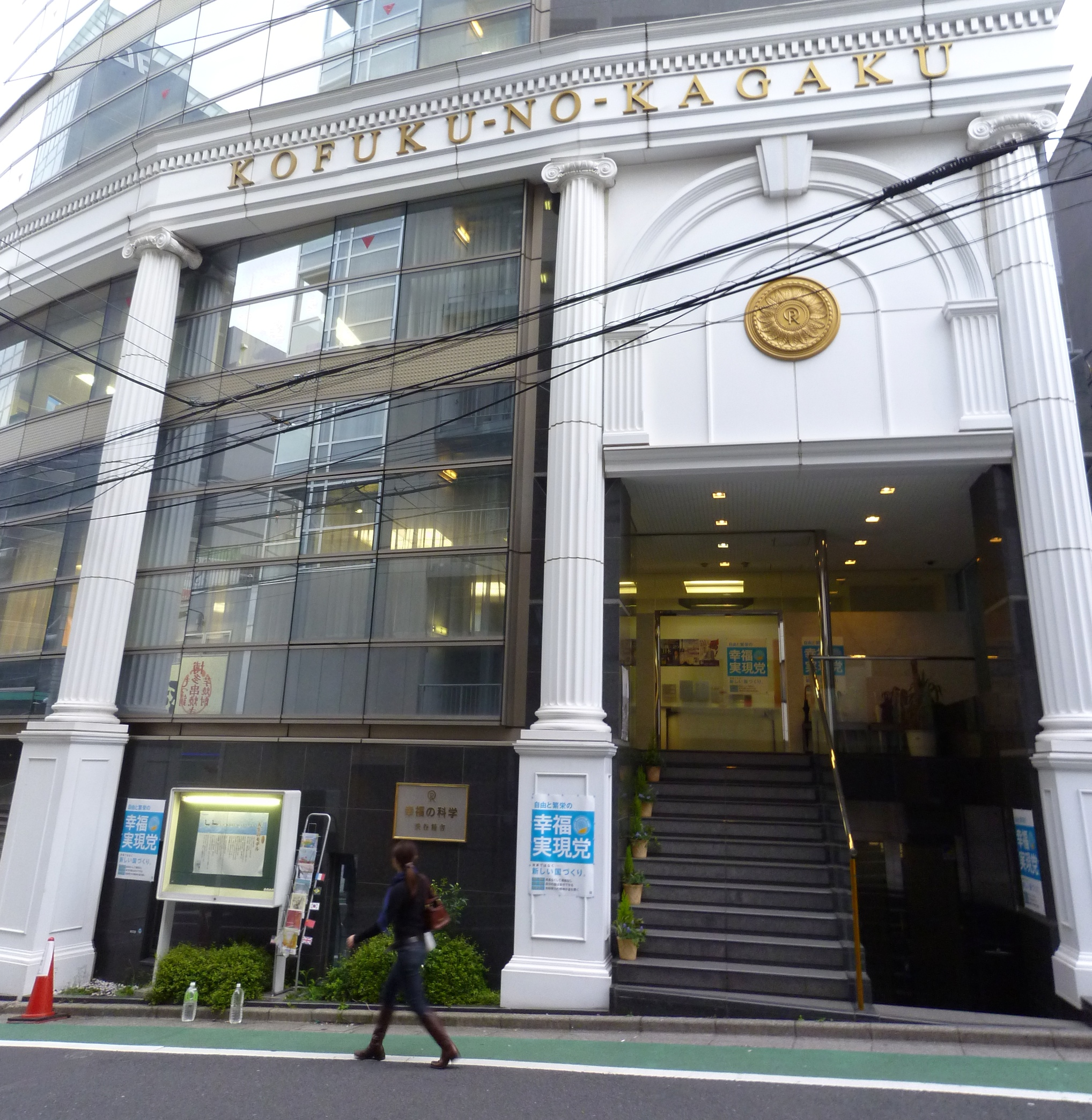
渋谷精舎 東京都渋谷区鶯谷町
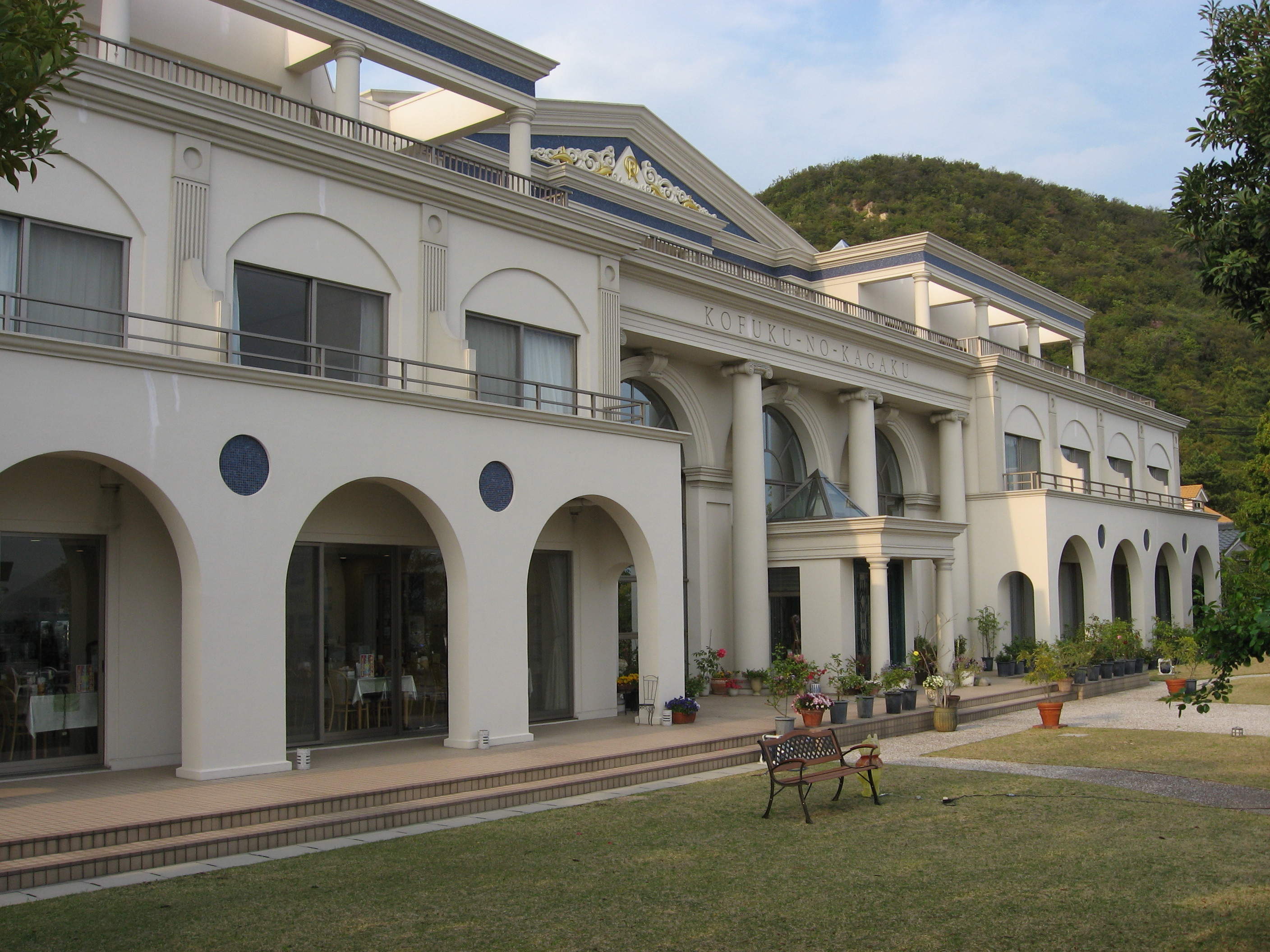
中国正心館 岡山県玉野市
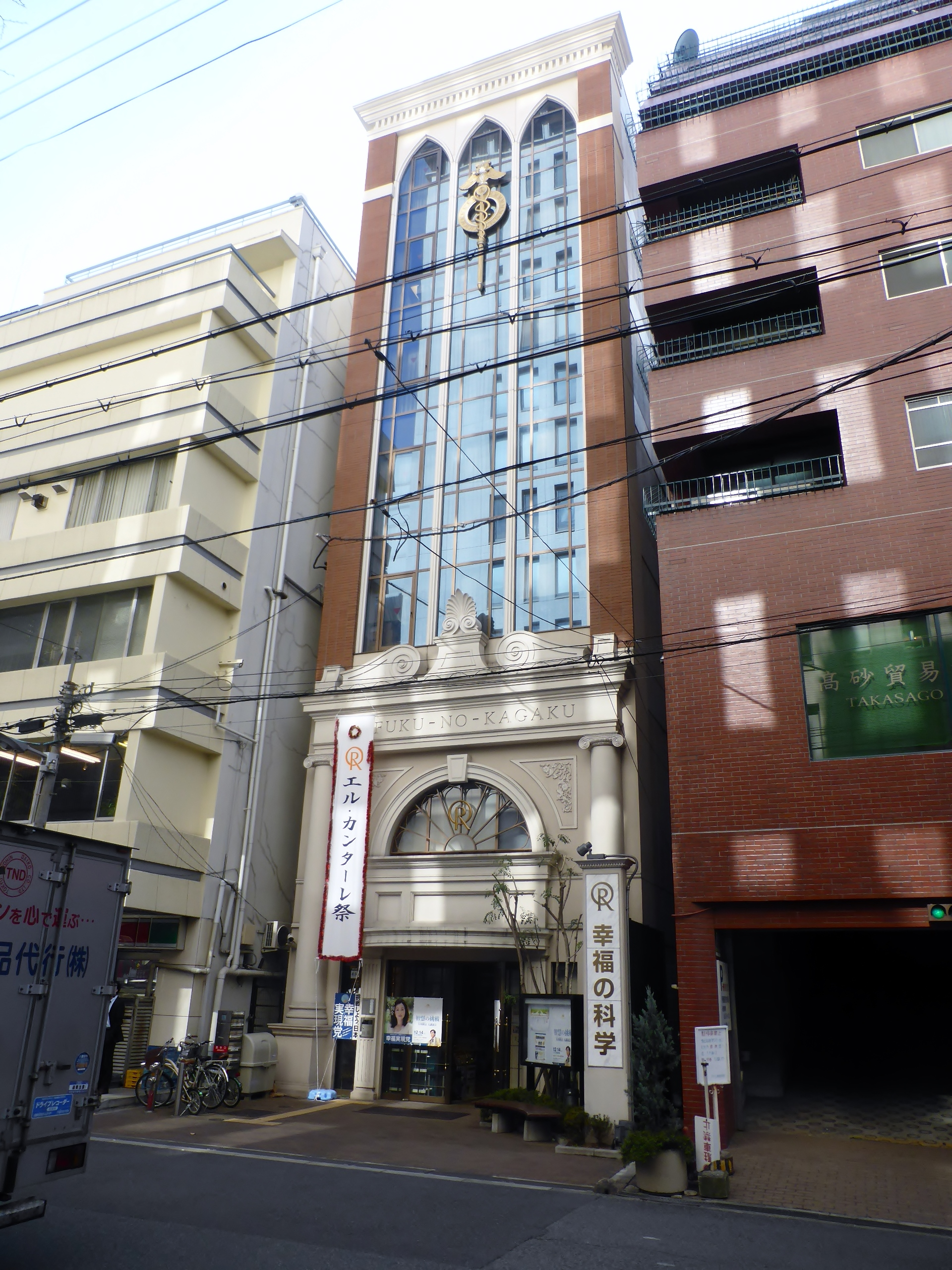
大阪中央支部精舎 大阪府大阪市中央区久太郎町
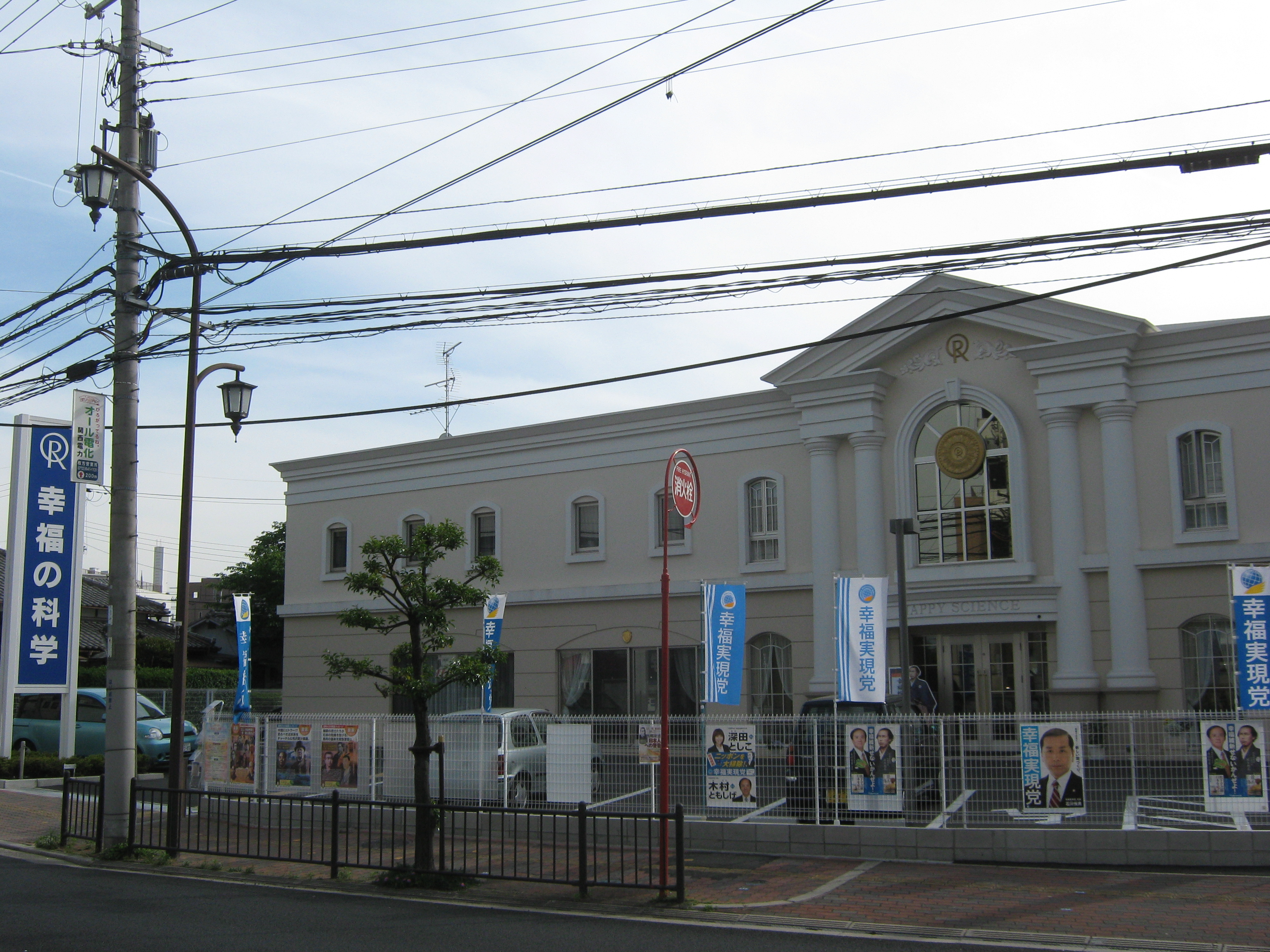
大阪府・枚方支部精舎
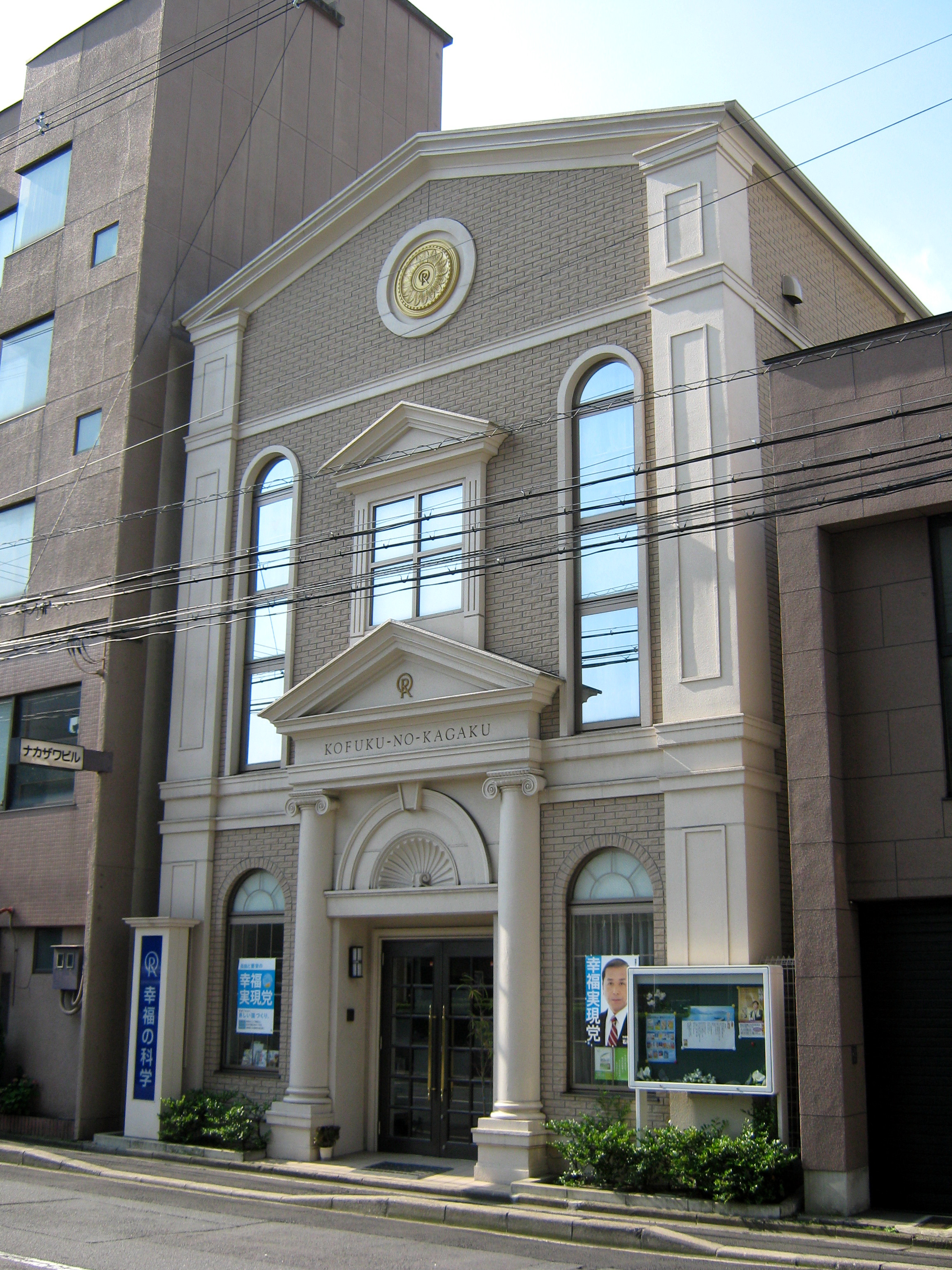
京都中央支部精舎
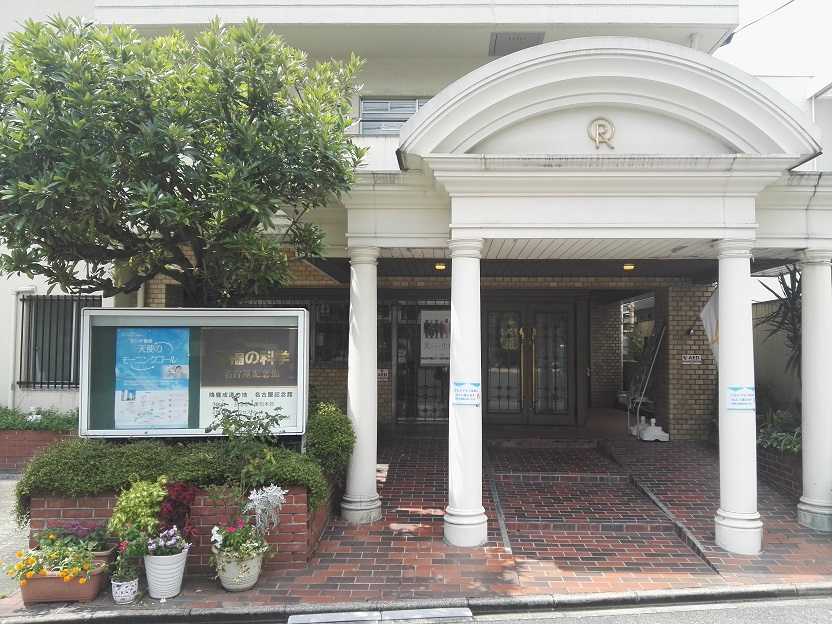
名古屋記念館・ 名古屋中央支部精舎
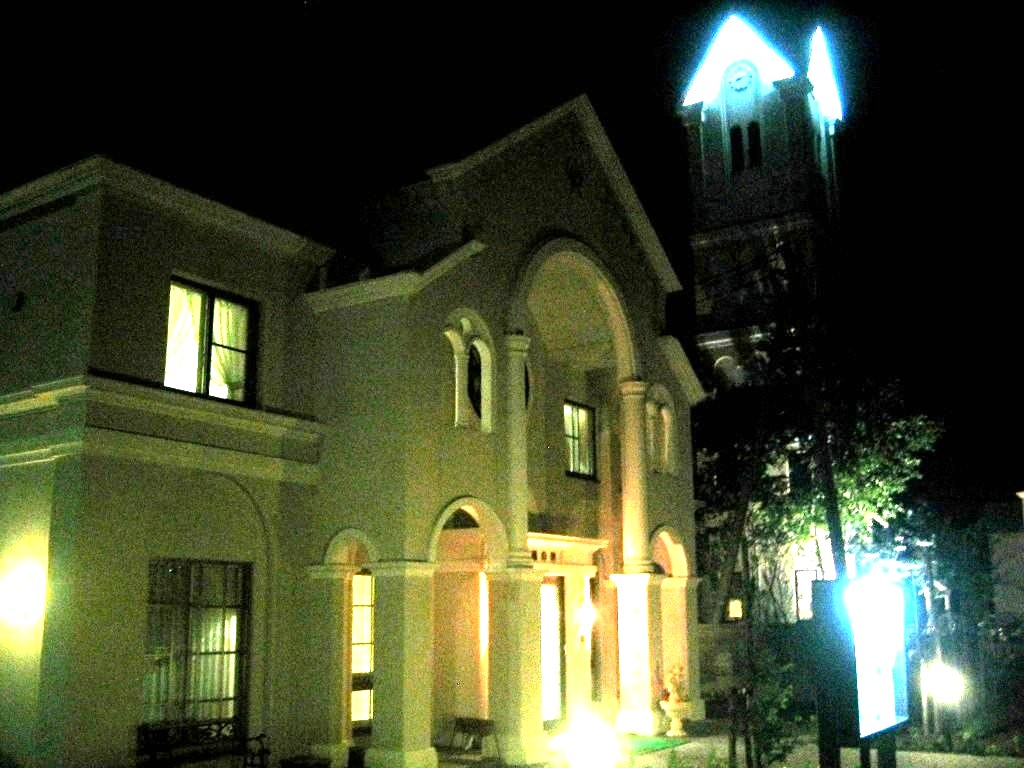
北海道・旭川南支部精舎 ロマンティック街道 (旭川市)にある
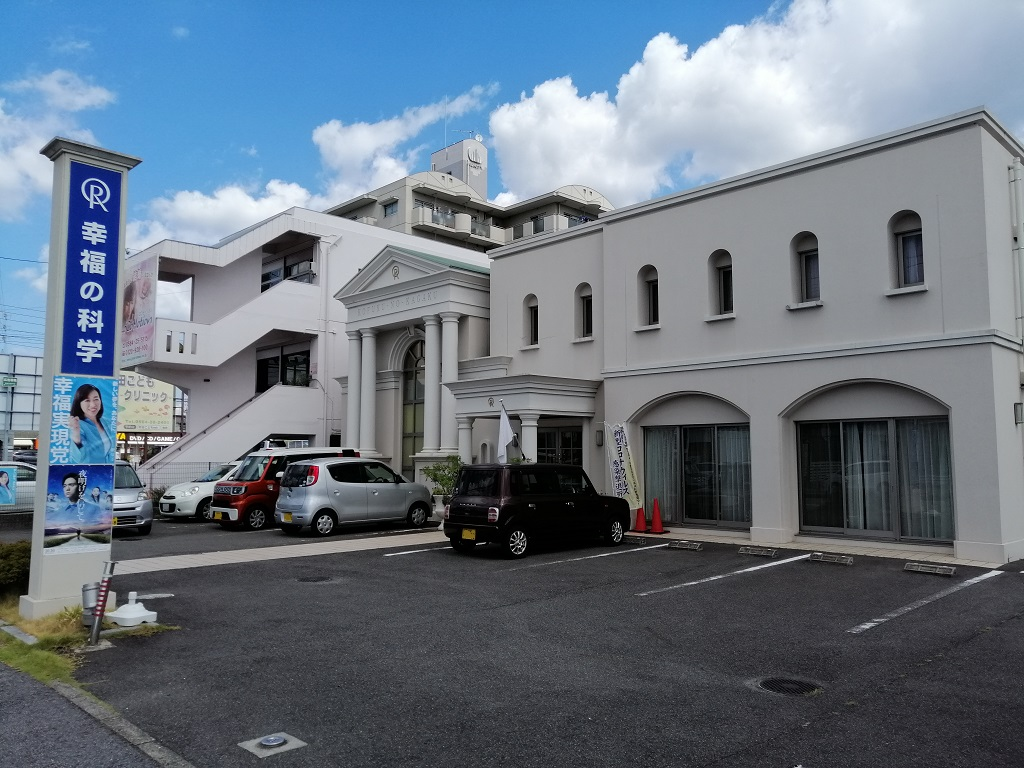
岡崎支部精舎 愛知県岡崎市鴨田町広元
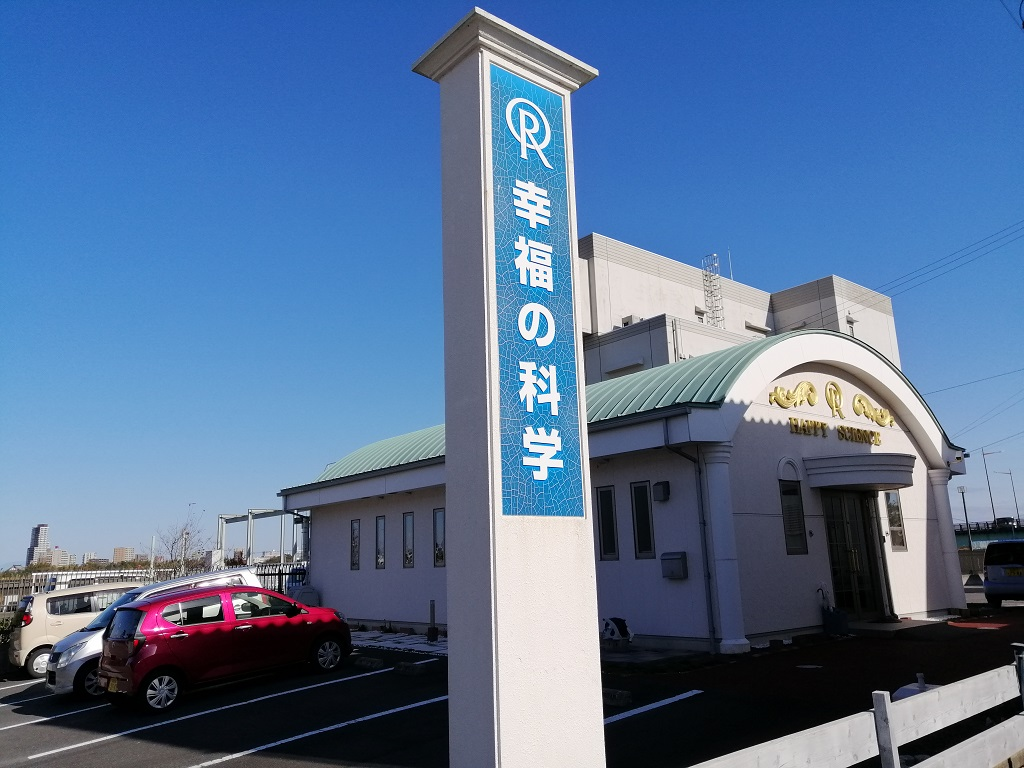
大府支部精舎 愛知県知多郡東浦町
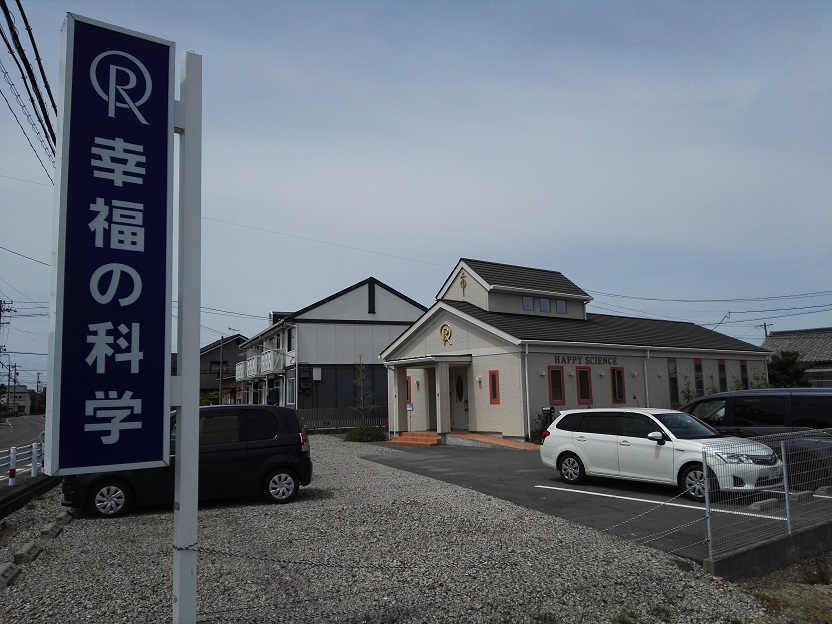
西尾支部精舎 愛知県西尾市鵜ケ池町
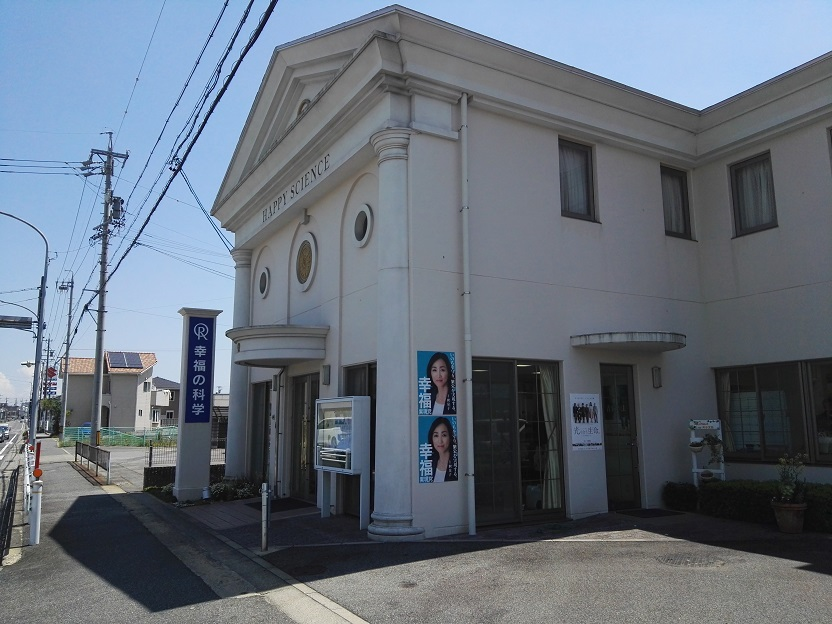
刈谷支部精舎 愛知県刈谷市野田町
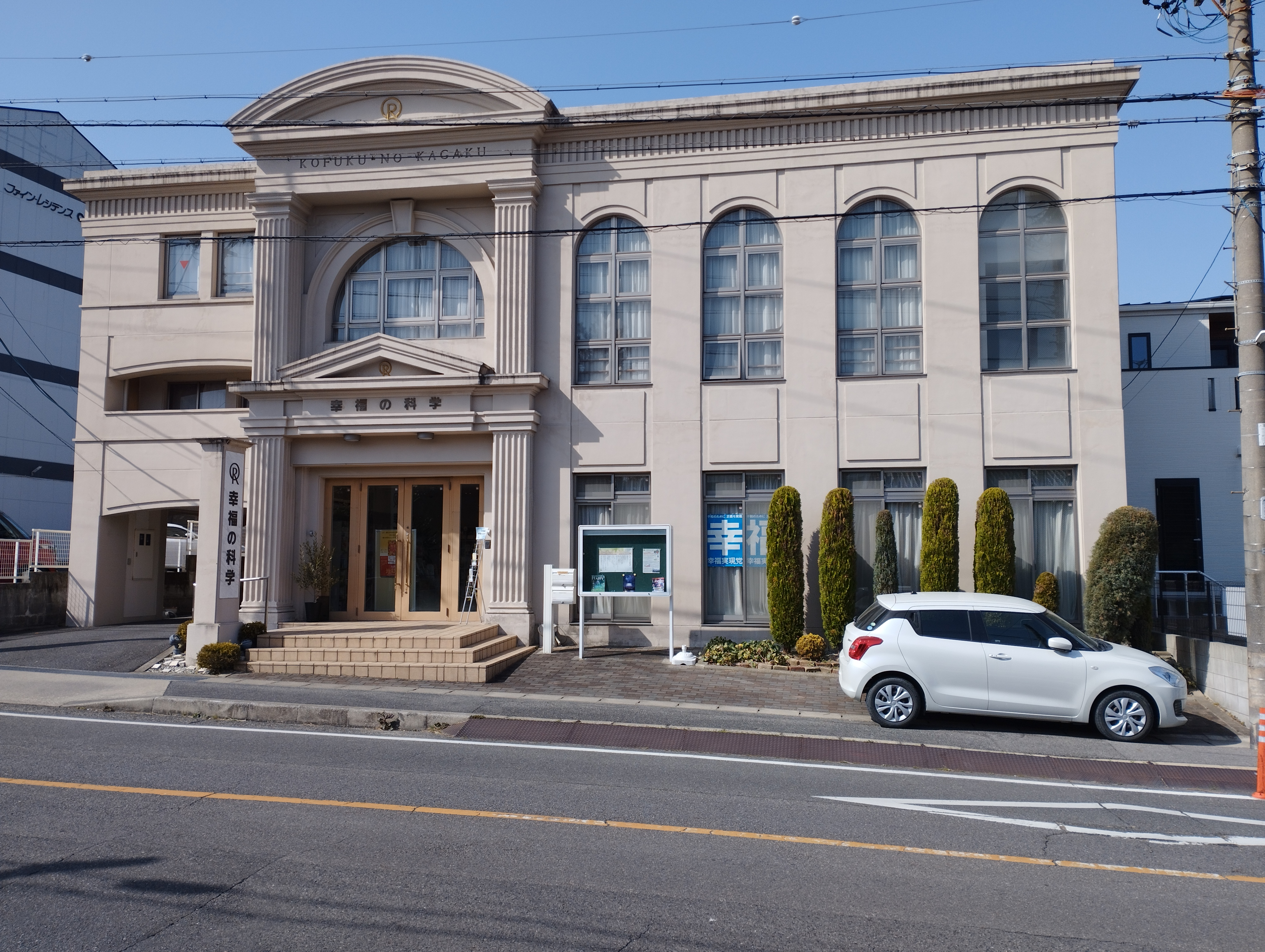
半田支部精舎 愛知県半田市清城町
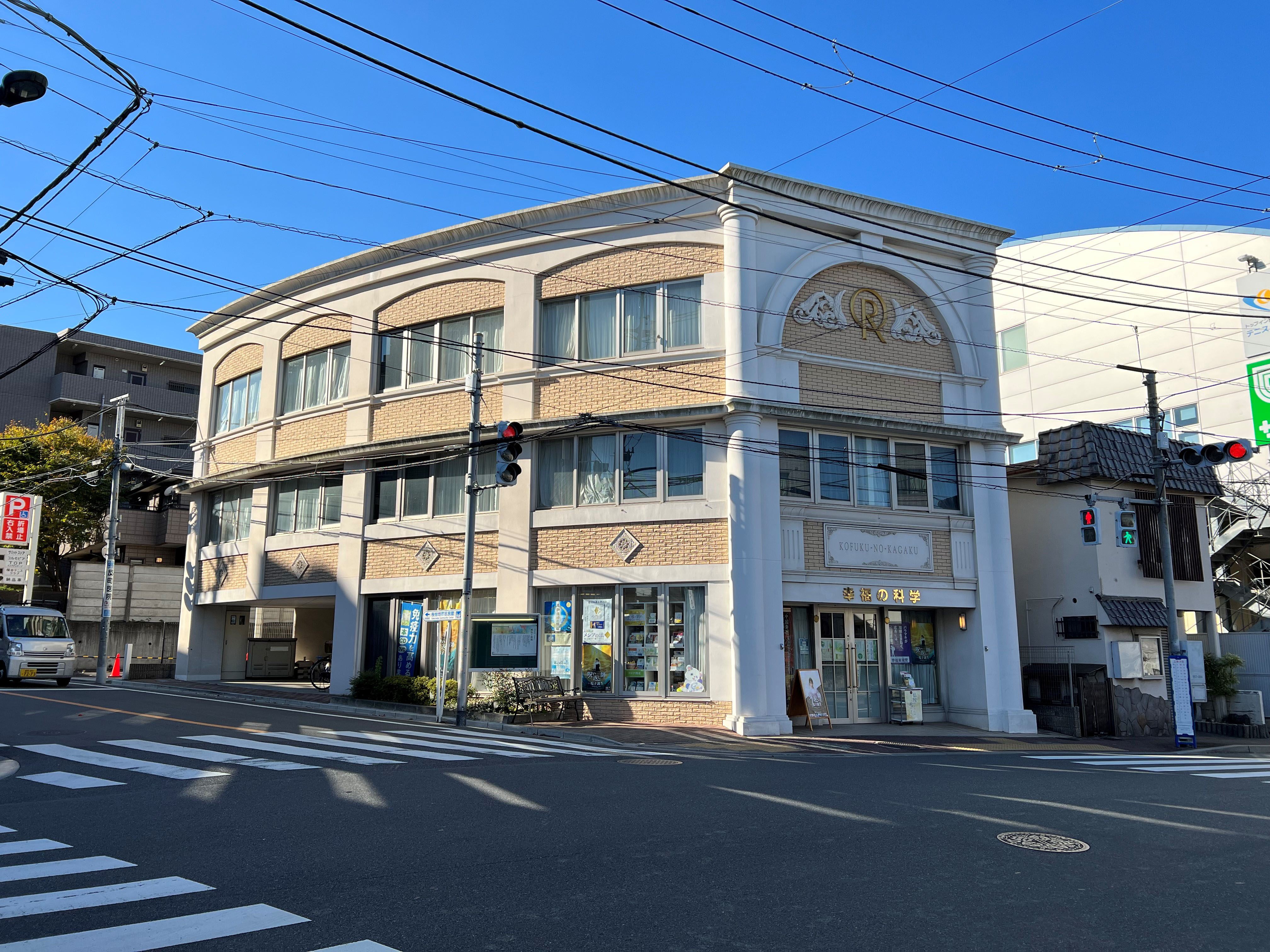
練馬支部 東京都練馬区桜台3丁目
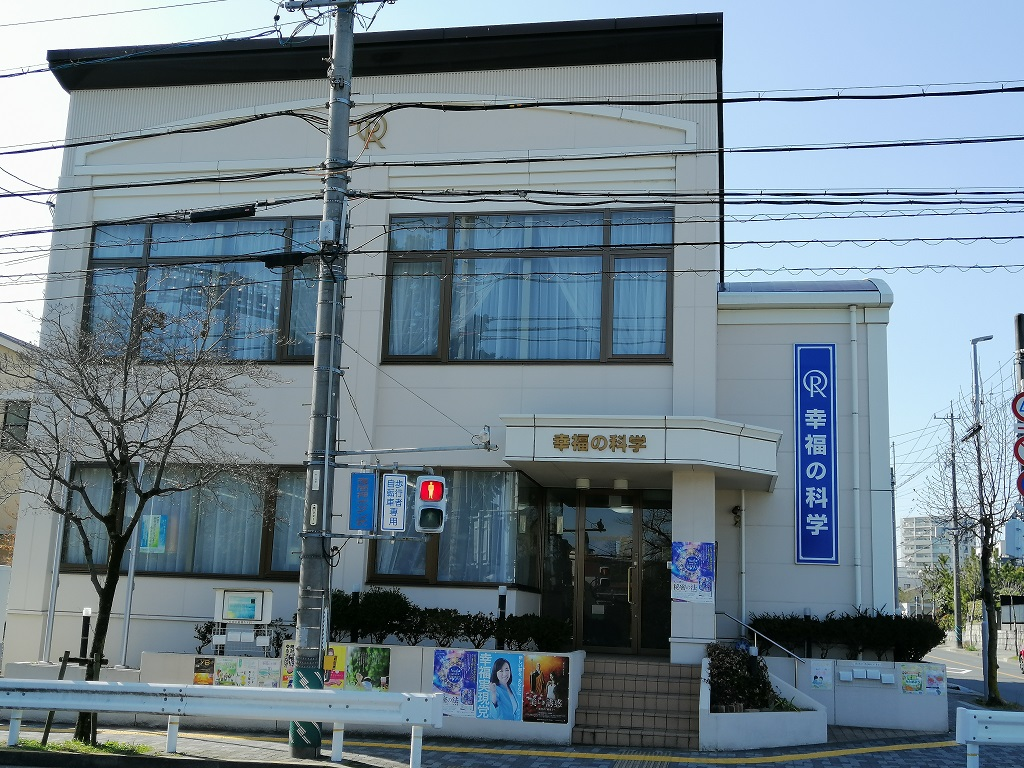
名古屋南支部精舎 愛知県名古屋市瑞穂区膳棚町
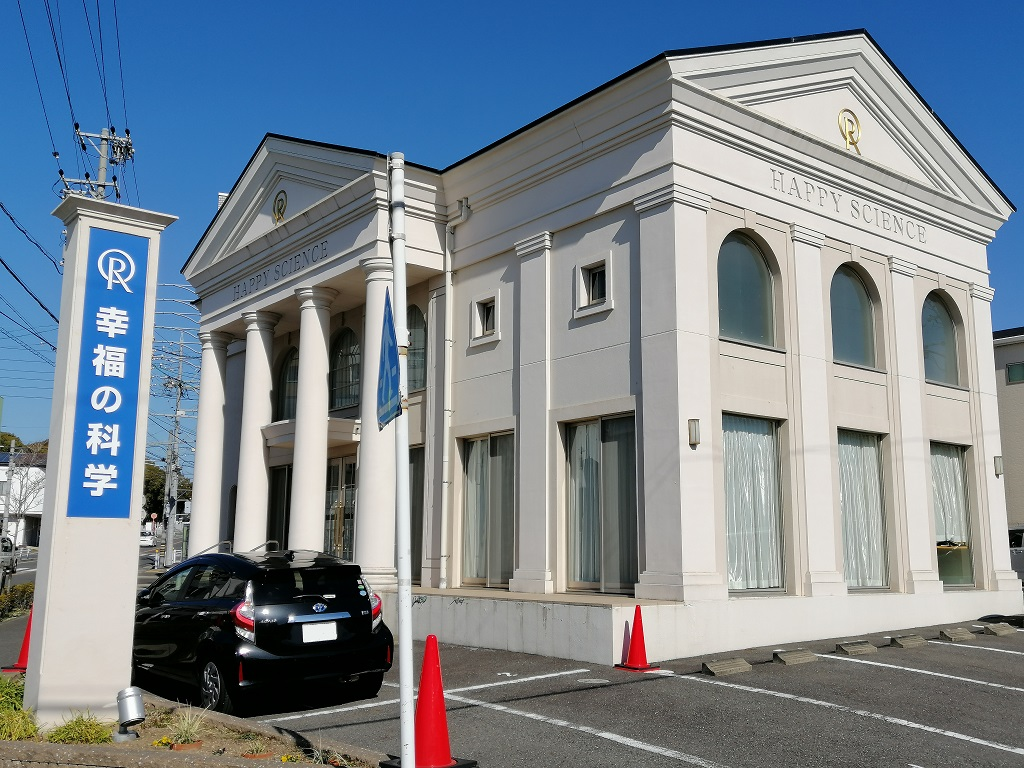
名古屋緑支部精舎 愛知県名古屋市緑区鳴海町
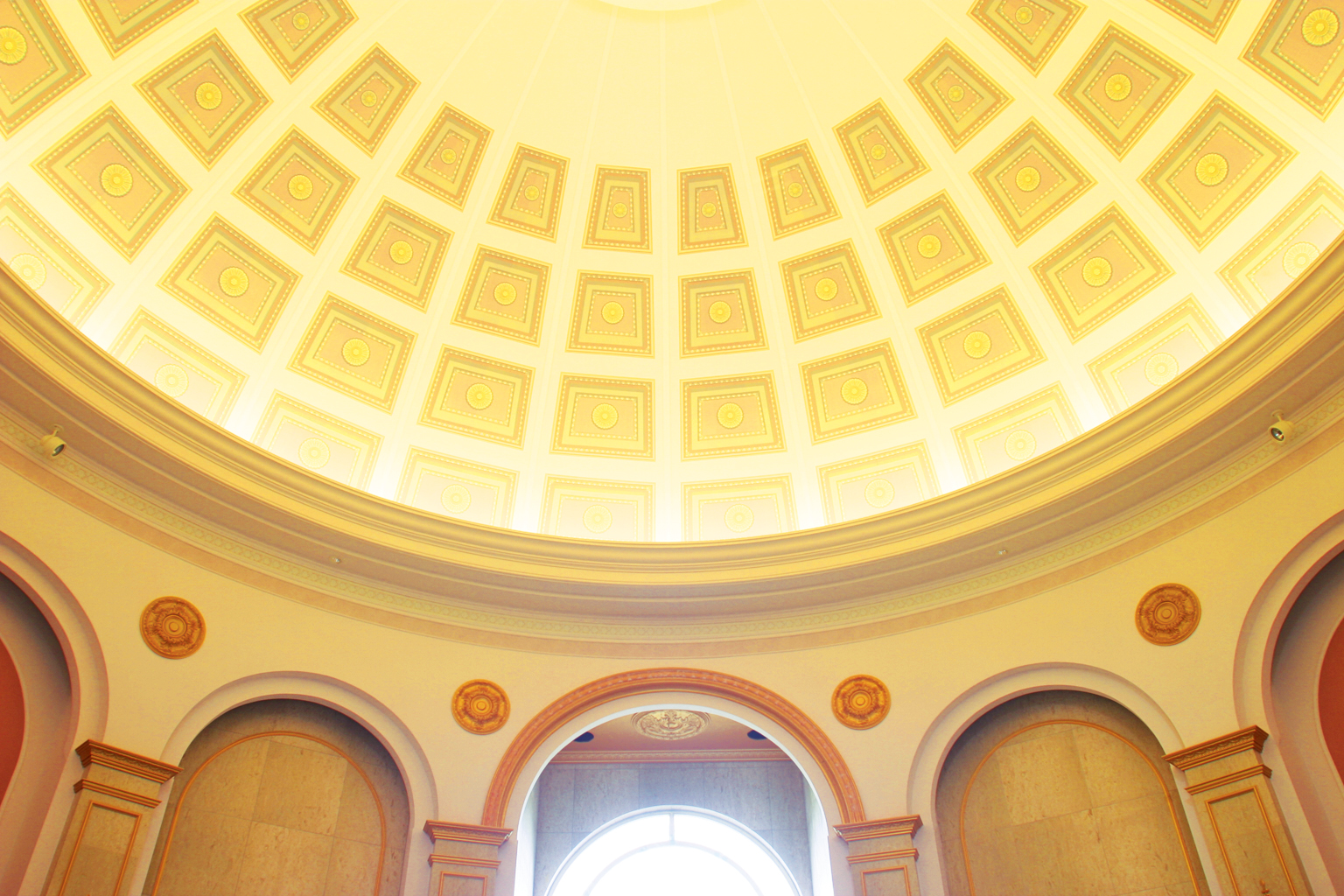
千葉正心館（千葉県長生郡長生村）の礼拝堂の天井デザイン
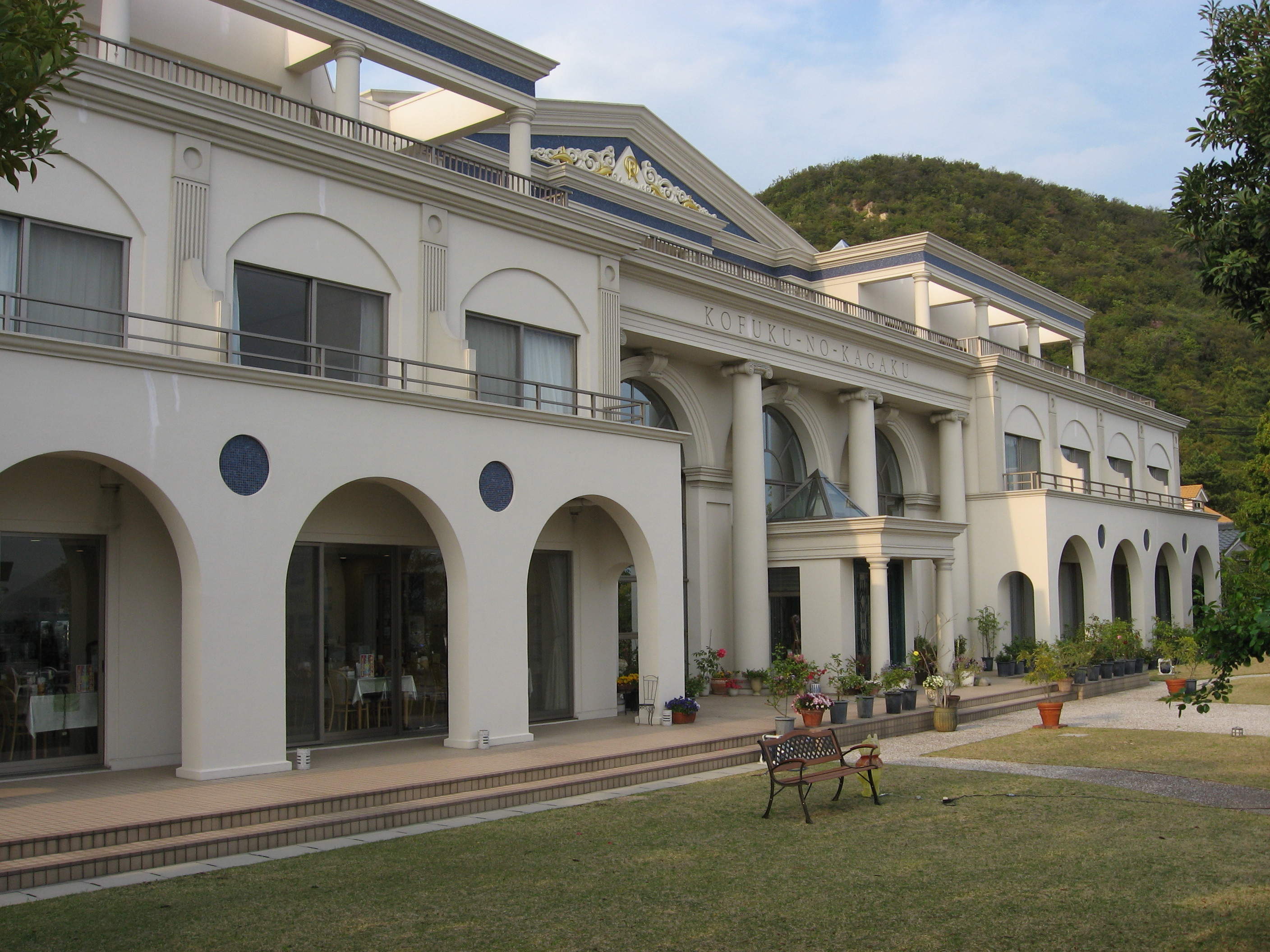
中国正心館 岡山県玉野市
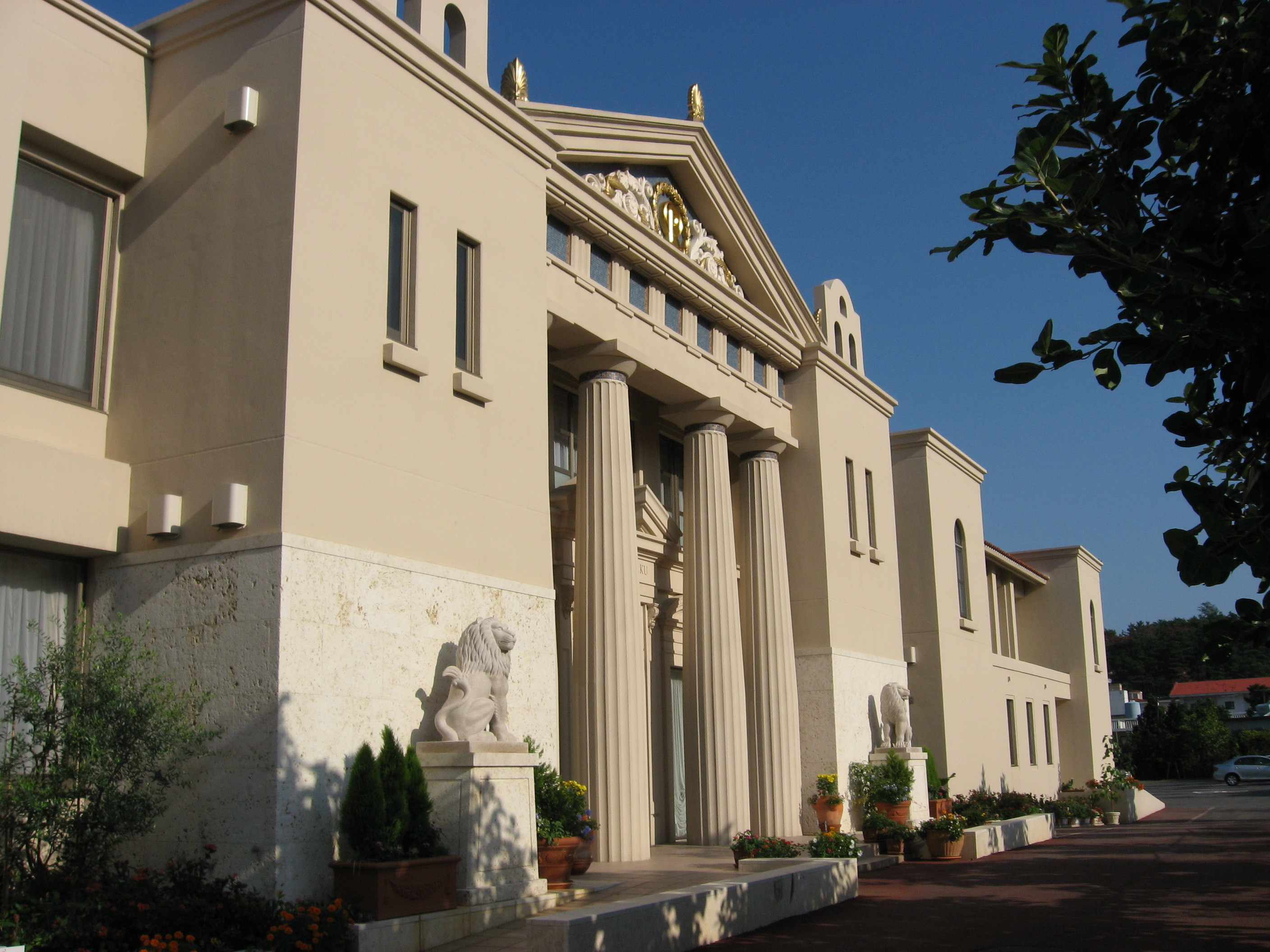
沖縄正心館 沖縄県国頭郡

上記以外の研修施設の歴史としては、
- 1988年9月に幸福の科学研修ホール（東京都杉並区西荻南）を開設、1993年頃閉鎖。
- 1991年8月1日には幸福の科学研修センター（東京都中野区弥生町）を開設、2000年頃閉鎖。
- 1996年5月8日には、東京道場（旧東京正心館）を品川区大崎に開設したが、その後、2001年頃に総合本部ビルと呼ばれていた品川区平塚の施設へ移転し、戸越精舎として主に首都圏を中心に住む学生の会員が利用する研修施設となった。

### 海外支部
1990年7月『太陽の法』の英訳版『The Laws of the Sun』の発刊以降、海外在住の会員が増加した。1994年、初の海外支部である「幸福の科学USA (Kofuku-no-kagaku,U.S.A.)」がニューヨークに設立され、韓国、ブラジル、ウガンダ、イギリス、オーストラリア、インド、シンガポールなど世界168ヵ国に支部・会員組織がある。また、幸福の科学出版の海外支社も開設し（アメリカ・インド・ブラジル・台湾・オーストラリア・イギリス他）、外国語への翻訳書籍も多数発刊している。
海外の精舎・支部精舎
1. サンフランシスコ支部精舎 2007年12月9日開設
2. ロサンゼルス支部精舎 2008年2月24日開設
3. 台北支部精舎 2008年3月23日開設
4. ソウル支部精舎 2008年5月25日開設
5. ロンドン支部精舎（ヨーロッパ支部所属） 2008年6月7日開設
6. インド、ブッダガヤ精舎
7. カナダ トロント支部精舎　2017年7月9日落慶[PR 67]
8. 台中支部精舎 2023年3月3日開設[PR 68]

ほか世界168か国に支部・会員組織がある。（2022年12月現在）

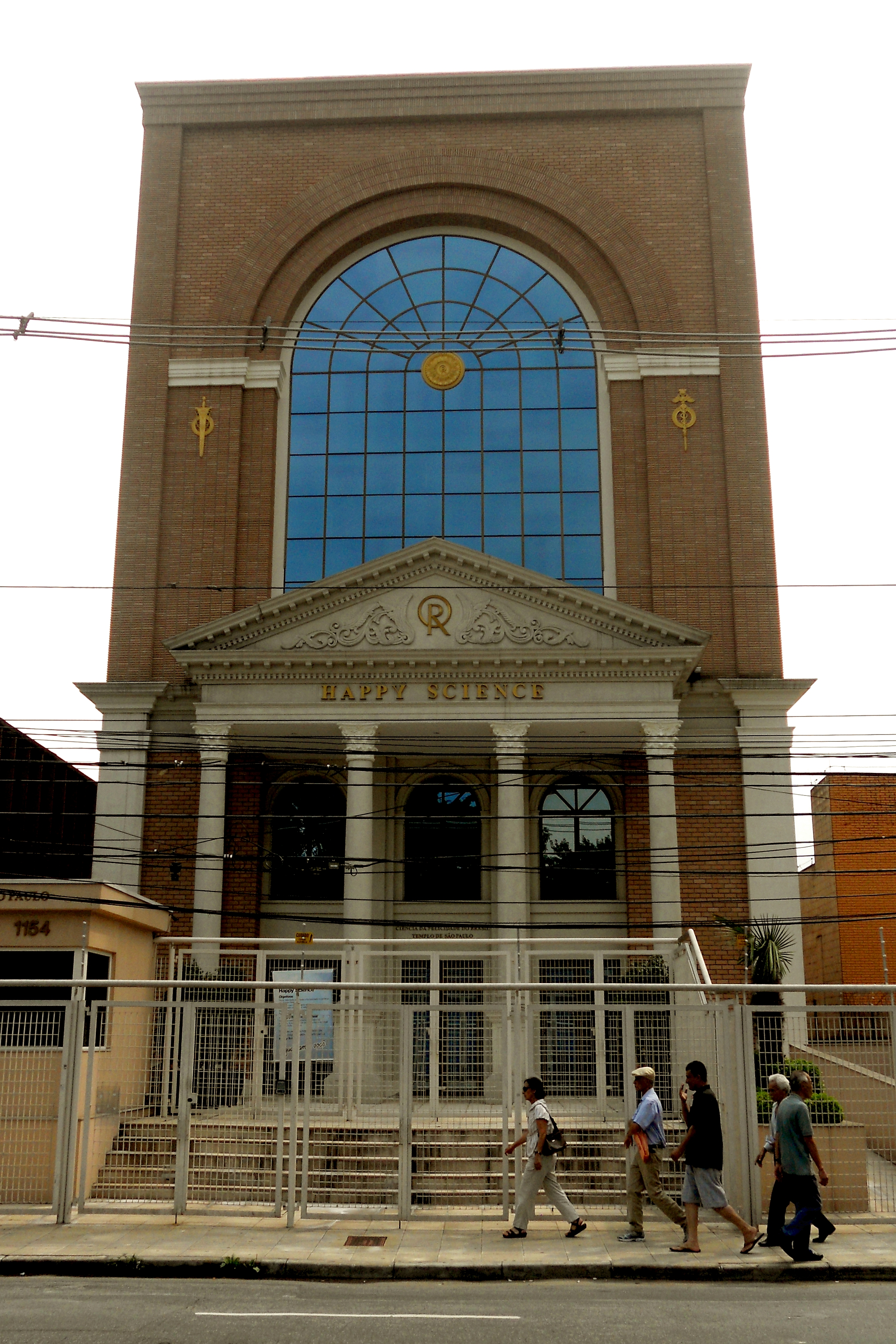
ブラジル サンパウロにあるブラジル正心館
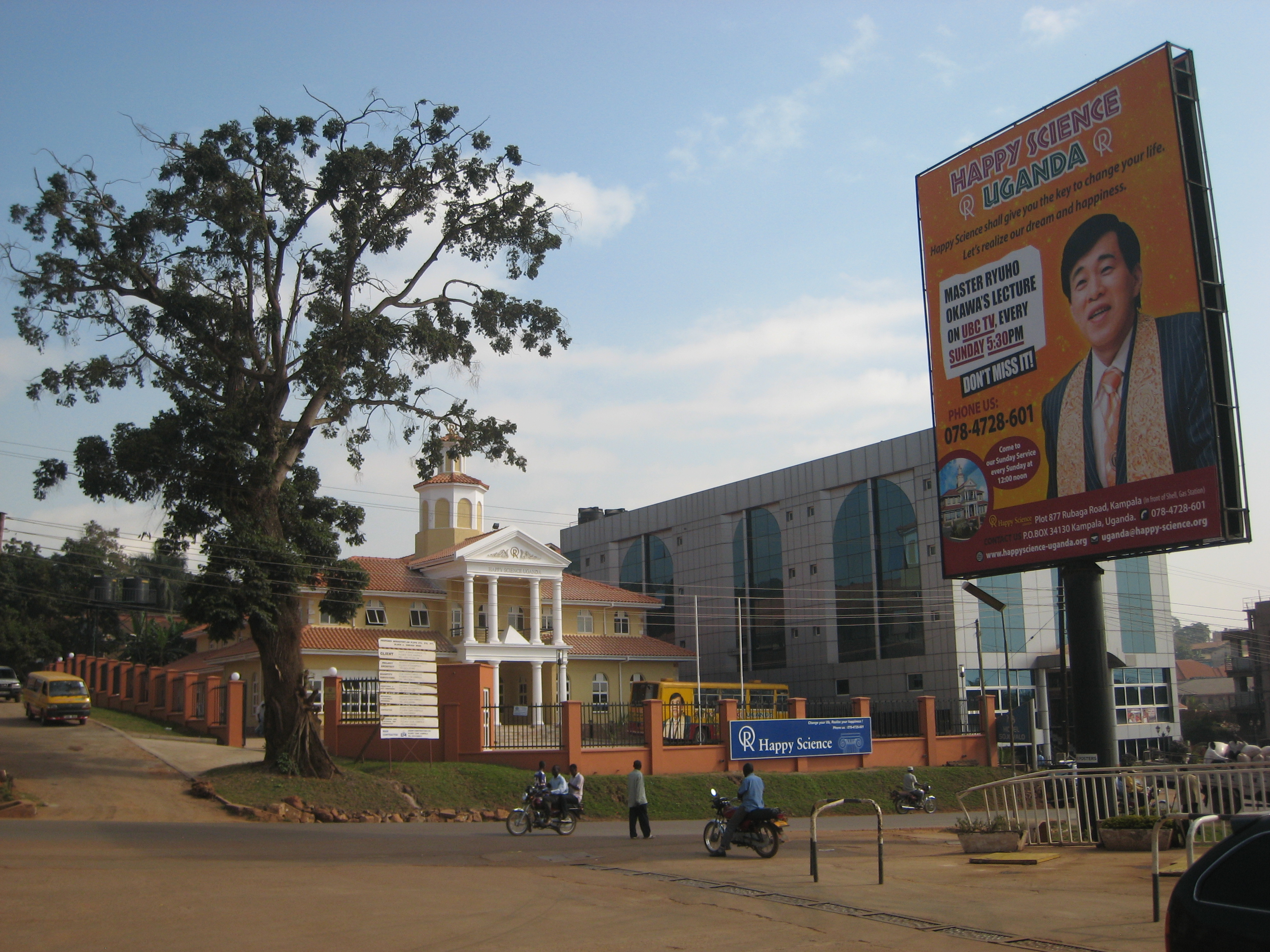
アフリカ ウガンダ カンパラにあるウガンダ支部精舎
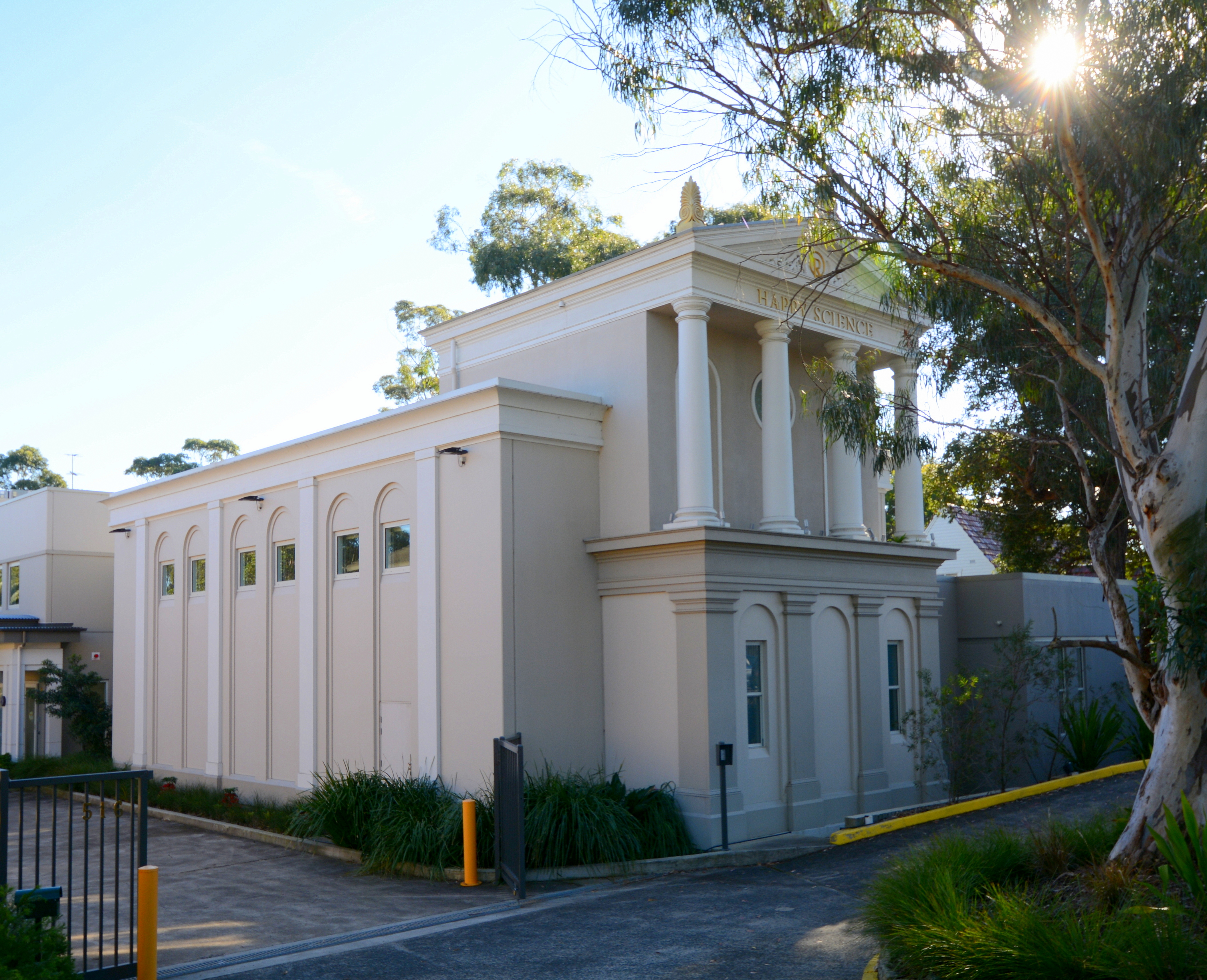
オーストラリア シドニーにあるオーストラリア正心館
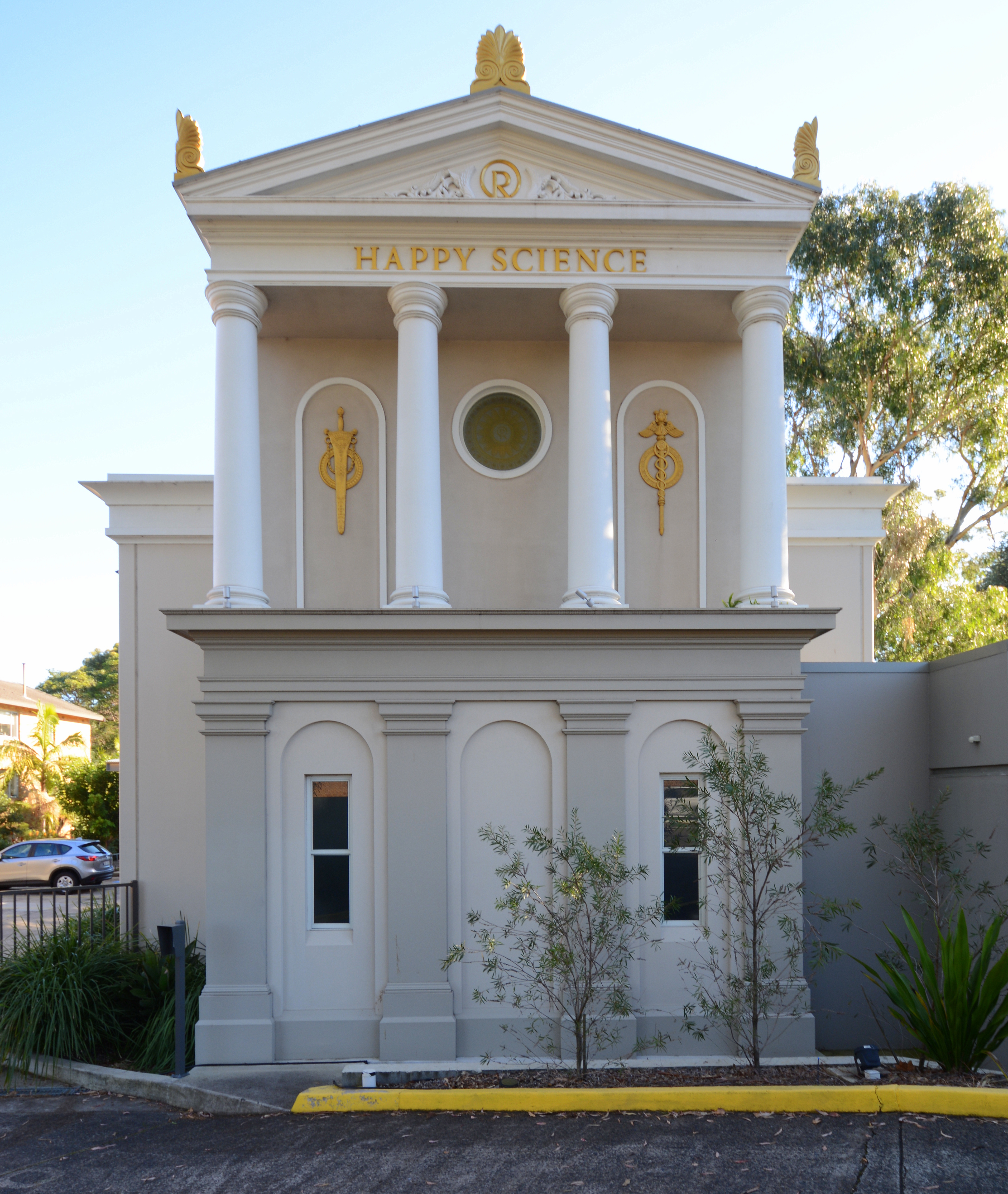
オーストラリア正心館 シドニー支部精舎

## 組織
教団組織は、総裁である大川隆法に代表される。組織の分類では、会内で婦人部の総称として位置づけられている「女性部」のほか、「青年部」「学生部」「中堅部」「親子の会」、壮年部的な位置づけにあたる「百歳まで生きる会」などがある。

### 幸福の科学グループ
2009年5月、宗教法人 幸福の科学の外部組織として「幸福実現党」の設立により、組織として「幸福の科学グループ」を呼称するようになった。これにより、大川隆法は肩書きを「幸福の科学総裁」から「幸福の科学グループ創始者兼総裁」へと変更した。
宗教法人
- 日本国内の宗教法人のほか、世界70カ国に法人組織がある。USA、カナダ、メキシコ、ブラジル、ペルー、イギリス、フランス、ドイツ、フィンランド、オーストリア、ブルガリア、韓国、台湾、香港、フィリピン、タイ、マレーシア、シンガポール、インド、ネパール、スリランカ、ウガンダ、ナイジェリア、ガーナ、南アフリカ、ニュージーランド、オーストラリア、他

出版・及び各種メディア展開
- 幸福の科学出版株式会社
  - IRH Press Co., Ltd.USA.（アメリカ合衆国の出版法人）

このほか、ブラジル法人・インド法人など、世界各地に「幸福の科学出版」の事務所が多数ある。
- 株式会社ブックスフューチャー [PR 71]
- ブックスフューチャー（一般書店）東京銀座・赤坂・杉並区天沼など
- HAPPY LIBRARY - 心を豊かにする良書の発刊を志し「幸福の科学ユートピア文学賞」の運営を行う[PR 72]。2005年の第一回受賞作『ボディ・ジャック』は、教団以外のスタッフにより映画化された[71][72]。
- HS PICTURES STUDIO（アニメ映画制作を行う）
- ニュースター・プロダクション - 映画製作や劇団運営を行う会社。芸能プロダクションの機能もある。
  - 劇団「新星（しんせい）」
- ARI Production（アリ・プロダクション） - 芸能プロダクション[PR 73]。千眼美子（清水富美加）や希島凛などが所属する。ドキュメンタリー映画の製作を行う。
- HS Productions - アメリカ・ロサンゼルスを拠点として設立された映画配給・プロダクション会社[PR 74]。2019年に設立。

学校法人、教育
- 学校法人幸福の科学学園
  - 幸福の科学学園中学校・高等学校 那須本校 - （栃木県）
  - 幸福の科学学園関西中学校・高等学校  関西校 - （滋賀県）
- ハッピー・サイエンス・ユニバーシティ - 大学に準ずる教育を行う無認可校 - （千葉県、運営者は宗教法人の幸福の科学）
- ネバー・マインド（不登校児支援スクール）[PR 75][1]

政治関連
- 幸福実現党
- HS政経塾（社会人教育機関）[PR 76]

冠婚葬祭
- 来世幸福セレモニー株式会社 （葬儀社）[PR 77]
- 来世幸福園（霊園・納骨堂）[PR 78]
- 幸福結婚相談所 - 信仰に基づく結婚と家庭ユートピア創りをサポートする[1]

社会貢献
- ヘレンの会（視聴覚障害者支援）[PR 79][1]

## 会員制度と信者数の推移
1986年10月に立宗し、同年11月23日に東京都荒川区の日暮里酒販会館で行った「幸福の科学発足記念座談会」に集った人数は87名であった。（この酒販会館は、今は幸福の科学が買い取って「初転法輪記念館」になっている）。翌年1987年3月8日、新宿区の牛込公会堂で開かれた発足記念第1回講演会「幸福の原理」の聴講者は約400名であった。
創設から1989年までの最初の3年間は、学習団体として、「法（教え・教義）の基礎づくり」と「講師陣の育成」「運営方法の確立」に専念し、その後の1990年より一般への普及に向けての伝道に切り替える方針が取られた。その初期から入会するには試験制度があり、幸福の科学の書籍10冊を読み、入会願書に読書感想等を記入するもので、合格率は4割程度だった。そのため、初期の会員には高学歴な知的エリート層が多かった（その後、入会試験は次第に簡略化され1994年頃に廃止された）。教団の階位や組織はシステマティックで、昇格試験で階位を上げるには、研修会や資格セミナーを受け、著書を数多く読んで勉強する必要がある。資格セミナーには、初級、中級、上級があり、さらにその上には指導員（研究員）、準講師、支部講師、上級支部講師、本部講師補などのランクがあり、通信添削講座もある。教団の組織は、入会すると地元の支部に登録され、その中にブロック、地区、の区分けがある。支部の上には、地方本部があり、総合本部につながる。
1989年から制度が変わり、入会試験合格の従来の会員は「正会員」となり、入会試験の無い機関誌を購読するだけの「誌友会員」という制度ができた。誌友会員制度は、生長の家が始めたものであり、教団の形態を、最初の3年はGLAと、生長の家から学んでいたが、拡大を目指すようになってからは、創価学会の活動形態も参考にした。初期の頃と比べて、学習に加えて「伝道、お誘い、財務、献本」が必要とされ、会員の経済的負担が増加する傾向が見られた。1990年には、「正会員推薦入会制度」ができ、正会員が推薦すれば、上記の入会試験・審査を受けなくても正会員として入会できるようになり、また、大川の講演会に参加して、その場で入会申込書を書けば、審査なしで正会員として入会できるようにと次第になっていった。1990年7月には会員が7万7千人となり、年末には17万人、1991年4月に100万人、7月には150万人（正会員は13%）に達したと発表されている。1991年4月の機関誌に、「神兵、光の戦士を本年中に100人達成する。引き続き300万人から500万人、さらに今世紀末までの9年間に、4000万人の光の戦士の大兵団を編成することであります。これなくしては日本のユートピア建設、ひいては世界の恒久平和、神の国の実現を期すことはできないのであります」と善川三朗による「われらの戦い」で書かれ、さらなる拡大の意向が示された。1991年は早稲田大学など関東近辺の30大学で、約850人のメンバーがいる「キャンパス・アクティブ・メンバーズ（CAM）」というサークルが勧誘活動を行った。誌友会員制度により、若い人が気軽に入会できるようになったが、承諾を得ず他人を無断で誌友会員に登録するなどの、勧誘を巡るトラブルも起き始めていた。また、幸福の科学の根本経典である「正心法語」を受け取った人は、信者にカウントするという方針転換もあり、経典が方々に配られるようになった。
1995年7月、信者数が1000万人を突破したと公表された。1996年10月6日に会員制度が変わり、以前の「正会員」「誌友会員」を統合し「会員」とされるようになった。2007年には新たな入会制度が導入され、入会申し込みの手続きで会員になれるように簡略化された「入会者」会員ができた。
2015年、信者数は約1200万人（国内1100万人、海外100万人）と公表されたが、教団が信者数とするのは、入会・入信に際し授与される経典「正心法語」の累計授与部数であり、洗礼にあたる「三帰誓願（さんきせいがん）」を行った人数は非公表である。また、信仰をやめるという届け出はないため、毎年信者数が増え続けている。近年では、ネットでの入会申込みも行われ、会員になるとサブスクリプションサービスのように、大川の霊言やスピーチの動画が視聴できる。
| 日付       | 人数         | 備考                                                                                        |
| ---------- | ------------ | ------------------------------------------------------------------------------------------- |
| 1986.11.23 | 87名         | 「幸福の科学発足記念座談会」参加人数                                                        |
| 1987.3.8   | 約400名      | 「幸福の科学発足記念講演会」参加人数（出席していた生長の家およびGLAの信者・関係者を含む数） |
| 1987.12    | 1,700名      | [ 9 ]                                                                                       |
| 1988.12    | 4,000名      | [ 9 ]                                                                                       |
| 1989.12    | 13,300名     | 正会員8,100名、誌友会員5,200名。機関誌を購読するだけの誌友会員という制度ができる。          |
| 1990.7.8   | 7万数千名    | 「第七回大川隆法先生大講演会」における公表数                                                |
| 1991.6.12  | 100万名      | 正会員15万名、誌友会員85万名（同上）                                                        |
| 1991.7.15  | 1,527,278名  | 正会員約20万名、誌友会員約133万名、東京ドームでの「御生誕際」での発表                       |
| 1991.9     | 約200万名    | 正会員約30万名、誌友会員約170万名                                                           |
| 1995.7     | 1000万名以上 | [ PR 87 ]                                                                                   |
| 2009.8     | 約1,100万名  | 根本経典『正心法語』累計発行部数をもって公称値とする                                        |

一方、研究者や関係者などは実際の信者数は公称人数より少ないと考えている。幸福の科学の信者は、1980年代末から90年代頃の「宗教ブーム」に入信した人が多く、2017年時点では大川と同世代の50 - 60代と、その子どもが中心になっていると推測されている。
- 宗教学者の塚田穂高は、「公称信者数は国内1100万人だが、実態とはかけ離れている」と述べている[83][21]。
- 研究者の種田博之は、1991年7月に発表された150万人は、「飽くまでも『公称』であり、実数は正会員2 - 3万、誌友会員7万、合計10万人とする見方もあるようである」と書いている[26]。
- 社会学者の沼田健哉は、1995年出版の本に「実数を水増しした発表である可能性もある」「実数とはみなしがたいと多くの宗教研究者が考えており、その掲げている会員数を獲得するという目標の達成は困難であるとの見解が有力である」と書いている[9]。
- ジャーナリストの山田直樹は、ピーク時（1990年頃）の信者会員数は13万5000人であり、毎週のように教会へ通う活動会員は3万人だったと述べている[84][85][79]。
- 大川隆法の元妻・大川きょう子は、2011年に退会した際の実際の会員数は3万人と推定している[67][11]。
- 大川隆法の長男であり、後に教団を離脱した大川宏洋は、実質信者を1万3千人程度だと推定している[86][87]。
- 宗教学者島田裕巳は、大阪商業大学JGSS調査をもとに、信者数を3万8千人程度と推定している[注釈 5][88][2][89]。
- 僧侶でジャーナリストの鵜飼秀徳は、2023年3月に50万人程度と推定している[6]。

## 活動

### 海外講演会
2007年、アメリカのハワイで初の講演を行って以降、大川隆法の英語説法による海外講演会が世界各地で行われている。その後、ブラジル（2010年11月）、インド・ネパール（2011年3月）、フィリピン・香港（2011年5月）、マレーシア・シンガポール（2011年9月）、スリランカ（2011年11月）、ウガンダ（2012年6月）、オーストラリア シドニー（2012年10月14日）、アメリカ・ニューヨーク（2016年10月2日）、ドイツ ベルリン（2018年10月7日）、台湾台北市（2019年3月3日） などで行われている。幸福の科学の発表では数千人数万人の規模だと報告している。幸福の科学によれば、インド・ネパールの講演では7紙のマスコミに紹介され、アフリカ・ウガンダの講演では、4紙のマスコミに紹介された、と報告している。

### 出版

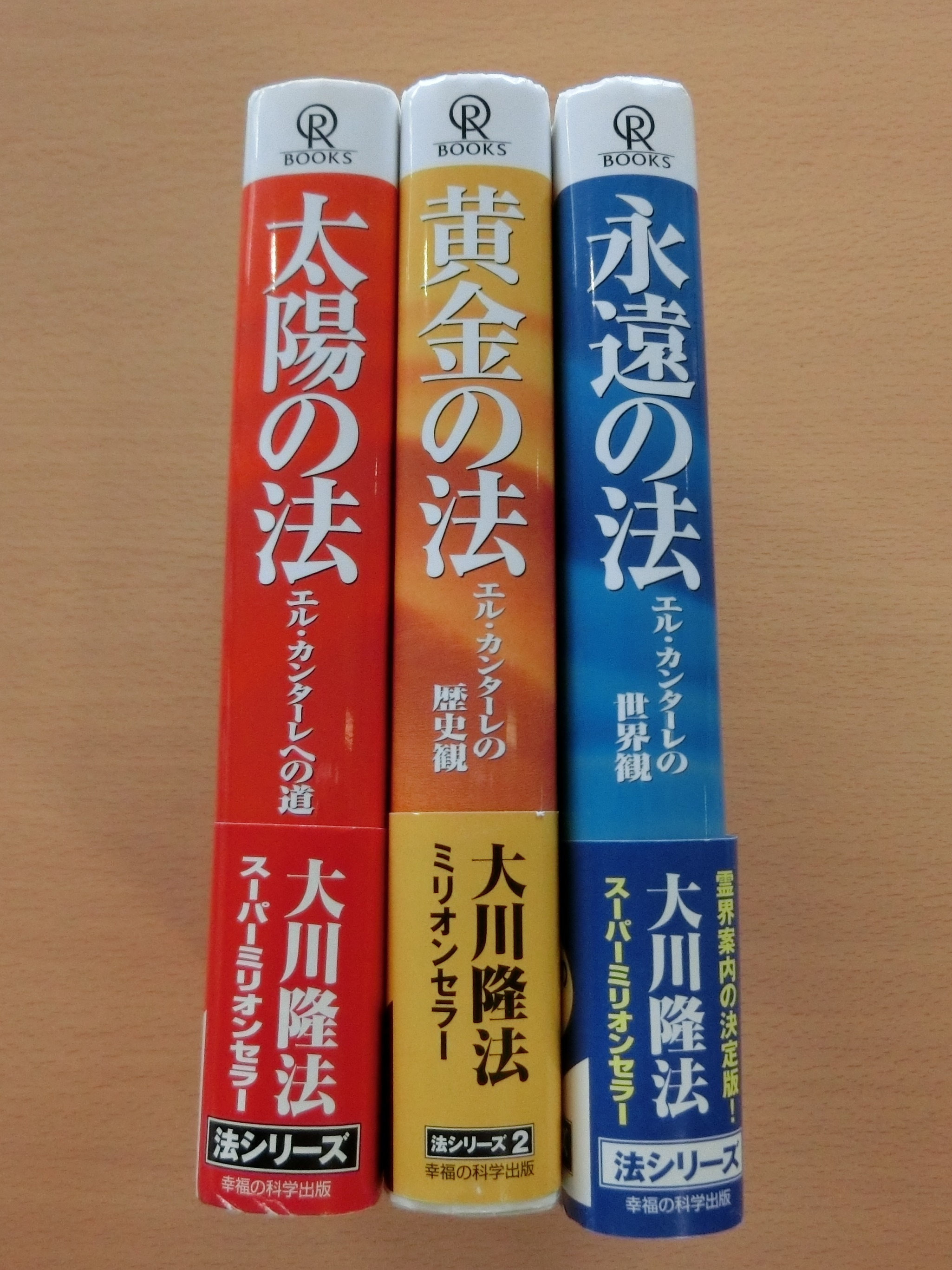
救世の基本三法
「太陽の法」「黄金の法」「永遠の法」

幸福の科学の年間収入は約300億円ともいわれているが、主力事業は出版や祈願、セミナー等とされる。2022年11月時点で、著書の発刊点数は3100冊以上であり、その累計発行部数は9000万部以上とも言われている。大川がニュースで話題の人物の守護霊による霊言を行うと、翌日には書店に霊言集が並ぶというスピード出版の仕組みがあり、年間200冊ペースで出版され、各々20 - 30万部の販売部数がある。
幸福の科学の布教は、出版物や講演会を中心に行われ、教団組織の1部門であるSPM（スペシャルプロモーターメンバー）が、全国の書店に教団に関する本を置くように働きかけ、注文を受け付ける。大川の本は、信者が布教活動として大量に購入して、知人らに配る（献本）こともあり、毎年、ベストセラーの上位になる。2018年の年間ベストセラー第10位であった『信仰の法』は、出版取次会社のデータでは、売上冊数1万2096冊に対して、購入者は325人であり、1人が平均37.2冊購入していた。各地の成人式会場の近くで、大川の本を配っていることもある。『太陽の法』『黄金の法』『永遠の法』などの『法シリーズ』は、累計4000万部の大ベストセラーであり、出版不況の中、書店には数多くの大川の書籍が平積みになっている。2023年、大川が亡くなった年も、著書『地獄の法』が年間ベストセラーにランクインした。
- 1991年は、大川の「霊言本」などが2700万部以上売れ、印税収入などで、大川個人の納税額は2億192万円だった[27][94]。当時35歳の大川を、江川紹子は「宗教団体を経営しているという意識がある」「ベンチャービジネスかなにかの若き経営者と会っているよう」、教団は「信者は『会員』、入信することは『入会』と呼ぶ」「まるで会社」と記している[27][38]。1995年の沼田健哉の本でも、「会社経営のノウハウで教団を運営する志向がある」と指摘し、インタビューに大川は「私が今一番多く読んでいる本は経営学の本です」と語っている[9]。その後も、大川は個人名で高額納税者ランキングに10年以上も名を連ね、文化人部門トップ3にたびたび入った[95][96][65]。
- 2009年11月から2010年11月の書籍発行点数52冊は、年間・最多発刊書籍のギネス世界記録として認定された[1][PR 99][97]。
- 2022年現在のところ、大川の著作は41言語以上に翻訳され、世界各国で出版されている[PR 100][PR 101]。
- 教義の内容を編纂して、書籍や月刊「ザ・リバティ」等の雑誌（幸福の科学出版より発行）、経典、CD、DVD、ビデオ、劇場用映画、布教誌「ザ・伝道」（会員の生の声をピックアップ）「ヤング・ブッダ」（中学生～大学生を対象だがコラムがメイン）「ヘルメス・エンゼルズ」等を発刊している。
- 2012年に東京銀座に初のブックカフェ「HAPPY SCIENCE GINZA」をオープンし、渋谷にも「SHIBUYA BOOK CAFE by HAPPY SCIENCE」がある[PR 70][98]。

### 映画
近年は活字離れにより、映画・芸能事業を新たな主力事業とする。大川は、映画事業について「宇宙人やUFOの存在について、教団がNASAを超える情報力を持ち、その普及のために重要である」と説いている。映画製作のための人材育成も行い、出家して2017年に教団の職員となった千眼美子（清水富美加）を看板タレントとする芸能事務所を設立した。また、2016年に私塾のハッピー・サイエンス・ユニバーシティ（HSU）に俳優、映画監督、脚本家を育成する学部を新設した。
信者の中には1人で大量のチケットを購入して知人らに配る人もおり、観客動員数を上げるために、同じ映画を何度も鑑賞する人もいる。教団の支部長はチケットを捌くノルマがある。2020年、新型コロナのパンデミック時の自粛下に、教団の映画が5週連続観客動員数1位になった。
初期の映画の配給元は東映であったが、近年は主に日活が配給し、東京テアトルが配給協力や単独で配給をする作品もある。2022年公開映画の興行収入は、「呪い返し師―塩子誕生」が7億7700万円、「愛国女子―紅武士道」が7億7300万円となっており、日活の年間興収の6割強を占めている。幸福の科学の映画は、高価な施設のない地方の小規模な映画館でも上映できるよう、ブルーレイ版も用意されている。
- 教団制作の映画は、1994年の「ノストラダムス戦慄の啓示」から、2022年10月公開の「呪い返し師―塩子誕生」まで、25作品が劇場公開されており、2023年5月にも新作『レット・イット・ビー 〜怖いものは、やはり怖い〜』の公開が予定されている[69]。劇場公開映画は特に広報活動にも力を入れており、過去には興行通信社調べによる全国の映画興行収入ランキングで複数回1位を記録した。

- 1994年、『ノストラダムス戦慄の啓示』（実写・東映配給）。1995年朝日ベストテン映画祭・読者賞グランプリ受賞。
- 1997年、『ヘルメス 愛は風の如く』 （アニメーション・東映配給）。1997年毎日映画コンクール・日本映画ファン大賞2位、中央青少年団体連絡協議会推薦、優秀映画鑑賞会推薦。
- 2000年、『太陽の法 エル・カンターレへの道』（アニメーション・東映配給）

2000年日本週末興行成績1位の映画の一覧 2000年10月28日-29日、11月4日-5日（2週連続）を参照
2001年朝日ベストテン映画祭・読者賞第1位、第25回報知映画賞・読者投票邦画部門第1位
ぴあ映画満足度ランキング第1位、中央青少年団体連絡協議会推薦
- 2003年、『黄金の法 エル・カンターレの歴史観』（アニメーション・東映配給）

2003年日本週末興行成績1位の映画の一覧 2003年10月11日-12日、10月28日-19日（2週連続）を参照
ぴあ映画満足度ランキング第1位
- 2006年9月、『永遠の法 The Laws of Eternity』（アニメーション・東映配給）。ぴあ映画満足度ランキング第2位。
- 2009年10月、『仏陀再誕 The REBIRTH of BUDDHA』（アニメーション・東映配給）
- 2012年6月、映画『ファイナル・ジャッジメント』（実写・日活配給）
- 2012年10月、『神秘の法』（アニメーション・日活配給）。ワールドフェスト・ヒューストン国際映画祭「スペシャル・ジュリー・アワード（審査員特別賞）」受賞
- 2015年10月、『UFO学園の秘密』（アニメ・日活配給）
- 2016年3月、映『天使に“アイム・ファイン”』（実写・日活配給）
- 2017年5月、『君のまなざし』（実写・日活配給、大川宏洋:総合プロデューサー,脚本,助演俳優,主題歌歌唱）
- 2018年5月、『心に寄り添う。』（実写・東京テアトル配給）
- 2018年10月、『宇宙の法—黎明編—』（アニメ、日活・東京テアトル配給）。2018年週末動員1位の映画 2週連続第1位。
- 2019年2月、『僕の彼女は魔法使い』（日活・東京テアトル配給）
- 2019年8月、『光り合う生命。-心に寄り添う。2-』（東京テアトル配給）
- 2019年10月、『世界から希望が消えたなら。』（日活・東京テアトル配給 以下配給同じ）
- 2020年5月、『心霊喫茶「エクストラ」の秘密-The Real Exorcist-』（2020年）。2020年週末動員1位の映画 5週連続第1位。
- 2020年8月、『奇跡との出会い。-心に寄り添う。3-』
- 2020年10月、『夜明けを信じて。』
- 2021年5月、『美しき誘惑-現代の「画皮」-』。2021年週末動員1位の映画 1週第1位。
- 2021年8月、『夢判断、そして恐怖体験へ』
- 2021年10月、『宇宙の法-エローヒム編-』（アニメ）
- 2022年2月、『愛国女子—紅武士道』
- 2022年10月、『呪い返し師—塩子誕生』
- 2023年5月、『レット・イット・ビー 〜怖いものは、やはり怖い〜』

### 広報
- 2009年、YouTubeに「幸福実現党チャンネル」を開設、2013年に幸福の科学のYoutubeチャンネル「THE FACT」を開設し、Youtubeでの発信に力を入れている[20][82]。
- 2012年10月3日、インターネットに、幸福の科学 体験談投稿サイト voicee（ボイシー）を開設した。幸福の科学の信者の体験談や生の声を集めたサイトである[PR 104]。
- 2015年時点で、テレビ6局、ラジオ7局で大川の講演会が放送され、1991年からラジオ番組「天使のモーニングコール」が国内38局とハワイ向けに放送されている[1][PR 70]。

### 祈願、植福
祈願は、「家内安全祈願」「成功祈願」「結婚祈願」など全国の精舎共通のものや、「社長出世祈願」「英会話ベラベラ祈願」「悪質宇宙人撃退祈願」「円形脱毛症回復祈願」「花粉症好転祈願」「ガン細胞消滅祈願」「コロナワクチン副反応抑止祈願」など約70種類の祈願を、1回3 - 30万円で行っている。
教団には、会費がない代わりにお布施（献金活動）の「植福（しょくふく）の会」があり、毎月1口1000円から申し込め、銀行口座からの引き落としになる。月々1万円の献金で「大黒天信者」、年間1千万円の献金をした者は「植福菩薩」という称号が授与される。教団の植福実績（学校法人・政党連結）によれば、2014年は約302億円、2015年は約291億円、2016年は約274億円であったが、2017年の見込みは255億円と減少し、新たな信者やお布施を増やす方針が掲げられた。

### グッズ
ペンダント、エンブレム、額、置物などの各種グッズも、数万 - 100万円で販売されている。

### 行事
- 全国の精舎で研修や祈願、各種大祭や式典等の行事を開催。
- 世界各地の支部や拠点を中心に、「御法話拝聴会」、各種の大祭や式典、研修、祈願、集い等の行事を開催。
- 各地でセミナーも毎日のように開催されている[104]。

#### 主な祭典行事
支部や精舎において開催される。代表的な祭典は下記のとおり。
- 新年大祭（1月）
- 宗教法人設立記念式典（3月7日）
- 大悟祭（3月23日）
- 春の幸福供養大祭（3月）
- 家庭ユートピア祈願大祭（4月・11月）
- ヘルメス大祭（5月）
- 新復活祭（5月14日）
- 御生誕祭（7月上旬の2週間、メインイベントである大川の大講演会は、世界に同時中継される[1][105][106]）
- お盆の幸福供養大祭（8月）
- 先祖供養大祭（9月）
- 立宗記念式典（10月）
- 初転法輪祭（11月）
- エル・カンターレ祭（12月）

特に御生誕祭（7月）とエル・カンターレ祭（12月）は二大祭典とされる。

### 社会運動など
2009年の政党「幸福実現党」結成前に幸福の科学が対外的に訴えてきたテーマは、フライデーへの抗議やヘアヌード問題、オウム真理教問題、自殺問題、いじめ問題などだったが、2009年以降は、一変して右派的な政治運動を行うようになった。2011年からは、終戦記念日に関係者が靖国神社に参拝することも始めた。
- 1994年には、誰でも手に取れる一般週刊誌等にも猥褻なヌード写真等が数多く掲載されていることについて、問題提起し、ヘアヌード反対運動として 同年11月に「マスコミ倫理研究会」を発足し、東京・渋谷（11月26日）や大阪・御堂筋（12月4日）、名古屋・古出来（12月23日）でデモ行進を行なうなど、啓蒙活動を行なった[PR 106]。

この運動によって、銀行のフロアーや旅客航空機内での無料の雑誌閲覧サービスで、ヌード写真等が掲載される男性向け雑誌が一掃され、婦人団体から感謝の令状を受けた。
- 1995年1月17日の阪神・淡路大震災では、全国からの会員・信者有志のボランティア駆けつけ、地震発生当日から21日までに阪神地方に35ヵ所の救援拠点を設け、1月19日から炊き出しを始めてカレーなど1日あたり3万食を提供し、全国からの救援物資を届け、医師ボランティアによる医療活動のほか、特設浴場を開くなどした[PR 108]。
- 1995年2月28日に発生したオウム真理教による公証人役場事務長逮捕監禁致死事件では、幸福の科学の幹部職員が拉致事件の目撃者だった[1]こともあり、幸福の科学は、オウム真理教による犯行であることを行政や報道機関、政治家などに訴え、事件の早期解決を求めた。これが一連のオウム教犯罪の捜査の突破口になったと幸福の科学は主張している[PR 109]。同年3月18日に東京都内などでオウム糾弾デモや街宣活動なども展開、破壊活動防止法適用を支持した。
- 1998年から、毎年増え続ける自殺者を減らすべく、雑誌「ザ・リバティ」誌上で「自殺防止キャンペーン」を開始、この運動は現在も継続しており、Web上の「自殺防止サイト」や、全国で会員有志が街頭などでも「自殺者を減らそう」キャンペーンを展開している[PR 110][PR 111][PR 110]。

## 政治団体
2009年5月23日、宗教法人「幸福の科学」は政界への進出を試み「幸福実現党」を結成した。大川隆法の著書『幸福実現党宣言』を立党の指針書とする。
- 1986年の教団設立当初から、教えのなかに社会的問題意識と日本の繁栄・優秀性の主張があった[82][20]。
- 1990年代から自民党を通じて国政に影響力を及ぼそうとし、三塚博[21][PR 113]や丸川珠代、穴見陽一、森田健作千葉県知事の応援などを行ってきた[82][20][108][109]。当時、幸福の科学は三塚を入信させ、総理大臣にしようと支援運動を展開した[21]。
- 2009年5月23日、独自政党「幸福実現党」を結成して政権を取るスタイルに転換した[21]。これまで多額の政治資金を費やしたが、2023年12月現在も、国会議員は1人も当選しておらず、比例代表の得票数は15 - 30万票前後で推移している[13][81][82][12]。独自政党の結成後も、友好な関係を保つ自民党の議員がいた[31]。2009年の衆院選で、幸福実現党は小池百合子と選挙協力し、共同で街頭演説を行った[110][110][111][112]。2019年の統一地方選で、加藤鮎子と永岡桂子文科省は幸福実現党候補を支援し、事務所に為書きを寄せた[31]。義家弘介は幸福実現党から後援会に「研修費」が支払われていた[31]。杉田水脈は、2016年に釈量子とともに国連欧州本部で慰安婦についてスピーチを行った[31]。

### 政治姿勢
「幸福の科学」の教義には、日本は、至高神である大川隆法が肉体を持って現れた国であり、その教えに従って世界のリーダーになるという独特なナショナリズムを含んでいる。しかし教団が「保守」「愛国」を表明し、「反共産主義」「国防強化と核武装」「従軍慰安婦や南京大虐殺の否定」などの右派・保守的な発信を本格化させたのは、2009年に幸福実現党を結成し、政界に進出し始めてからだった。幸福実現党が結党直後に発表した「新・日本国憲法試案」では、大統領を元首とするため、天皇を元首とする保守運動の思想とは異なっている。
党のマニフェストでは、「北朝鮮の核武装や中国の軍備拡張に備えて、日本国民の生命・安全・財産を守ること」などを掲げている。また、人口減少に歯止めをかけるため、少子化対策と親日移民の受け入れを進め、当面は「1億5千万人」を目標とし、将来的には「3億人国家を目指す」としていたが、「産業スパイの増加」などの情勢変化を踏まえ数値目標は見直すとし、子育てしやすい環境の整備とともに、入国管理を厳格化する法整備を進めるなど、健全な国家観・防衛意識を前提とした移民政策を実現するとしている。ほか、浴場やトイレ等の女性スペースに、女性を自称する男性が、犯罪目的で侵入する不安が広がっていることなどを挙げ「LGBTQの行き過ぎた権利拡大抑止」や、「新型コロナウイルスを流出させた中国・武漢ウイルス研究所の責任を追及すべき」なども主張している。また、「霊言」も政策の参考にし、特に外交では各国首脳の守護霊の霊言で語られた「本音」を世の中に知らしめることで、国際世論に働きかけることもある。

#### YouTubeでの発信
2009年の衆院選前、YouTubeに「幸福実現党チャンネル」を開設し、SNSを活用する政治メッセージの発信に力をいれた。特に2020年アメリカ合衆国大統領選挙からYoutubeでの発信に力を入れ、信者ではないが政策を支持する人が増えている。
- 2009年7月1日、初めて公開した動画は『北朝鮮、核ミサイル発射！！』『北朝鮮が韓国・日本を侵攻する日』など北朝鮮関連のシミュレーション動画であり、2010年には『中国が尖閣・沖縄を侵攻する日』を公開し、各々50 - 150万再生のヒット作になっている[20][PR 119]。
- 2013年、マスコミが伝えない「事実」を報じるために、幸福の科学のYoutubeチャンネル「THE FACT」が開設され、最初に公開されたのは、従軍慰安婦像の設置を批判する動画の予告編だった[20][PR 120]。
- 2016年、沖縄の米軍・高江ヘリパッド建設に反対する住民に、機動隊員が「土人」などの差別的な暴言を吐いたことが問題視された時は[114]、直後に別日に反対派の市民が沖縄防衛局職員を取り囲んでいる映像を公開し、約140万回再生のヒットとなった[20][21][PR 120]。

#### 中国共産党批判
2010年、幸福実現党の「国際平和シンポジウム」で、イリハム・マハムティ日本ウイグル協会代表や評論家の石平が講演し、機関誌『ザ・リバティ』やSNS、Youtube等で、中国共産党批判として中国の民族問題や人権問題を発信することを始めた。また釈量子党首は、2013年に世界ウイグル会議議長であったラビア・カーディルにインタビューし、2014年にトゥール・ムハメット（2015年に日本ウイグル連盟会長に就任）と対談した。

#### アメリカの保守派との関係
2021年、ドナルド・トランプが演説したアメリカの保守合同イベント「保守政治活動協議会（CPAC）」に、幸福実現党の初代党首で信者の饗庭直道（現：あえば浩明）が登壇し、海外のメディアでも幸福の科学とQアノンとの関係が取り上げられた。饗庭は、2011年から10年間、大川総裁に派遣されて共和党の祭典であるCPACに参加し、アメリカの著名な保守派との関係を築いてきた。饗庭は、大川の政治的野心の中心人物であり、右派政治団体の日本保守連合（JCU）の会長として、百田尚樹や田母神俊雄など「日本の保守の大物」が参加するJ-CPACの開催を主導した。 米国共和党のアドバイザーも務めた。幸福実現党は、近年、スティーブ・バノンなどアメリカの右派の人物と連携することで、日本においての政治的正当性を高めている。

#### 慰安婦問題
- 2014年、幸福実現党が後援団体の1つである団体「論破プロジェクト[125]」が、フランスのアングレーム国際漫画祭に、従軍慰安婦を捏造だと主張する漫画を出品しようとして、騒ぎになった[126][127][21][PR 124][128]。この件について産経新聞が報じると、自民党の片山さつき議員が共鳴し[21][129]、自身のYoutubeで論破プロジェクト代表の藤井実彦、テキサス親父事務局長の藤木俊一と座談会を行った[20][130]。論破プロジェクトの藤井代表は、幸福の科学の信者であり、プロジェクトの賛同人には、信者で漫画家のさとうふみやもいる[20][131][PR 125][PR 126]。藤井代表は、台湾で慰安婦像を蹴る動作をしたことで台湾や日本で抗議デモが起きたが、「ストレッチをしている様子を映した写真を加工された」と主張した[132][133][134][128]。

- 2014年4月12 - 13日、幸福の科学ロンドン支部で、「『従軍』慰安婦の真実」パネル展を開催し、幸福実現党の及川外務局長による講演を行った[PR 127]。
- 2014年5月、幸福実現党は、1993年の「河野談話」に抗議するデモを行い、息子の河野太郎衆議院議員の自宅前でシュプレヒコールを上げ、抗議文を投函したが、別の河野宅であったことをTwitterで河野太郎に指摘された[20][35][135]。
- 2016年、ジュネーヴの国連欧州本部での女子差別撤廃委員会で、釈量子党首は、なでしこアクションの山本優美子代表（元在日特権を許さない市民の会事務局長）、杉田水脈衆議院議員とスピーチを行い、正しい歴史認識を求めて、従軍慰安婦の強制連行や性奴隷説を否定した[20][21][34][PR 16]。

#### 原子力政策
2011年5月、福島第一原子力発電所事故の後、幸福実現党は「原発推進」「菅直人首相退陣」を求めるデモを行った。また、7月に発表した主要政策では「原子力エネルギーの利用推進」「核抑止力強化（核武装の検討）」を掲げた。

#### ロシアのウクライナ侵攻
2022年3月、ロシアのウクライナ侵攻について幸福実現党は声明を発表し、今回の戦火は「ウクライナのゼレンスキー大統領が招いた失策」であり、ロシアの侵攻に対するウクライナ側の防衛戦を「越権行為」として、ロシアの要求に従うように求めた。大川も、プーチン大統領やゼレンスキー大統領の守護霊にインタビューした内容を緊急出版し、プーチン大統領をエル・カンターレ（大川隆法）を称える「光の天使」の陣営と位置づけた。

#### 性的マイノリティー、LGBTQ
2022年9月、栃木県本部代表の石川信夫栃木県下野市議は、市議会で「パートナーシップ宣誓制度」導入に反対の意思を示し、LGBTQの人たちについて「できたら静かに隠して生きていただきたい。その方が美しいし、社会に混乱が起きないと思う」と発言した。また市長の答弁に対して「市長は人権と言いますけれども、人権の上に神権というものがある、神様の権利があることを忘れちゃいけません。差別をしているんじゃない、区別をしたんだと。男女を区別をしたんだということ、これを忘れてはいけない」と主張した。石川市議は、幸福実現党の栃木県本部代表で、2022年4月の市議選（定数18）で842票を獲得し、11位で2期目の当選をしている。

#### 新型コロナウイルス感染症
ワクチン接種証明書について、「感染症対策の効果に疑念がある」「基本的人権が侵害される」「全体主義への道となる」などの理由で反対している。

#### 有志信者による活動の広がり
- 2012年、幸福実現党党員の歌手TOKMAが、尖閣諸島に上陸し、党の応援ソングを歌い、その様子を動画で配信した[21][141][142]。TOKMAは、軽犯罪法違反で書類送検され、後に不起訴になった[20]。党は、あくまで個人の行動としつつ「日本の領土主権が脅かされている中、日本国民としての、やむにやまれぬ思いに駆られての行動と推察する」とのコメントを発表した[143]。また、教団メディアの『ザ・リバティウェブ』では、この行動について「愛国無罪」とし、「愛国心に基づいて日本の領土を守るという行動は無罪であり、中国人の破壊行為とは全く違うという意味合いであると考えます」と説明した[143][PR 134]。2016年、TOKMAは第24回参議院議員通常選挙に、幸福実現党の比例代表として出馬したが、タレントのテレンス・リーと関係者2人が、TOKMAの応援演説をする見返りに陣営関係者から現金5万円を受け取るなどしたとして、警視庁に逮捕された[144][145]。幸福実現党の本部も公職選挙法違反（買収）容疑で家宅捜索され、党の広報担当部長1人に、懲役1年執行猶予3年の有罪判決が言い渡された[146]。党や教団は「強い政治的意図を感じる[PR 135]」、「（党本部という）宗教の聖域に世俗権力がみだりに立ち入ってはならない[PR 136]」とコメントした[147]。
- 2020年、アメリカ大統領選の前後、日本の各地で行われたトランプ応援デモに、「幸福の科学」「法輪功」「統一教会分派のサンクチュアリ教会」の有志団体などが参加した[148][149][150][151][20][118]。日本でアメリカ大統領選の不正などの政治的な陰謀論を信じ込む「Jアノン」は、反中国共産党の傾向が強く、「中国の覇権主義と戦うトランプを支持する」といった内容のシュプレヒコールや演説も行われた[148][150][151][152]。東京で活動する「トランプ・サポーター・イン・ジャパン」は、教団信者で幸福実現党党員である古山貴朗の団体[149][153]、「チェンジジャパン」は、幸福実現党の外務局長・及川幸久と、幸福の科学広報局職員・与国秀行の団体[PR 137]、名古屋で活動する「不滅の正義を守る会」は幸福実現党の石田昭の団体である[PR 138][20][110]。2020年11月25日のデモで、与国は「アメリカでトランプが今、ディープステート（闇の政府）と闘っている。私達日本人もまた闘わなければならないときに来ています」と演説した[151][154]。2021年1月6日のデモでは、先頭の教団関係者が「ウィズ・セイビア！（救世主=大川隆法とともに）」と拡声器を使って呼びかけ、サンクチュアリ教会関係者などを含むデモ隊も、それに応えてコールした[20][110][154][155]。
- 2021年12月12日、東京都内で「北京冬季五輪ボイコット」の集会とデモが行われた際は、幸福の科学、法輪功、サンクチュアリ教会の有志信者などが参加した[117][156][157]。集会では、「人権侵害国家である中国に五輪開催の資格はない」という趣旨の決議文や、自民党の国会議員4人（杉田水脈、三ッ林裕巳、山田宏、和田政宗）の応援メッセージが読みあげられた[20][117][154]。教団の信者も登壇し、信仰に基づいて中国共産党と戦う決意を語った[117]。
- 2021年8月、幸福の科学広報局職員・与国秀行が代表を務める団体「武士道」が、「在日特権を許さない市民の会（在特会）」と合同で街宣活動を行い、在特会は「中国人」「北朝鮮人」「殺せ」「出ていけ」「ゴキブリ」などのヘイトスピーチを行った[20][158]。また、与国は、「マスクやワクチンは有害無益であり、コロナの死者は水増しされている」「ワクチン接種で体内にチップを埋め込まれる」「悪魔勢力が監視社会化を進めている」として、目覚めをうながした[20][159][110]。
- 与国と幸福実現党の外務局長・及川幸久は、教団とは別の活動としてYoutubeやニコニコ動画などでも反ワクチン思想や陰謀論などのメッセージを発信し、与国は陰謀論を発信する朝堂院大覚の動画にも出演している[PR 139][PR 140][PR 141][20]。
このような活動は、幸福の科学の教義から大きくはみ出しているが、一部の信者たちは熱心に活動を続けている[20][159]。

#### その他
- 2016年、東京都知事選で幸福実現党の候補者・七海ひろこが、通行人とハグをする「ハグ作戦」や記念撮影を行い、注目を集めた[160][161]。

## 学校の運営
幸福の科学学園の那須本校は、2010年に開校した全寮制の中高一貫校である。2013年に滋賀県大津市に開校した関西校は、設立の際に反対運動が起きた。那須本校は受験教育に力を入れており、難関大学に合格者を複数名だしている。卒業後は、2015年に開校した千葉県長生村にあるハッピー・サイエンス・ユニバーシティ(HSU)に進学する卒業生も多く、他大学への進学や就職を放棄する人もいて、6 - 7割が進学すると見られている。

### 大学の不認可
2015年に千葉県に「幸福の科学大学（仮称）」を開学することを計画し、準備を進めていた。しかし2014年10月、文部科学省の大学設置審議会は、「大川の『霊言（霊言集）』は科学的根拠を立証できておらず、『霊言』を大学教育の根底に据えることは、『学術の中心』としての大学の目的を達成できると認められない」ことや、下村博文文部科学大臣の霊言書を出版したり、大量の書籍を審議会メンバーに送付したことなどを理由に、大学設置を不認可とした。2015年、ハッピー・サイエンス・ユニバーシティ（HSU）の名称で、学位の取れない私塾として開校した。また、2014年の申請時に、文科省職員に対して脅迫めいた記述や言動などの不正行為があったため、文科省は5年間申請を受け付けないペナルティを科すことを決めた。幸福の科学学園の理事長が、「宗教法人の連中は過激な奴が多く、それを私が抑えてる」という趣旨の発言をしたことが、「直接的な物理的危害を連想させる」と受け止められた。2019年、教団は再び開校を申請したが、2020年に申請を取り下げた。取り下げの理由として、「審査の過程で本学が目指す教育の実現が難しくなると考えるに至った」と説明している。

## COVID-19流行下での活動
2019年 - 新型コロナウイルス感染症（COVID-19）の流行時、創価学会を始めとし、多くの宗教団体が新型コロナウイルスとの“自粛の戦い”を迫られている中、幸福の科学は2020年3月時点では教団の公式ホームページを見ても特に「自粛のお知らせ」などは掲載されていないばかりか、式典やセミナーの案内などが日々更新され、大川隆法も信者に対する法話などを継続した。2020年2月下旬や3月中旬に行われた大川の法話には、1000人を超える会員らが詰めかけた。教団関係のニュースサイト「ザ・リバティウェブ」には、「法話を聞いて免疫が上がる」などと書かれ、他教団（生長の家）古参会員は「うらやましいとも、うちも真似してほしいとも思わないが、やはり創業オーナー（大川）が健在である教団には、いろいろな意味で勢いがあると思わされる」と述べた。大川は、「（ウイルス感染には）憑依と同じ原理が働く」ため、感染を防ぐために、明るく積極的な心や強い信仰心をもつことを勧めるほか、大川の法力が込められた法話、書籍、楽曲CD、祈願などにはウイルスを撃墜する力があるとし、「信仰ワクチン」「信仰免疫」として、大川が作曲した「コロナウィルス撃退曲」や「コロナワクチン副反応抑止祈願」「中国発・新型コロナウィルス感染撃退祈願」などを提供した。
- 2020年4月、ロックダウン中のタイムズスクエアで、ニューヨーク支部の指導者たちが悪魔を追放する儀式「エル・カンターレ ファイト」と、病気を治す儀式「エル・カンターレヒーリング」を行い、ニューヨーク・タイムズ誌に批判的に取り上げられた[11][178][179]。信仰ワクチンは、フロリダ、ジョージア、ニュージャージーなど、アメリカの8つの州にある教団の拠点でも提供された[87]。

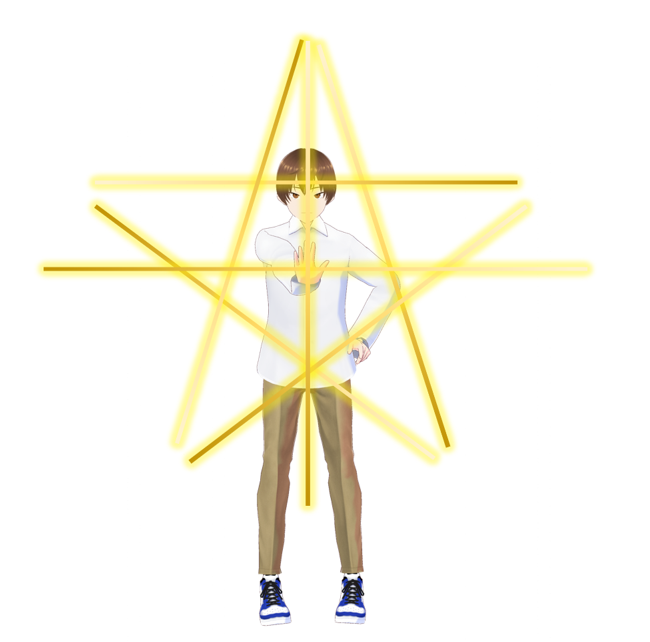
エル・カンターレ ファイト

- 2020年7月、大川は新型コロナウイルスの霊査を行い、「新型コロナウイルスは何らかの形で中国・武漢の生物兵器研究所から出た生物兵器で、中国共産党の『殺したい』想念によって悪性化したウイルスである。この時期に感染拡大したのは、中国に、香港や台湾への弾圧をやめて内政問題に集中させるためで、中国人が『中国本土に問題があるのではないか」という天意を感じるところまで続く」と説いている[18][PR 14][113]。教団本部広報局も、新型コロナウイルスは「神を信じない共産主義独裁国家・中国による人権弾圧と覇権主義の魔手が世界に広がる危険性に対する神の警告」であると説明している[180][18]。
- 2021年4月号の幸福の科学出版発行の月刊誌『ザ・リバティ』は、特集「コロナワクチンの幻想」の中で、「コロナワクチンは当てにならない」「『オリゴ糖』を摂ればコロナは治る」などの専門家の意見と、大川の書籍や楽曲CDで感染が収まった事例を紹介し、「信仰心を持つことで免疫力を高め、コロナを乗り越える重要性」を強調している[19][PR 144]。『ザ・リバティ』2023年2月号の特集「もう隠せない原爆級の『ワクチン死』」では、小島勢二名古屋大学名誉教授と、福島雅典京都大学名誉教授[181]のインタビューを掲載した[PR 145]。
- 大川が創立し、党総裁を務める幸福実現党は、新型コロナは「中国の生物兵器であり形を変えた戦争」、ワクチンは「子孫に副作用がでる可能性がある」とし、ワクチン接種証明書について、「感染症対策の効果に疑念がある」「基本的人権が侵害される」「全体主義への道となる」などの理由で反対している[104][19][PR 146]。また、孟晩舟守護霊の霊言からの情報として、ファーウェイが、「生物兵器コロナを製造する秘密拠点」であり、カナダやアメリカの通信網から排除されていることへの「復讐」として新型コロナウイルスをばら蒔いたとも主張している[182][183][184]。
- マスクの着用に関しては、2020年2月に大川が法話で、法力でウイルスを死滅させることができるのでマスクは要らないと語ったが[180][31][178][177]、2020年11月更新の教団サイトでは必要な所でのマスクを勧めている[PR 147][31]。

## 裁判、抗議活動、その他の出来事

### 講談社フライデー事件
1991年9月、週刊誌『フライデー』などに掲載された教団を批判する記事に抗議し、講談社に対してデモ行進や電話・約5万5千通のFAXを送るなど、組織的で激しい抗議活動を行い、業務に支障を与えた。信者である直木賞作家の景山民夫や女優の小川知子が中心となり、「講談社フライデー全国被害者の会」が結成された。また、全国7か所の裁判所において、「精神的公害訴訟」として、教団だけでなく信者約3000名が億単位の損害賠償金を求める訴訟を起こした。裁判は、記事の内容については違法性が認められて教団が勝訴したものもあるが、信者を原告とした裁判は一部を除いて敗訴した。中には判決で「訴権の濫用」とされたものもあった。抗議活動については、教団が行ったFAXに昼夜問わず抗議文を送り続けるなどの組織的な抗議活動が、業務妨害と認定された。
教団はこの一連の活動を、1991年9月15日に開催された講演会法話に因んで「希望の革命」と称している。この事件を機に、外国の報道機関を含め、テレビ、新聞、雑誌などからの取材や対談に応じることとなり、10月27日のテレビ朝日の番組（サンデープロジェクト）内では、教祖・大川隆法への公開インタビューが生放送で放映された。

### 幸福の科学事件
1996年、元信者と代理人の山口広弁護士が教団に献金返還を求め、2億6400万円の損害賠償請求訴訟を提訴したが、1999年5月に東京地裁で請求が棄却された。1997年、教団は、元信者らの訴訟や会見における言動を名誉毀損とし、8億円の損害賠償請求訴訟を提訴したが、敗訴した。この裁判について、山口弁護士も威嚇告訴で反訴し、2002年11月に最高裁は、教団は同弁護士に慰謝料100万円を支払うよう命じた。教団のこの訴訟提起は、「批判的言論を威嚇する目的」でなされた訴訟として損害賠償が命じられた民事裁判の事例であり、スラップ（批判的言論威嚇目的訴訟）という独自の類型を成立させるものとなった。

### その他の裁判、抗議活動
教団は、批判的な言動をとった研究者、出版社、ジャーナリスト、教団施設の建設に反対していた住民運動の代表など、対立する相手に対し抗議文を送ったり、名誉毀損の裁判を次々と起こしている。裁判には膨大な裁判費用がかかるため、報道に対する萎縮効果があり、有罪となった場合は同様のケースで有罪となる可能性が高まるため、さらなる萎縮効果がある。
- 1994年は、『宝島30』とその編集長、『虚業教団』を出した関谷晧元と現代書林[201][202]、フォーカス編集長、浅見定雄[203]、島田裕巳[204][2]、講談社と週刊現代編集長、米本和広などの記事が、名誉毀損であるとして1000万から1億円の損害賠償を求めて起訴された[187]。
  - 浅見定雄は、『宝石』1991年12月号に、1991年出版の大川の著作『ノストラダムス戦慄の啓示[205]』の中から「アメリカは福祉などをするから精神病者が生まれる（79 - 81p）」「中国の10億の人間は飢えた小魚みたいなもの（34,119p）」「中国人は生まれてくる意味なんてなかった（35p）」「朝鮮はもう一度日本に犯されて子どもを生むしかない（42p）」「大東亜共栄圏以上の時代がくる（39,73,140,176p）」「ユダヤ人は決して幸福になれない（64p）」などの記述を引用し、『道元禅師霊示集[206]』の中から「日本の女は男から自立するようになったため、地獄へ行く60人のうち40人は女（164p）」といった内容を述べた記述を取り上げ、佐伯真光と対談を行った記事が名誉毀損で訴えられた[207][208][209]。裁判は、教団が訴えを取り下げた[210]。
- 2012年、ジャーナリストの藤倉善郎は、「週刊新潮」に「幸福の科学学園は、教育基本法で禁じられている政治教育や政治活動を行っている」という記事を掲載し、名誉毀損で1億円の損害賠償を求めて提訴された[17][211][57][45]。裁判は藤倉が勝訴した[212][44][213][148]。2018年、藤倉が取材目的で教団施設に立ち入り、内部を撮影したとして、建造物侵入で提訴された[214][211]。2021年、教団が勝訴し、藤倉は報道の自由が損なわれるとして控訴した[214][215]。藤倉の弁護団には、宗教やカルトの問題に取り組む紀藤正樹弁護士や山口貴士弁護士などが参加している[211]。
- 2022年2月1日、幸福の科学など様々な教団出身の2世たちの体験談を取り上げた菊池真理子の漫画『「神様」のいる家で育ちました 〜宗教2世な私たち〜』の第5話が、幸福の科学からの抗議を受けて、連載されていた集英社のサイトから削除された[216][217][218][219][220]。2月10日、集英社は教団への謝罪文を掲載し、抗議を受けていない1 - 4話も削除したため[221]、ネット上で幸福の科学からの抗議についてと、集英社の自己規制についての批判が起きた[218][148][222][216]。10月6日、これらの漫画を文藝春秋が単行本化した[216][223][224][225]。また2023年3月2日、大川総裁死去のニュースを受けて、文藝春秋のサイトに第5話が掲載された[226]。

### 大川の家族との裁判、騒動
- 2011年、大川の当時の妻・大川きょう子は、離婚騒動において、自身の霊言を発表されたことや「悪妻封印祈願」が行われたことなどに対し、名誉毀損で1億円の損害賠償を求めて教団と大川を提訴した[227][20][228][229][230][231]。教団側も、妻とその告白を記事にした『週刊文春』（文藝春秋）と『週刊新潮』を名誉毀損で提訴し[44]、2015年の高裁判決は、他の女性の存在が離婚に繋がったとする妻側の主張が認められた[96][45]。
離婚前、妻は「文殊菩薩」の生まれ代わりとして崇められ、女性信者組織「アフロディーテ会」の会長を務めてきたが、「裏切り者のユダ」と改められ、教団のホームページから、経歴や業績を紹介するページが削除され、幸福の科学出版から出版されていた著作、布教施設にあった文殊像やナイチンゲール像も全て撤去された[232]。大川の転生の1つにアフロディーテの夫であるヘルメスがあるため、2人は過去世においても夫婦であったとされ、「愛は風の如く」という物語も作られていた[9][1]。現在の総裁の妻、大川紫央は坂本龍馬の生まれ変わりとされている[78][13]。
- 2018年、大川の長男である宏洋が教団を離脱してYouTuberとなり、教団や大川への批判や「内情暴露」を始めた[20][233]。2019年6月28日、教団は、複数のYouTube動画に対して、2000万円の損害賠償と削除を求める裁判を提起した[234]。2022年1月21日、東京地裁は、宏洋の発言の真実性は認められない等として、名誉毀損を認め、宏洋に対して、合計132万円の損害賠償と動画削除を命じる判決を言い渡し、同年9月29日、東京高裁で損害賠償額を合計220万円に増額されて、2023年5月24日付でこの判決は確定している[235][236][237][238]。
- 2020年3月4日、教団は、宏洋を取材した『週刊文春』の記事と宏洋に対し5500万円の損害賠償と謝罪広告掲載を求める訴訟を提起した。2023年5月24日、東京地裁は、記事の内容は真実とは認められず、裏付け取材もしなかったとして、文藝春秋と宏洋に計330万円の支払いを命じる判決を言い渡し[239]、2024年1月31日、東京高裁は、一審東京地裁判決を支持し、文藝春秋と宏洋の控訴を棄却した[240]。教団側メディアによれば、同社らは、上告を断念したとのことである[241]。
- 2020年3月17日、宏洋の著書『幸福の科学との訣別』を発行した文藝春秋社と宏洋に対しても、5500万円の損害賠償及び出版の差し止めを求める訴訟を提起し、2022年3月4日、東京地裁は、一部記述が名誉毀損に当たると判断し、宏洋と文藝春秋に121万円の支払いを命じた[242]。教団側メディアによれば、高裁でも教団が勝訴し、最高裁で確定したとのことである[243]。
- また、宏洋も教団側に損害賠償を求める裁判を起こしたが[244]、教団によれば、教団の全面勝訴が確定したとのことである[245]。
- 2023年2月、大川の長女で後継指名されていた大川咲也加が、「天照大御神」の生まれ代わりから「妖怪おたふく」に改められ、教団のホームページから情報が削除された[246][247]。大川には、前妻のきょう子との間に5人の子どもがいるが、皆、追放や降格などが行われている[248][8]。父の善川三朗も1992年に教団運営から実質的に排除された[248][8][9]。

### その他の出来事
- 2015年、ハッピー・サイエンス・ユニバーシティ（HSU）の大学設置が不認可となった当時、萩生田光一文部科学大臣が、幸福の科学側に対して助言を行ない、文科相側との仲介役を果たしていたことが、2020年2月5日の参議院予算委員会で明らかになった[249][250][251][162][167]。萩生田文科相は、学園に助言したことを認めたが、教団からの選挙応援や献金は否定した[252]。
- 2017年2月、女優の清水富美加（法名・千眼美子）が、幸福の科学での出家を宣言して、芸能界から事実上引退した[253][5][254][217]。清水は、幸福の科学の信者である両親の影響で、幼少期から同団体の信者だった[5][255][256][79][85]。出家後は、「幸福の科学」が開設した芸能事務所に所属し、教団が制作する映画に出演している[253][5][257][100][258]。宗教学者の島田裕巳は、清水などのアイドルを「若者向けの広告塔」とし、「信者を拡大しようと考えているのでは」と指摘した[5][79]。この清水の出家について、教団は、事務所の無理解が原因で、すべて事務所が悪いという姿勢をとっている[5]。
- 2020年、幸福実現党の初代党首で教団信者の饗庭直道は、仮想通貨「Liberty（リバティ）[29]」発行を名目に、教団の信者を中心に集めた9億円を使い込み、教団と内紛状態であると報じられて離脱した[259][260][261][121]。教団は、仮想通貨リバティと教団は、一切関係がないという声明を出している[PR 151]。

## 批評
- 教義は、伝統宗教とのつながりが弱く[262]、初期のころは、先行する新宗教である生長の家とGLAの影響を強く受けているとする宗教学者もいたが[9][26][27]、2000年以降はその傾向は無くなっている[17]。
- 藤山みどりは、1985 - 1995年頃の神秘主義ブーム期、幸福の科学を含む新新宗教が、既成宗教と異なり「死後の世界」を明確に説いたことで、神秘的なものへの探求心が強く、向学心旺盛な高学歴の若者を惹きつけたと分析している。大川は霊からのメッセージを伝え、知的好奇心に応える詳細な「死後の世界」を説いた[263]。
- 沼田健哉は、教祖の存在が高次元化していくのは多くの教団に見られるが、大川の場合は若くしてこれ以上は不可能な高い存在となったと述べている[9]。大川は自らを、地球系霊団の至高神「エル・カンターレ」として、古今東西の宗教や思想を統合し、新しい心の教えを広めることでユートピアを創り、人々を救済する預言者として自己の存在を位置づけた[9]。谷口雅春からはナショナリズムと日本神道の重視を学んだが、天皇制重視は学ばなかった[9]。
- 雨宮純は、「幸福の科学の世界には、爬虫類型宇宙人陰謀論が取り入れられている」としている[264]。また、それまでの新宗教が、「貧・病・争い」を解消するものとして信者を集めていたのに対し、1970年代以降に発展したオウム真理教や幸福の科学、統一教会、GLAなどの教団は、終末論や超能力、霊界の重視などの現世を超越した要素を強調し、普通に満たされた人が、より個性的に生きようとする自分探しにも繋がる部分があったとして、大川隆法の著書は、ニューエイジや新霊性運動と類似する部分もあり、精神世界の本の読者が会員になることもあったと述べている[264]。
- 島田裕巳は、著書『日本の新宗教』（2017年）で、「1980年代の終わりから90年代のはじめにかけて、幸福の科学はオウム真理教とともに話題になった」「とくに1991年には、東京ドームでの『御生誕祭』や、出版社に対しての抗議活動などを行い、大きな話題になった」「2009年に幸福実現党が結成され、8月の第45回衆議院議員総選挙に候補者を337名立てて選挙に臨んだことも、国内に1100万人の会員がいると公称していたため、大いに注目された」「得票率は平均して1％前後にしか至らず、全員が落選する結果となり、以後も国政選挙で惨敗している」「出版社に対して激しい抗議活動を展開していた時代は、巨額な訴訟を提起するなど社会に対する敵対的な姿勢を示していたが、2010年に幸福の科学学園を開校してからは、新宗教としては珍しく外部にオープンになっている」と書いている[265]。島田は、2020年11月15日にハッピー・サイエンス・ユニバーシティ（HSU）の学祭で講演し、非常勤講師に打診された[266][267][PR 152]。
- 町山智浩は、教団の過激な保守主義と個人の自助という方針は、アメリカのキリスト教原理主義に通じるものがある」「自分たちは神に選ばれたエリートであるという考えであり、日本の政治に社会ダーウィニズムを持ち込もうとしている」と指摘している[176]。町山もまた、教団を批判して訴えられたことがある[176]。
- 鈴木エイトは、「宗教2世」問題について、「2世信者が教団が設立した学校に強制的に入れられ苦しんでいるケースもある」と指摘している[95][268]。
- 藤倉善郎は、大川隆法と父の善川は、GLA教祖の高橋信次や、生長の家教祖の谷口雅春の影響も受けており、幸福の科学の霊言や教義にもその影響がうかがえると述べている[8]が、塚田穂高によれば2000年以降はその傾向は無くなっている[17]。幸福の科学の宗教2世問題は、学校法人が組織的な教化教育を行っていることが特徴だと論じている[31][216][217]。そして、幸福の科学学園に関して、「歴史などの通常の授業で教員が霊言に基づいた内容を教えている」「幸福実現党を支持する政治教育を行っている」「寮生活のルールを破るなどした生徒に対して『独房懲罰（部屋に鍵はかからない）』を行っている」ことを指摘している[31][217][269][213]。
- 雑誌『サイゾーウーマン』は、幸福の科学学園卒業生の苦悩について全4回のインタビュー記事を掲載したが[270][271][212][272]、教団から抗議を受けて削除した[217]。その後、教団の主張を追記して再公開した[217][270]。2019年、オンラインで宗教2世を対象に実施されたアンケートでは、幸福の科学は3番目に多かった[217]。
- 塚田穂高は、教団は「右派・保守色の強いさまざまな政治活動を積極的に展開してきた。そのなかでは『従軍慰安婦』問題や『南京大虐殺』などの『歴史戦』に関わる活動の重みが大きい」と述べている[34][PR 153][PR 17]。また教団について、運動発生時から「選ばれた日本・日本人とその使命というナショナリズム、宗教的価値に基づいた世界改革というユートピア観が、その思想の根底にあり続けた」と論じている[17]。
- 宗教社会学の研究において、次のように指摘されている[17]。宗教学者の島薗進は、教団のナショナリズムについて、幸福の科学には「日本人には世界を救う使命と資格がある」という主張があるが、その背景には「経済的優位に育てられた民族的優位意識」「グローバル化の中での厳しい対外関係についての認識」があると指摘した[17]。中村伸浩は、教団を「ナショナリズムを蒸発させた国際化の夢想である『国際主義』のイメージ」の例として挙げた[17]。ロバート・ファーヒは、幸福実現党について「日本では知名度が低いにもかかわらず、米国の極右活動家の間では高い知名度を維持できている極右政党」「党がかつて持っていた米国極右とのつながりを、保守政治活動協議会（CPAC）を通じて参政党が受け継いでいる」と指摘した[122]。井上順孝は、「ハイパー宗教（当該文化の宗教伝統との連続性が気迫である一方、異文化宗教の要素も自在に取り組む）」の例として挙げた[17]。エリカ・バッフェリは、オウム真理教との終末・世紀末論の相剋などを取り上げた[17]。
- ライターのいのうえせつこは、幸福実現党の右傾化について「宗教団体というだけで、『平和と求めている』と考える人もいるかもしれないが、幸福の科学の政治団体である『幸福実現党』の政策が、平和とは程遠い『戦争の準備を勧める』政策であることは、広く知られるべきだろう」と述べている[39]。いのうえは、講談社フライデー事件の頃に『新興宗教ブームと女性』という本を出版し、教団から通告状を送付されたことがある[39]。
- 青沼陽一郎は、教団のLGBTQへの教えを特に懸念し、「私がもっと恐ろしいと感じるのは、忌避や差別が宗教と結びつき、その相手が地獄に堕ちると説くことだった。そこにはオウム真理教の事件の教訓がある」と述べ、「オウム真理教が、一般人を真理の知らない『凡夫』と蔑み、悪業を積んで地獄に堕ちる前に、命を絶って転生（ポア）をさせてあげようとした」ことについて述べている[28][PR 54]。

### 2023年3月、大川の訃報後
- 島田裕巳は、「霊言が行われなくなれば、信者たちからは大きな『楽しみ』が奪われたことになる。本も出なくなる。果たして、大川に代わって、それができる人間は現れるのだろうか」「幸福の科学の教団は、今最大の試練に直面している」と述べている[46]。
- 鵜飼秀徳は、「故大川氏を神格化させつつ、いかに後継者を選んでいくか。禅譲が失敗すれば、教団は空中分解することも十分、考えられる。『教祖急死』の混乱を収める組織力が、いまの幸福の科学にあるか、どうか」と述べている[6][273]。
- 雑誌「宗教問題」編集長の小川寛大は、「隆法氏の個人商店的な色合いが強く、信者も隆法氏のファンが多かったといえます。毎月のように出版される隆法氏の書籍が収入源で、代わりの人が本を出しても、受け入れられないはずです。総裁を失い、教団は存亡の危機になるでしょう」と分析している[274]。
- 鈴木エイトは、「教団は今後も『大川氏の霊言』などを出版物に利用して、存続する道をとるのではないか」と推測している[274]。

### 資産に関する推定
幸福の科学の総資産は2000億円と長男・宏洋が発言したことが報じられている。週刊文春2023年3月16日号掲載の教団内部文書によると、2016年の法人全体の総資産は約2457億円で、うち固定資産は約1792億円であるという。大川は、自身の報酬や不動産などを教団に寄付してきたとされ、教団を引き継ぐ人が、多くの資産を引き継ぐと予想されている。宗教法人の遺産には相続税が課されないため、後継者に資産はそのまま引き継がれる。
教団は、潤沢な財政状況をもとに、新聞・雑誌などに広告を出稿している。2013年8月19日発売の「夕刊フジ」は、「河野洋平の守護霊が、『河野談話は、証拠のない風評を公式見解としたものである』と語った」として、大川総裁の霊言本の広告を通常の記事のように掲載した。2019年、幸福実現党の選挙においては、「『うち（幸福の科学）は新聞、雑誌に数千万単位の広告をオファーしているので、悪く書けるところはない』と自信満々でした」「出稿額（推定）は、政党結成後に『朝日』、『読売』、『毎日』、『日経』、『産経』の5紙に出稿した分だけで、「少なくとも1億5千万円」だと言う」「一度（幸福実現党の広告を）掲載したある大手紙などは、“毒を食らわば皿まで”とばかりに今後も内容に関係なく掲載を続けるそうだ」「幸福の科学は多くの広告を徳島新聞に出しており、新聞社の収益を支えているといっても過言ではない」「全国紙に全面広告を出稿する場合、…定価は2000 - 4000万円ほど。…宗教や政党関係の広告が増えているよう」などと報じられた。

### 海外メディアなど
- 2001年にセクト規制法が成立したフランスでは、1995年に「セクト（仏:secte、英:cult カルト）」と判断するために報告書をまとめ、「法外な金銭要求」「反社会的な言説」「子どもの加入強要」「訴訟を多く抱えている」「公権力への浸透の企て」など10基準に基づき、危険視する173団体名を挙げ、その中に「幸福の科学」も含まれた[203][284][285][2]。「セクト（カルト）」とは、「間違った教義や思想を信じる集団」ではなく、「違法行為や人権侵害を行う集団」を指し、法律はセクト的な行為を規制する[285][286][287]。2005年にフランス政府は、「違法行為を取り締まるために一部の団体をカルトとして名指しすることは公共の自由を尊重する上で懸念がある」として、173団体のカルトのリストを撤回した[288][289]。

- フランス通信社（AFP）やジャパンタイムズの記事では、幸福の科学を「カルト（cult）」と表し[290][176]、その他、アメリカ、イギリス、ウガンダ、インドネシア、オーストラリアなどの多くの海外メディアが、「カルト」という言葉を使っている[291][注釈 9]。
- 2012年6月23日、The Observer（イギリス）の記事によると、ウガンダの宗教指導者の中には幸福の科学をカルトと呼ぶ人たちもいて、彼らは記者会見で政府に活動を調査するよう求めたという[292][294]。彼らは、教団が予言や大規模な宣伝で信者を惑わすことを懸念した[292]。また、同日のBBCの記事によると、幸福の科学は地域で最も設備の整ったスタジアムを多額の資金で借りて講演会を開催したが、同じ日に開催されたオリンピック出場権をかけた陸上競技大会は設備の悪いスタジアムで行われ、タイムが伸びずに多くの選手が影響を受けたという[294][295]。
- 2015年11月2日、The Age（オーストラリア）の記事によると、大川隆法は300年後には世界の超大国になると信じているオーストラリアでの事業拡大を狙っているという[70]。大川の霊言はカルトウォッチャーたちから一蹴されたが、幸福の科学は拡大を続け、信者から多額の寄付を集めている[70]。教団はオーストラリアでは慈善団体として登録されており、2年間で150万ドルの寄付を受けたが、どのような慈善活動をしたかは曖昧である[70]。カルトコンサルタント（CCA）には、アジアの宗教団体への問い合わせが増えているが、その中には幸福の科学への心配も含まれている[70]。
- 2020年4月16日、ニューヨーク・タイムズ（NYT）の記事によると、幸福の科学は「巨大で強力な企業」「秘密主義で、メディアを敵視し、段階的な有料会員制度を中心に構成されており、東京のサイエントロジーと呼ばれることもある」と書かれている[11]。幸福の科学は、COVID-19のパンデミック時、COVID-19を予防・治療する「信仰ワクチン」として、100 - 400ドル以上の金額で祈願を提供した[11]。また、COVID-19は中国政府が武漢で生物兵器として作ったものであり、共産主義者の神に反するやり方を罰するために解き放たれたのだという[11]。パンデミック初期、他の教会が閉鎖する中で、幸福の科学は活動を続けていたが、マンハッタンでの感染が急増するにつれ、寺院を閉鎖し、信仰ワクチンを遠隔で投与した[11]。
- 2021年2月26日、VICE news（アメリカ・カナダ）の記事によると、幸福の科学は、宗教運動を政治的なものに変えるという野心を持っている[119]。幸福実現党は、近年、スティーブ・バノンなどアメリカの右派の人物と連携することで、日本においての政治的正当性を高めている[119][123][124]。
- 2021年4月9日、インデペンデント（イギリス）の記事によると、幸福の科学の幹部は10年連続で保守政治活動協議会（CPAC）に登壇している[116][119]。教団の政治組織である幸福実現党は、これまで国会に候補者が当選したことはないが、アメリカの右派に近づくことで人気を得ている[116][118]。